# 広島駅
広島駅（ひろしまえき）は、広島県広島市南区松原町にある西日本旅客鉄道（JR西日本）の駅。
山陽新幹線の全ての営業列車が停車し、在来線についても「広島シティネットワーク」の中枢となるターミナル駅である。
本項では、近接する広島電鉄の停留場である広島駅停留場（ひろしまえきていりゅうじょう、広島駅電停）についても記す。

## 概要
中国・四国地方最大の都市で、広島県の県庁所在地及び政令指定都市である広島市の玄関駅。乗車人員数は中国・四国地方で第1位、JR西日本管内では大阪環状線の鶴橋駅に次いで第7位 と、アーバンネットワーク（京阪神地区）以外ならびに山陽本線の駅の中では最も利用者数が多い。また運輸取扱収入では新大阪駅に次いで第2位である。しかし山陽新幹線が開業して以降、長距離の都市間輸送は新幹線が担うようになったことや、四国や山陰方面への広域連絡輸送は瀬戸大橋線や伯備線の乗り入れる岡山駅が担っていることから、在来線としての役割は広島都市圏（広島シティネットワーク）内の地域輸送（通勤・通学輸送）を主体としている。そのため大都市のターミナル駅であるにもかかわらず、当駅を発着する在来線の定期特急列車は設定されていない。
事務管コードは▲800613を使用している。
広島市の繁華街である紙屋町・八丁堀、基町、本通といった中区の中心市街地からはやや離れた位置にあるため、路面電車やバスに乗り換える必要がある。一方で近年は駅の南北にて市街地再開発事業や進展しており、2009年には広島東洋カープの本拠地であるMAZDA Zoom-Zoom スタジアム広島が徒歩圏内に開場するなど新都心機能が拡充している。
南北自由通路沿いに商業エリア『ekie』（エキエ）が新設されている。南口は地上7階・地下1階建ての駅ビル『ASSE』（アッセ）となっていたが、2020年3月31日に閉店した。2025年3月24日に、映画館『松竹マルチプレックスシアターズ』（シネマコンプレックス）・ホテル『ホテルグランヴィア広島サウスゲート』などが入居する新駅ビル兼複合商業施設『minamoa』（ミナモア）が開業した。8月3日に、広島駅南口にあった広島電鉄の広島駅停留場が、駅前大橋ルートの開業に合わせてminamoaの2階に移設した（「広島駅南口再開発計画」も参照）。

## 乗り入れ路線
JR西日本の広島駅は、山陽新幹線と以下に挙げる在来線各線の接続駅となっている。
- 山陽本線 - 在来線における当駅の所属線[5]。当駅より東は海田市駅・西条駅・三原駅方面、西は横川駅・宮島口駅・岩国駅方面の列車が発着。「山陽本線」も参照。駅番号は三原方面がJR-G01、岩国方面がJR-R01。
- 芸備線 - 当駅が終点であり、下深川駅・狩留家駅・志和口駅・三次駅方面へ通じている。駅番号はJR-P01。

正式な線路名称上の乗り入れ路線は以上の2路線であるが、山陽本線の駅から分岐する以下の2路線の列車も当駅に乗り入れており、これらの路線の駅番号も制定されている。
- 呉線 - 3駅東の海田市駅が線路名称上の終点であり、瀬戸内海沿いの呉駅・広駅・竹原駅方面へ通じている。海田市駅に発着する全列車が当駅まで直通し、当駅より西の山陽本線宮島口・岩国方面および可部線に乗り入れる列車も存在する。駅番号はJR-Y01。
- 可部線 - 2駅西の横川駅が線路名称上の起点であり、広島市北部のあき亀山駅まで通じている。横川駅に発着する全列車が当駅まで直通し、当駅より東の山陽本線西条方面および呉線に乗り入れる列車も存在する。駅番号はJR-B01。

すなわち当駅からは合計5方面の在来線列車が発着している。また、特定都区市内制度における「広島市内」の駅であり、運賃計算の中心駅となる。在来線はICOCAの利用可能エリアに含まれている。
広島電鉄の広島駅停留場は広島電鉄本線の起点となっており、「M01」の駅番号が付されている。運転系統上は1号線・2号線・5号線・6号線が乗り入れる。

## 歴史

### 駅の立地
広島駅は南区松原町にある。新幹線口（北口）側は隣接する二葉通りを境に東区になる。
駅北側には二葉山緑地をはじめとする丘陵地が広がり、駅南側には猿猴川（太田川水系）が流れ、比較的駅周辺の平地部分が長細い形になっている。また、開業時点では駅北側の牛田村・矢賀村などが独立した村であり、広島駅の位置が広島市のほぼ北端であった。開業当時の地図を参照すると、山陽本線は府中村（現在の府中町）を通過後は、その当時の広島市街地であった中区中島町や紙屋町・八丁堀、さらには当時の広島城の外堀（現在の城北通りあたり）などを北方に避け、中区白島地区を通るルートを取っている。駅は太田川水系で形成されるデルタ地帯の外側に位置し、開業当時広島市の中心だった場所から離れた位置にある。市中心部とのアクセスは、1912年（大正元年）に広島電気軌道（現在の広島電鉄）駅前と御幸橋間の路線ができたことで結ばれた。また、2015年（平成27年）3月14日に新白島駅が開業するまで、中区には山陽鉄道・国鉄時代を含めJRの駅が存在しなかった。
江戸時代は西国街道（山陽道）が近くを通り、街道沿いの愛宕（現在の「東区愛宕町」）には宿場町があり、他の国の人は広島城下に宿泊することが出来なかったので、宿泊することが出来る一番近い宿場町だった。現在でも地名として残り、愛宕踏切で街道と山陽線が交差している。駅の北側には、1890年（明治23年）に開設された東練兵場が広がり第二次世界大戦終戦まで存在した。東練兵場ができる前までは田畑が広がっていた。
また、江戸時代からある猿猴橋から広島東照宮まで、桜並木（現在の松原町あたりは松並木で途中から桜並木に変わる）があり天明年間（1795年頃）の地図にも記載があり、第二次世界大戦終戦まで存在していた。
その他、現在も残る広島城主と縁のある広島東照宮・尾長天満宮・國前寺などが近くにある。
駅の開業は1894年（明治27年）6月で、開業時点では山陽鉄道の終点だった。その当時の地図では広島駅通過後、京橋川の近くまで線路が延びていた。翌月には日清戦争が開戦し、国家的な要望で開業が急がれた。前記したとおり、市の中心部から離れた位置にあり、その理由について街道沿いの住民が鉄道を敬遠したのか、用地の買収が困難だったかどうかは不明である。ただ、軍部の意向によりルート変更してはいけないとする強い意向があったのは事実である。同様の理由で山陽鉄道では例外的な急勾配区間瀬野八も誕生している。開業時には、前年に宇品港（現在の広島港）が開業し、兵隊が集合することが出来る広い土地（練兵場）が近くにあったことより、兵士出兵の最前線として重要な駅だった。さらに広島駅と宇品港を結ぶ宇品線が同年8月に開業している（詳細は該当記事参照）。
広島駅の南口側は、第二次世界大戦後には闇市が広がっていた。その闇市は、愛友市場（荒神市場）や、現在はエールエールA館がある地にあった1952年（昭和27年）に開業した「廣島百貨店」などに吸収された。またスーパーマーケットのイズミや、ヨンドシーホールディングス（アスティ・フジ・リテイリング）も、その闇市での屋台をルーツに持っている。1969年（昭和44年）には、これまで貨物駅を兼ねていた広島駅を分離する形で、東広島駅（現在の広島貨物ターミナル駅）が開業した。山陽新幹線開業直前には「ホテルニューヒロデン」が開業した。「廣島百貨店」は1990年代まで営業していたが、広島商圏での市場占有率は低下。エールエールA館の建設で消滅したが、現在も引き続き営業している店舗も存在する。1999年  (平成11年)  には、エールエールA館に福屋広島駅前店が開業。広島駅の民衆駅化で設置された広島ステーションホテルが1999年に閉鎖されたが、2004年（平成16年）4月1日にJR系のホテルHOTELヴィアイン広島が開業した（その後、広島駅南口再整備に伴い、2020年4月7日閉館）。2013年（平成25年）からはB・Cブロックの再開発も着手され、愛友市場もその歴史に幕を下ろした。その後2016年  (平成28年)  8月にBブロックにシティタワー広島・BIG FRONTひろしまが完成し、同年12月にCブロックにグランクロスタワー広島・EKICITY HIROSHIMAが完成した。
2009年（平成21年）には、東広島駅（現在の広島貨物ターミナル駅）貨物ヤード跡地にMAZDA Zoom-Zoom スタジアム広島が建設され、その周辺にはコストコホールセール広島倉庫店やスポーツジム、分譲マンションなどが建設されている。
現在の新幹線口側は、開業当初は駅舎はなかった。代わりに東練兵場の正面に凱旋門が存在していた。第二次世界大戦後の1947年（昭和22年）に初めての駅舎が作られた。当時の駅舎は、木造平屋の小規模な物で北口と呼ばれた。1975年（昭和50年）の山陽新幹線開業で現在の駅舎に建て替えられ、北口または新幹線口と呼ばれるようになった。

### 駅舎の歴史
開業当時の広島駅は南口のみの木造の簡易的な駅で、利用者の増加に伴い後年に木造の本格的な駅舎で建て替えられた。1922年（大正11年）に鉄筋コンクリートの駅になった。駅舎の当初の設計者は渡辺節で、当時の京都駅を模した形状だった。後に久能にかわった。駅舎の建て面積は9,800 m2、延べ床面積は26,400 m2だったが、構造が頑強だったために拡張は困難だった。また、広島駅を模した形で、後年岡山駅の建て替えも行われた。原爆投下前の1941年（昭和16年）に正面玄関寄せ前に2階を張り出させる形で駅舎の拡張が行われた。
広島市への原子爆弾投下での直接の爆風、さらには延焼による火災で駅舎は大破した。戦後は、貨車を駅長室代わりに業務を再開。1945年（昭和20年）末までには、雨をしのげるレベルでの仮復旧を行った。1948年（昭和23年）の昭和天皇の行幸時には、通路の化粧直しが計画されたが間に合わず、紅白の幕で対応。1949年（昭和24年）より本格的な復旧が行われた。同年7月までに駅舎正面に張出の出札室を整備された。駅舎正面の駅名の表記は「廣島驛」(1946年2月設置)、「廣島駅」(1949年出札室増築)、「広島駅」(1952年頃)と変化した。「廣」の字体は活字とは一部異なる。「廣島駅」「広島駅」が混在していた時期もある。
三代目の民衆駅は、1964年（昭和39年）5月22日に起工式を行い、1965年（昭和40年）12月1日に完成した。建築時点で、全国で39番目に設置される民衆駅でかつ、東京駅八重洲口・博多駅・新宿駅・天王寺駅・池袋駅に次ぐ規模の駅舎になった。

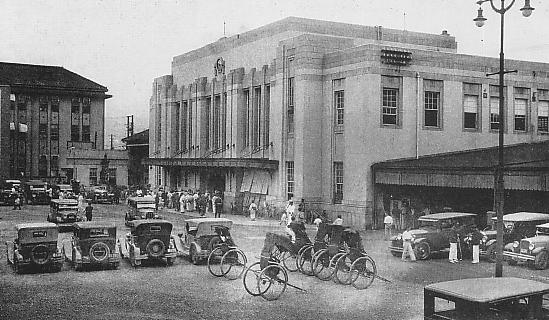
大正時代の二代目駅舎
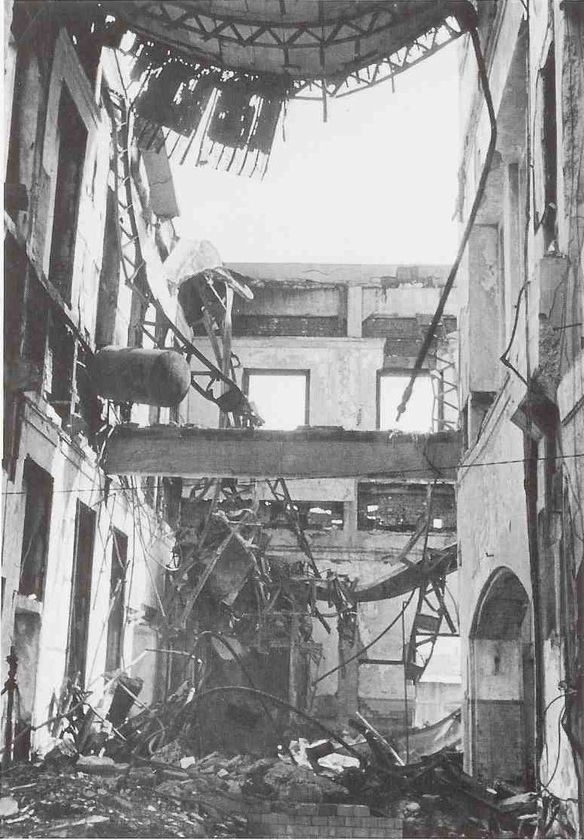
原爆被災後の駅舎内（1945年10月）
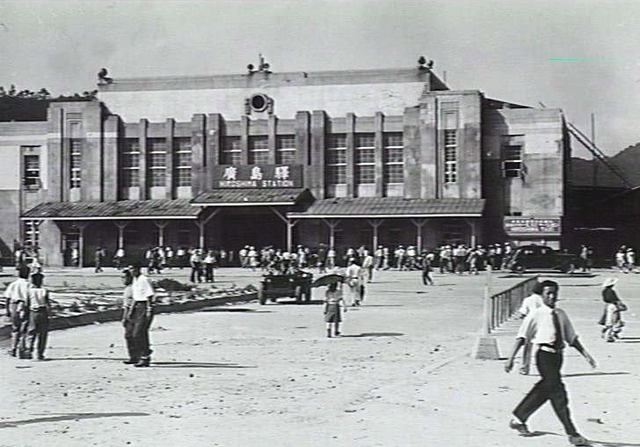
1946年
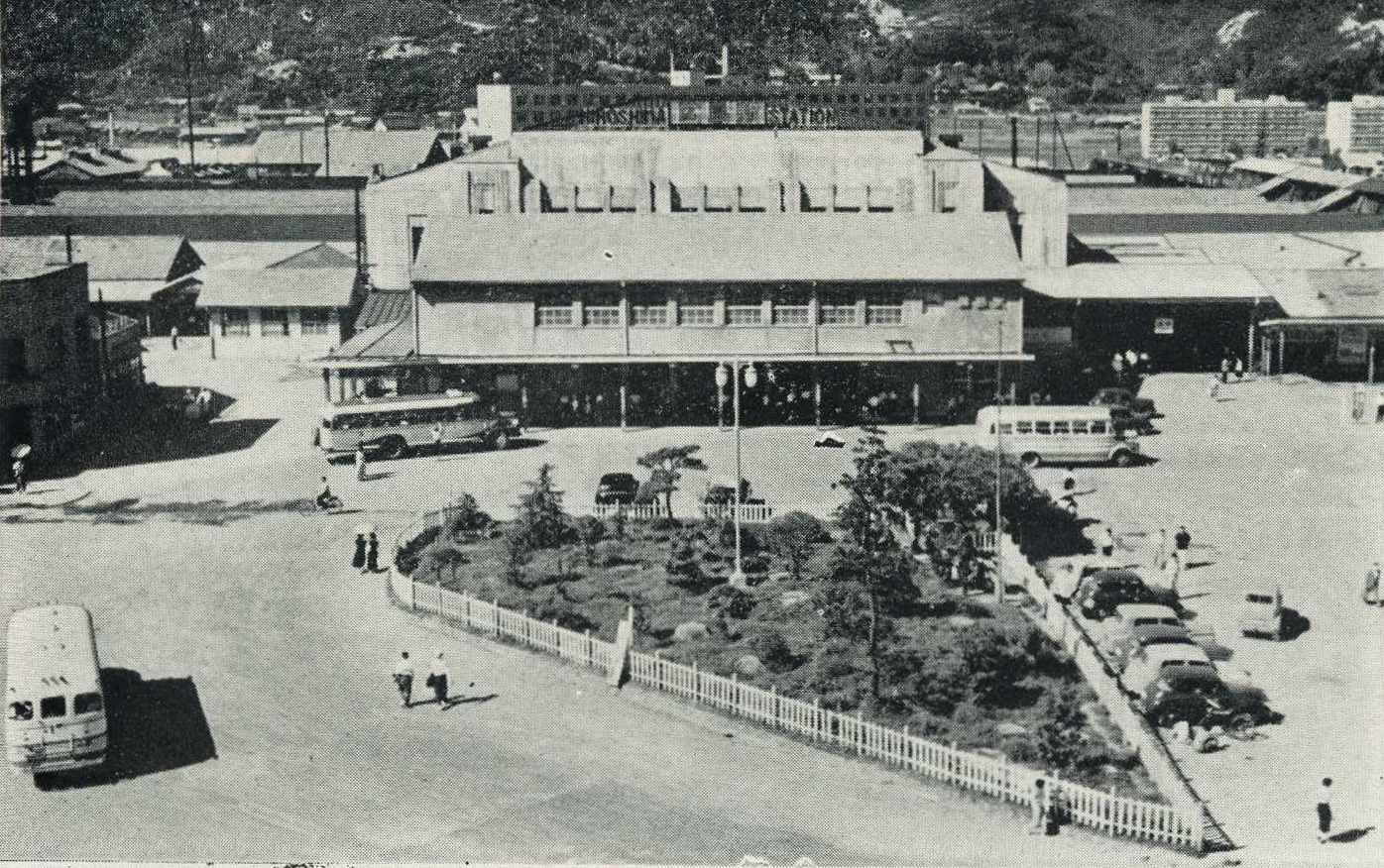
1950年代
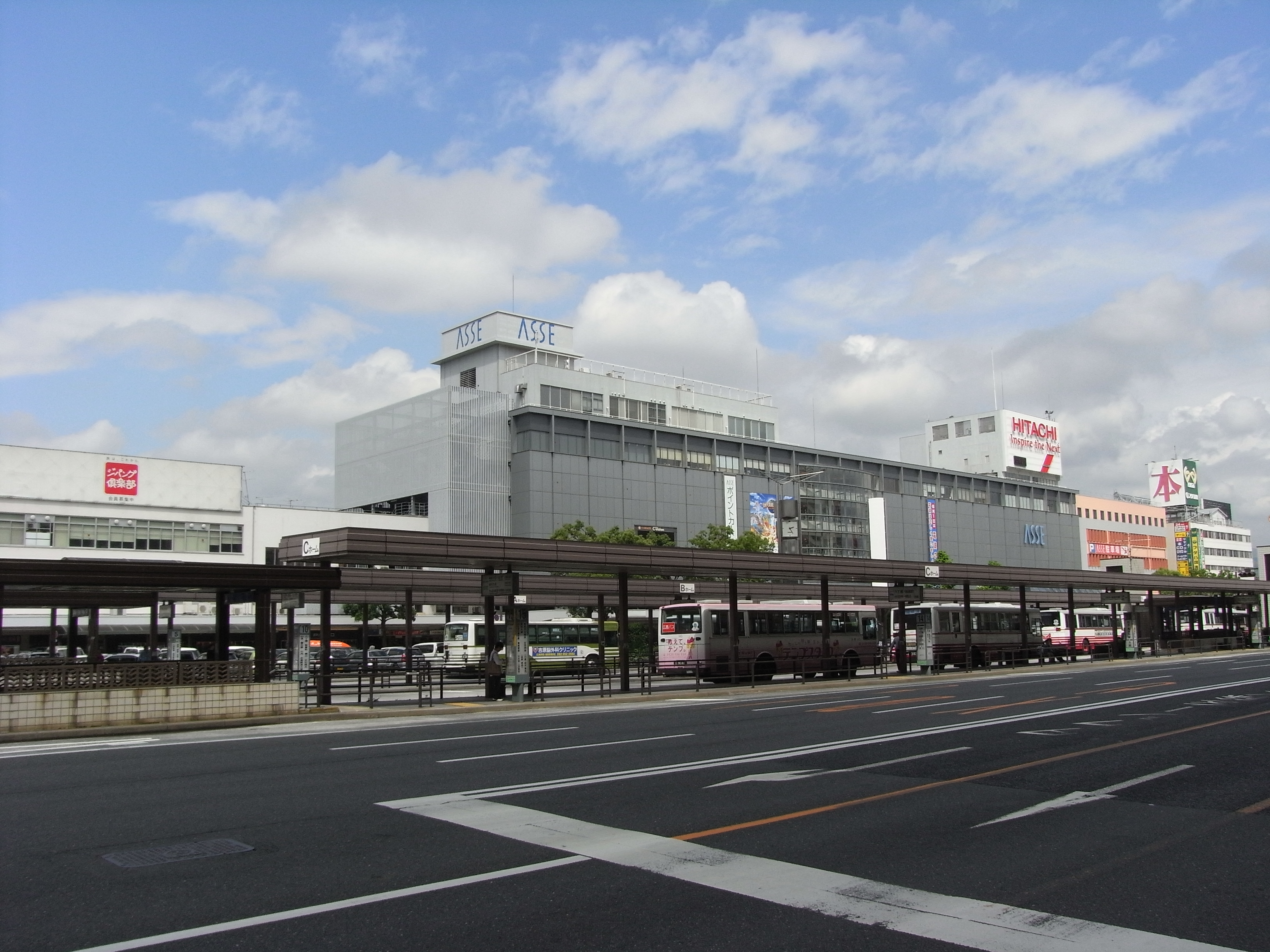
三代目駅舎（2008年5月）

### 年表

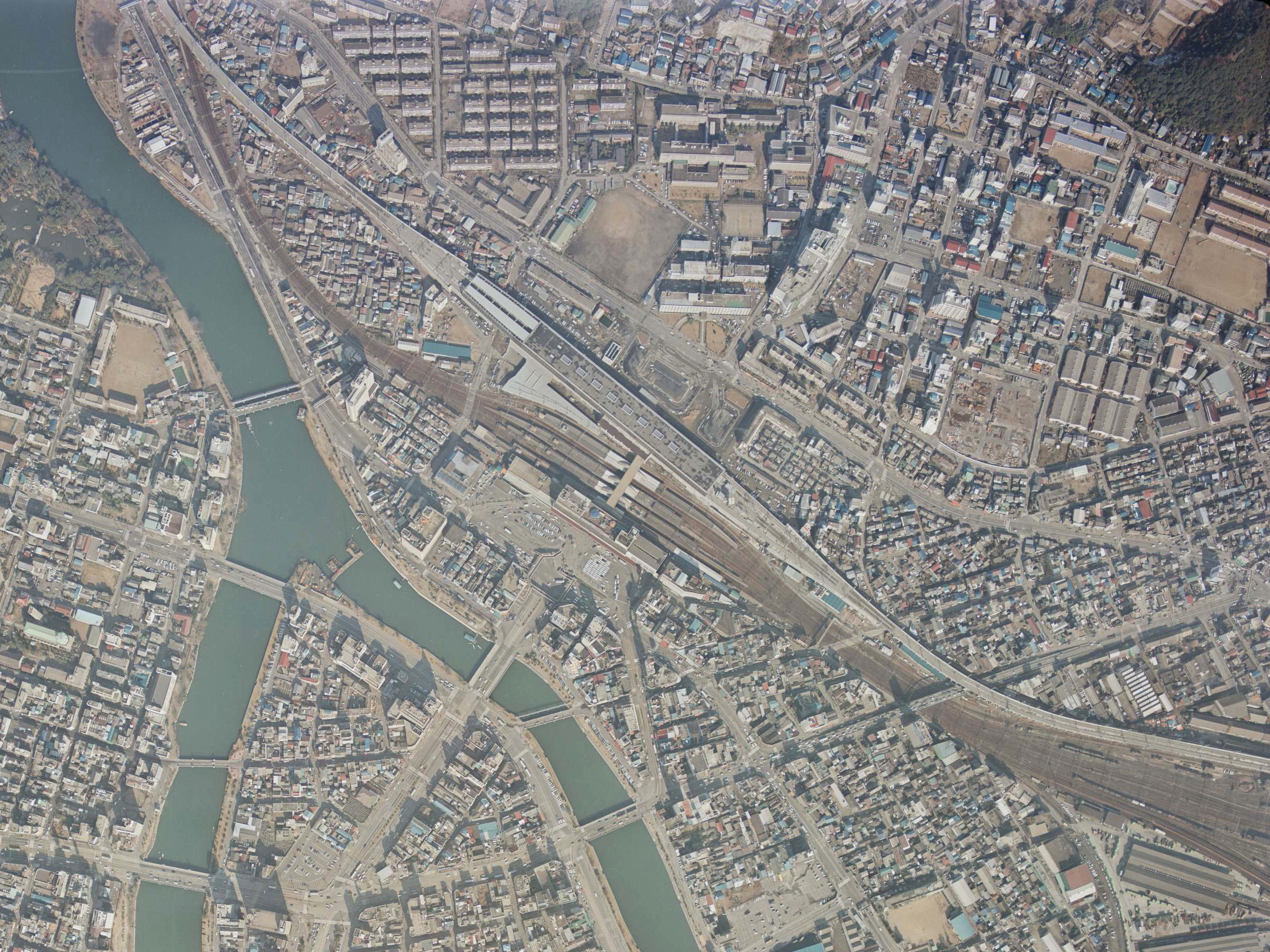
新幹線開業前の広島駅周辺の空中写真（1975年1月撮影）

#### JR西日本
- 1894年（明治27年）
  - 6月10日：山陽鉄道が糸崎駅から延伸し、その終着駅として開業[5]。一般駅[5]。
  - 8月21日：陸軍省の委託で山陽鉄道が広島駅 - 宇品駅間に軍用線を敷設（後の宇品線）[26]。
- 1897年（明治30年）
  - 5月1日：山陽鉄道が陸軍省から広島駅 - 宇品駅間を借入れて同区間の一般営業を開始[27]。
  - 9月25日：山陽鉄道線が徳山駅まで延伸し、途中駅となる。
- 1901年（明治34年）9月1日：山陽鉄道線の広島駅 - 宇品駅間が営業休止。
- 1902年（明治35年）12月29日：山陽鉄道線の広島駅 - 宇品駅間が営業再開。
- 1906年（明治39年）12月1日：山陽鉄道の国有化により官設鉄道の駅となる[5]。
- 1909年（明治42年）10月12日：線路名称制定。山陽本線の所属となる。ただし、広島駅 - 宇品駅間は宇品線となる。
- 1920年（大正9年）7月15日：芸備鉄道線（現在の芸備線）が貨物線として乗り入れ[28]。
- 1922年（大正11年）11月26日：二代目駅舎が竣工[17][補足 5]。
- 1926年（大正15年）1月21日：芸備鉄道広島駅が旅客営業開始[28]。
- 1937年（昭和12年）7月1日：芸備鉄道国有化され、国有鉄道芸備線となる[28]。
- 1939年（昭和14年）：貴賓室を増築[17]。
- 1943年（昭和18年）3月：出札口付近を増築[17]。
- 1945年（昭和20年）
  - 8月6日：広島市への原子爆弾投下により鉄骨鉄筋構造の本屋駅舎が大破[17][26]。
  - 8月10日：陸軍工兵隊が応急工事を行い、バラック造で仮復旧させる[17][30]。
- 1952年（昭和27年）10月1日：北口（現新幹線口）開設[31]。
- 1965年（昭和40年）
  - 9月24日：みどりの窓口営業開始[26]。
  - 12月1日：三代目駅舎が落成（当時は広島民衆駅と呼ばれていた）[26]。コインロッカー営業開始[29][32]。
- 1968年（昭和43年）10月1日：駅ビル地下の改札を業務委託する[32]。
- 1969年（昭和44年）3月1日：貨物の取り扱い業務を新設の東広島駅（現在の広島貨物ターミナル駅）に移管し廃止（旅客駅となる）[5]。
- 1971年（昭和46年）8月5日：佐藤栄作首相の広島平和記念式典出席阻止を訴えるデモ隊が駅構内へ突入。23人が逮捕[33]。
- 1972年（昭和47年）
  - 4月1日：宇品線が廃止[27]。
  - 9月1日：国鉄（→JR）の特定都区市内制度導入に伴い、「広島市内」の駅となり当駅が運賃計算の中心駅となる[34]。
- 1974年（昭和49年）8月12日：旧跨線橋（2014年まで使用）が完成[35]。
- 1975年（昭和50年）
  - 2月14日：地下自由通路が開通し駅ビル地下店舗と接続。北口（新幹線口）のみどりの窓口営業開始[35]。
  - 3月10日：山陽新幹線が岡山駅 - 博多駅間開業により乗り入れ[36]。駅北口を新幹線口に名称変更[26]。
  - 6月8日：駅ビル3階を増築し、旧跨線橋（2014年まで使用）との連絡改札口を設置。改札業務は委託する[32]。
- 1987年（昭和62年）4月1日：国鉄分割民営化によりJR西日本の駅となる[5]。
- 1999年（平成11年）4月8日：南口を全面改装。駅ビルテナントが「ASSE」に名称変更[26]。
- 2005年（平成17年）2月27日：広島駅新幹線改札口に自動改札機を導入[26]。
- 2007年（平成19年）
  - 4月14日：広島駅北口改札口にIC乗車券に対応した自動改札機を導入[37]。以後、4月末までに広島駅の全ての改札口へ設置。
  - 9月1日：ICカード「ICOCA」の利用が可能となる[26]。
- 2009年（平成21年）
  - 5月14日：財務省中国財務局、広島県、広島市、西日本旅客鉄道株式会社、独立行政法人都市再生機構で「二葉の里地区の整備に関する基本協定」を締結。広島駅自由通路、新幹線口ペデストリアンデッキ及び新幹線口広場の一体的な整備も含まれている[38]。
  - 11月28日：1階南口と地下改札口にIC専用改札機を設置。
- 2012年（平成24年）
  - 5月：広島駅改良工事（橋上化・自由通路・商業施設拡張）起工。在来線ホームの列車停止位置などが西条寄りに変更。これにより、岩国寄りのホームなどが工事の為利用客は立ち入り禁止となる。
  - 7月：新幹線改札口と新幹線ホームの列車案内LED表示機をフルカラータイプに更新。同時期に新神戸駅でも同型に更新された。
- 2014年（平成26年）
  - 3月：広島駅改良工事（新幹線口ペデストリアンデッキ新設）起工[広報 1]。同時に新幹線口広場内の配置も変更される。
  - 6月12日：広島駅改良工事（新幹線口ペデストリアンデッキ新設）に伴う新幹線口バス乗降場配置変更[広報 2]。
  - 9月2日：広島市が「広島駅南口広場の再整備等に係る基本方針」を決定し公表[広報 3]（詳細後述）。
  - 10月20日：「JR広島駅の跨線橋の切り替えにあわせた記念企画」[広報 4] による「広島駅の歴史展（写真展）」を跨線橋で開始した。使用最終日まで展示。
  - 10月29日：4日後の広島駅の新跨線橋の使用開始に伴い、南口のみどりの窓口と総合案内所、新幹線口の案内所が移設。
  - 11月1日：「JR広島駅の跨線橋の切り替えにあわせた記念企画」[広報 4]による記念台紙付き入場券を当日1000枚限定販売。跨線橋使用最終日。南口出口改札を入口改札の隣に移設。1番ホーム地下階段の西側を先行使用再開。
  - 11月2日：新跨線橋（南口・北口をつなぐ連絡コンコース）の使用を開始[39]。新しい跨線橋内にはコンビニ、飲食店が開業[40]。旧跨線橋の解体後、中央改札口・自由通路などを整備する[40][広報 5]。在来線ホームの列車停止位置などが岩国寄りに変更された。西条寄りのホームなどが工事のため、利用客は立ち入り禁止となる。同様に地下通路の西側を使用開始と同時に東側を工事用に封鎖し、ASSEの3階改札口も西側に移設。
- 2015年（平成27年）5月22日：JR広島駅ビル内の「新幹線名店街」が新装開業[41]。
- 2016年（平成28年）3月9日：新幹線ホームに発車メロディを導入。曲はゴダイゴの「銀河鉄道999」[広報 6]。
- 2017年（平成29年）
  - 5月28日：自由通路および橋上駅舎の一部運用開始[42]。それに伴い南口改札を廃止[43][44]。
  - 10月29日：南北自由通路および橋上駅舎が全面完成。同時にekie（Southエリア2階）が開業。
- 2018年（平成30年）
  - 3月29日：ekie（Northエリア1階）が開業。
  - 9月2日：新幹線名店街が閉店。
  - 9月6日：ekie（Northエリア2階）が開業[広報 7]。
  - 10月4日：ekie（Northエリア1階東側増築部分）が開業[広報 7]。
- 2019年（令和元年）10月2日：ekie（Westエリア1階）開業。
- 2020年（令和2年）
  - 3月31日：ひろしま駅ビル ASSEが営業を終了。
  - 4月：駅ビル解体に着手[広報 8][45]。
  - 9月：駅ナンバリングが導入され、使用を開始[広報 9][46]。
  - 12月1日：11番のりば（博多方面）で可動式ホーム柵の使用を開始[広報 10][47]。
- 2021年（令和3年）7月6日：14番のりば（東京方面）で可動式ホーム柵の使用を開始[広報 11]。
- 2024年（令和6年）5月23日：新駅ビル名称を『minamoa』（ミナモア）と発表。合わせてekieザッカマルシェの増床を発表。広島初出店となる成城石井など7店舗を秋以降出店予定。
- 2025年（令和7年）3月24日：新駅ビル『minamoa』開業[広報 12]。

#### 広島電鉄
- 1912年（大正元年）11月23日：広島駅前停留場として開業[26]。
- 1920年（大正9年）ごろ：本駅前停留場（ほんえきまえていりゅうじょう）に改称。
- 1945年（昭和20年）
  - 8月6日：広島市への原子爆弾投下により休止[48]。
  - 10月11日：本線の全線運行再開に伴い、営業再開[49]。
  - 12月：本線が複線での運行を再開[49]
- 1960年（昭和35年）3月30日：広島駅前停留場に改称。
- 1971年（昭和46年）5月6日：旧7号線「広島駅 - （八丁堀） - （十日市町） - 横川」を廃止。
- 1987年（昭和62年）：皆実線経由宇品行（5号線）の乗り場を新設、着発線が2線から3線となる。（翌年に上屋完成）
- 1996年（平成8年）10月：駅番号「M1」を付与[50]。
- 2001年（平成13年）11月1日：広島駅停留場に改称[51][52]。
- 2008年（平成20年）11月25日：発車メロディを導入。
- 2019年（令和元年）11月29日：南口延伸区間 (1.1 km) の軌道事業特許を取得[広報 13]。
- 2025年（令和7年）8月3日：ホームを駅ビルに移設。同時に駅前大橋経由の新線が開業し、旧来の本線は廃止[広報 13]。同時に駅番号を「M01」へ変更[53]。

## 駅構造

### JR西日本
単式・島式4面8線の地上ホームを持つ在来線の北側に島式2面4線の高架ホームを有する山陽新幹線が並ぶ。
駅の南側に「南口」、北側に「新幹線口」がある。また1975年の山陽新幹線開業までは北側出入口がそのまま「北口」と呼ばれていたため、今日でも地元住民の会話や新聞の見出し、不動産広告で「北口」の名称が使われることもあり、新幹線口近くの広島銀行の支店名も「広島駅北口支店」のままである。新幹線専用の改札は新幹線口（北側）にのみ設置されているため、駅南側から新幹線を利用する場合には南北自由通路を利用して新幹線口に抜けることとなる。
南口・新幹線口ともにJR西日本系列のホテルが整備され、新幹線口にはホテルグランヴィア広島や2020年4月26日開業のヴィアインプライム広島新幹線口〈紅葉の湯〉がある。南口は広島駅南口再整備に伴い、かつてのホテルヴィアイン広島は2020年4月7日に閉館し、ホテルグランヴィア広島サウスゲートが開業した。
また、駅長が配置された直営駅である。みどりの窓口が中央口改札隣、自動券売機隣に設置されている。

#### ホーム
在来線は1番のりばが単式、それ以外が島式である。8番のりばは9番のりばの東端を切り欠いた切欠きホームとなっており、7・8・9番ホームは同じ面にある。6番線はホームのない中線で、機関車の付替や列車の入換などのために使われることがある。9番線は当駅ホーム西端から先に、途中7番線や山陽本線上り線からの渡り線を計3箇所合流しつつ西側（横川方面）に伸び、山陽新幹線の高架と交差する手前あたりで第3種車止めが設置され行き止まりとなっている。かつてこの線路からは、後述する旧10番線の荷物の取り扱いホームなど在来線ホーム北側に位置していた線路群が分岐しており、9番線に到着する客車列車の機関車入れ替えの他に、それらの線路群の引き上げ線としての役割も持っていた。
構造上は、山陽本線上り（呉線直通を含む）は3・4・5・7番線（臨時で2番線、上り本線は5番線）、山陽本線下り（可部線直通を含む）は1・2・3・4番線（下り本線は1番線）から出発可能であり、芸備線は7・8・9番線（本線は9番線）から出発可能である。現在では山陽本線下りが1番のりば、山陽本線上りが5・7番のりば、呉線が3・7番のりば、可部線は4番のりば（山陽線下りの直通は、4番乗り場に入線できない）、芸備線は9番のりばから発車する場合が多く、これらのホームの一部の駅名標は2015年3月から本格導入されたラインカラーを用いたものに置き換えられている。2番のりばから出発する列車は土休日のシティライナーを除けば、早朝や夕方の一部の山陽本線下りや可部線が発着するほかは貨物列車が通過する程度で、8番のりばから出発する列車も平日朝の1便のみとなっている。両ホームとも大半は当駅終着後、下関総合車両所広島支所に回送する列車の降車用として使用される。貨物列車などの通過列車は基本的に、上りが4・5番のりば、下りが2番のりばを使用する。芸備線の列車は現在は8・9番のりばのみを使用しているが、かつては急行列車や客車列車を中心に7番のりばも使用していた。
折り返し専用の発着信号機は山陽本線（岩国方面）と可部線は4番のりば、山陽本線（西条方面）と呉線は3番のりばのみに設置されており、到着後に回送せず同方面に折り返す列車は、すべて上述ののりばに停車する。
新幹線ホームは、16両編成対応（ホーム長410m）の島式ホーム2面4線を有する高架ホームである。なお、現在の11・14番のりばのそれぞれ外側に1面1線ずつホーム・線路を増設して4面6線まで拡張可能な構造としている。JR化当初まで、上り新大阪・東京方面の一部の列車が12番のりばを使用して折り返していた。その名残で、2010年2月号のJR時刻表巻頭の当駅構内図には「12番：東海道・山陽新幹線 下り・上り」と記載されていた。新幹線ホームには転落防止用の柵が取り付けられている。新幹線発車時には「銀河鉄道999」のメロディーが流れる。

#### のりば
| 在来線ホーム | 在来線ホーム | 在来線ホーム         | 在来線ホーム                                       |
| のりば       | 路線         | 行先・方向           | 備考                                               |
| ------------ | ------------ | -------------------- | -------------------------------------------------- |
| 1            | 山陽本線     | 宮島口・岩国方面     | 原則1番のりば                                      |
| 2・3         | 山陽本線     | 宮島口・岩国方面     | シティライナーは2番のりば                          |
| 2・3         | 可部線       | 可部方面             | 一部電車は2番のりば                                |
| 2・3         | 呉線         | 呉・広方面           | 原則3番のりば 日中時間帯は主に安芸路ライナーが使用 |
| 4・5         | 可部線       | 可部方面             | 原則4番のりば                                      |
| 4・5         | 呉線         | 呉・広方面           | 朝・夜間は主に5番のりば                            |
| 4・5         | 山陽本線     | 西条・三原方面       | 原則5番のりば                                      |
| 7・ 8・9     | 山陽本線     | 西条・三原方面       | 朝・夜間は主に7番のりば                            |
| 7・ 8・9     | 呉線         | 呉・広方面           | 日中時間帯の普通は主に7番のりば                    |
| 7・ 8・9     | 芸備線       | 志和口・三次方面     | 8番のりばは到着が主 原則9番のりば                  |
| 新幹線ホーム |              |                      |                                                    |
| のりば       | 路線         | 行先・方向           | 備考                                               |
| 11・12       | 山陽新幹線   | 博多・鹿児島中央方面 |                                                    |
| 13・14       | 山陽新幹線   | 新大阪・東京方面     | 13番のりばは主に当駅始発ののぞみが使用             |

- 広島駅では次の接近メロディが使用されている。
  - 1番・5番乗り場メロディ「砂の鏡」…現在では広島駅のみだが2012年のJR西日本新標準接近放送導入前までは呉線下りや大町駅下り、新広駅上り、前空駅（アレンジ）などでも採用。
  - 2・7番乗り場メロディ（曲名不明）…当駅のほか広島支社管内山陽本線本郷以西各駅下り（下関方）や呉線各駅下り（海田市方）、可部線各駅下り（可部方）でも採用。2012年以前は山口県内でアレンジ版を使用していた。2003年に広島地区主要駅に導入された新詳細型放送採用駅では改良版が採用(三原駅を除く)。
  - 3・8番乗り場メロディ（曲名不明）…当駅のみ使用。新標準接近放送導入前までは大町駅上りや呉線上り（広・三原方）で採用。
  - 4・9番乗り場メロディ（曲名不明）…当駅のほか広島支社管内山陽本線本郷以西各駅上り（三原方）と呉線上り（広・三原方）、可部線各駅上り（横川方）でも採用。2012年以前は山口県内や前空駅でアレンジ版を使用していた。2・7番乗り場メロディ同様広島地区新詳細型放送採用駅では改良版が採用（三原駅を除く）。

かつては、1番線ホーム東寄りの向かい側を切り欠いた頭端式ホームがあり、「0番ホーム」として宇品線専用ホームとして使用されていたが、同線廃止に伴い廃止となった。現在は埋め立てられ、駐車場になっていたが後に駐車場は廃止になり、立ち入りできなくなっているが、ホームのコンクリート面と白線が残されている。また、2番ホームの西側先端にも切欠きホームが存在するが、現在はフェンスで囲われており使用されていない。
9番線ホームの北西側には、荷物取扱専用の「10番ホーム」が存在し、カートレインの自動車積み降ろしなどが行われていたが、荷物列車の廃止と新幹線口駅舎の周辺整備に伴い撤去された。小規模の待避線や引き込み線を有する扇型のホームで、当初より跨線橋や地下通路は接続されず、各種案内表示も取り付けられていなかった。このため駅改札口から入ることはできず、利用する場合は、広島駅西側高架道路下、新幹線駅舎と在来線線路の間にあった専用出入口を使用していた。

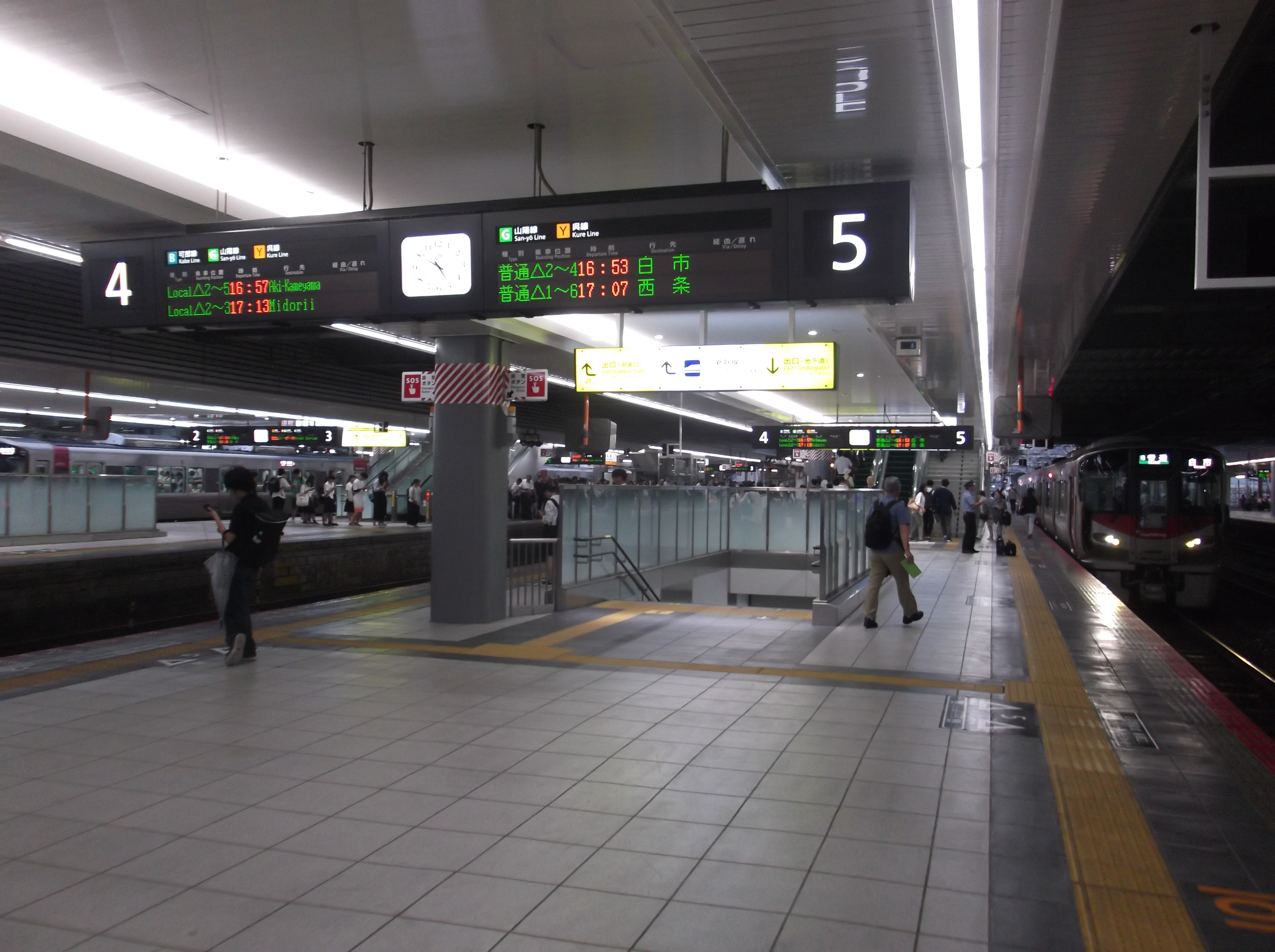
在来線ホーム（2017年9月）
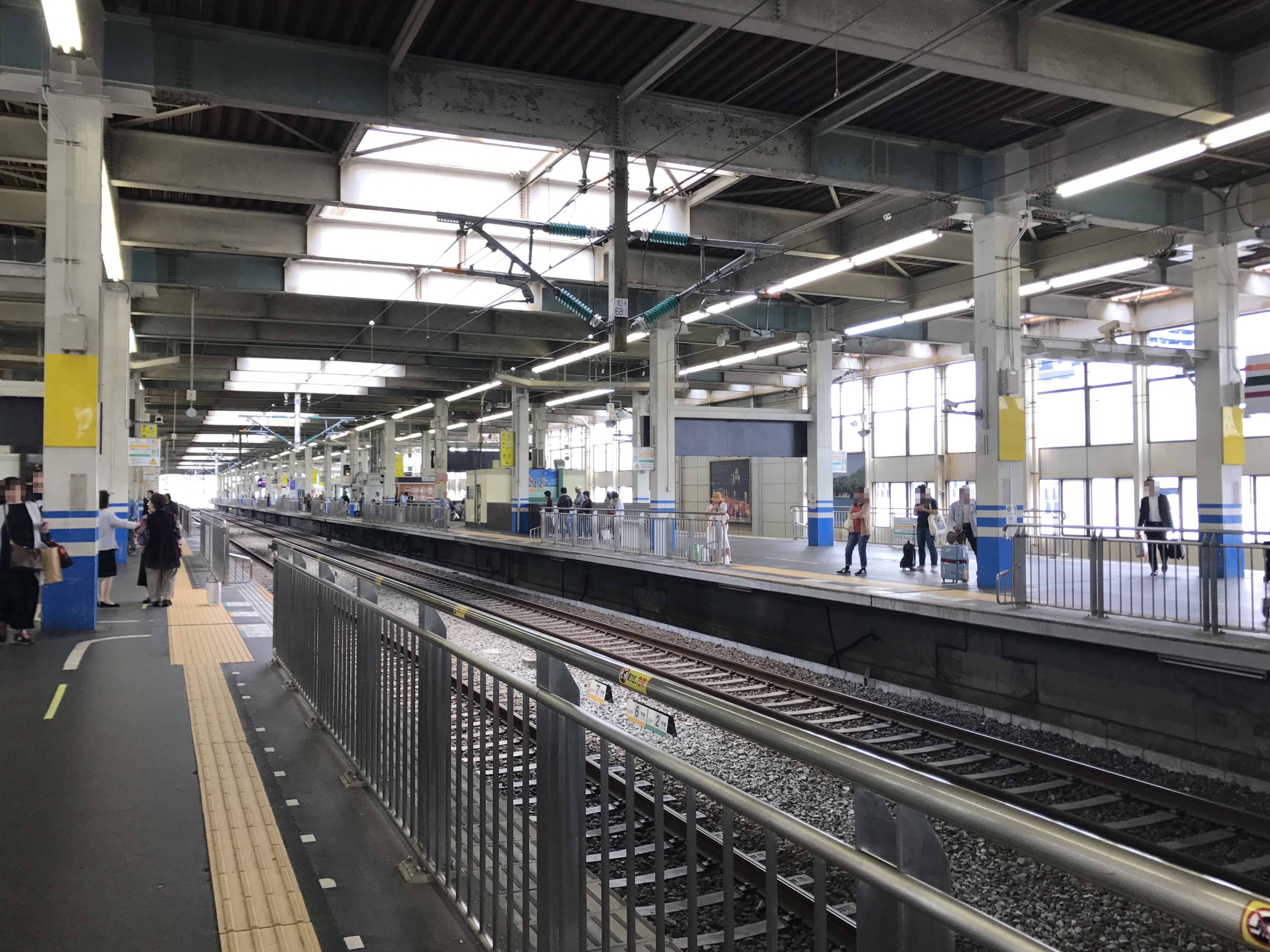
新幹線ホーム（2017年10月）
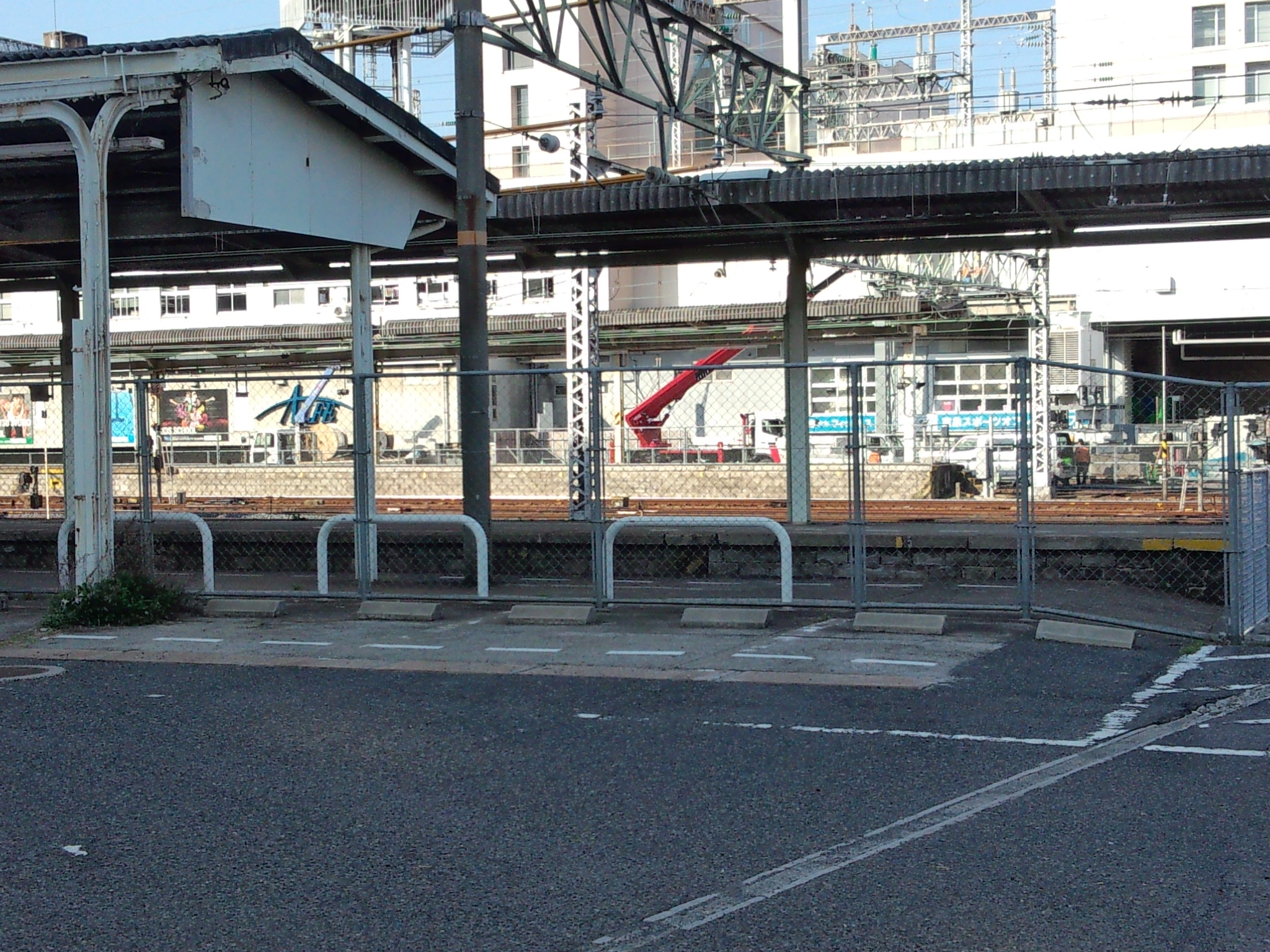
かつての宇品線用0番ホーム跡（2014年3月）
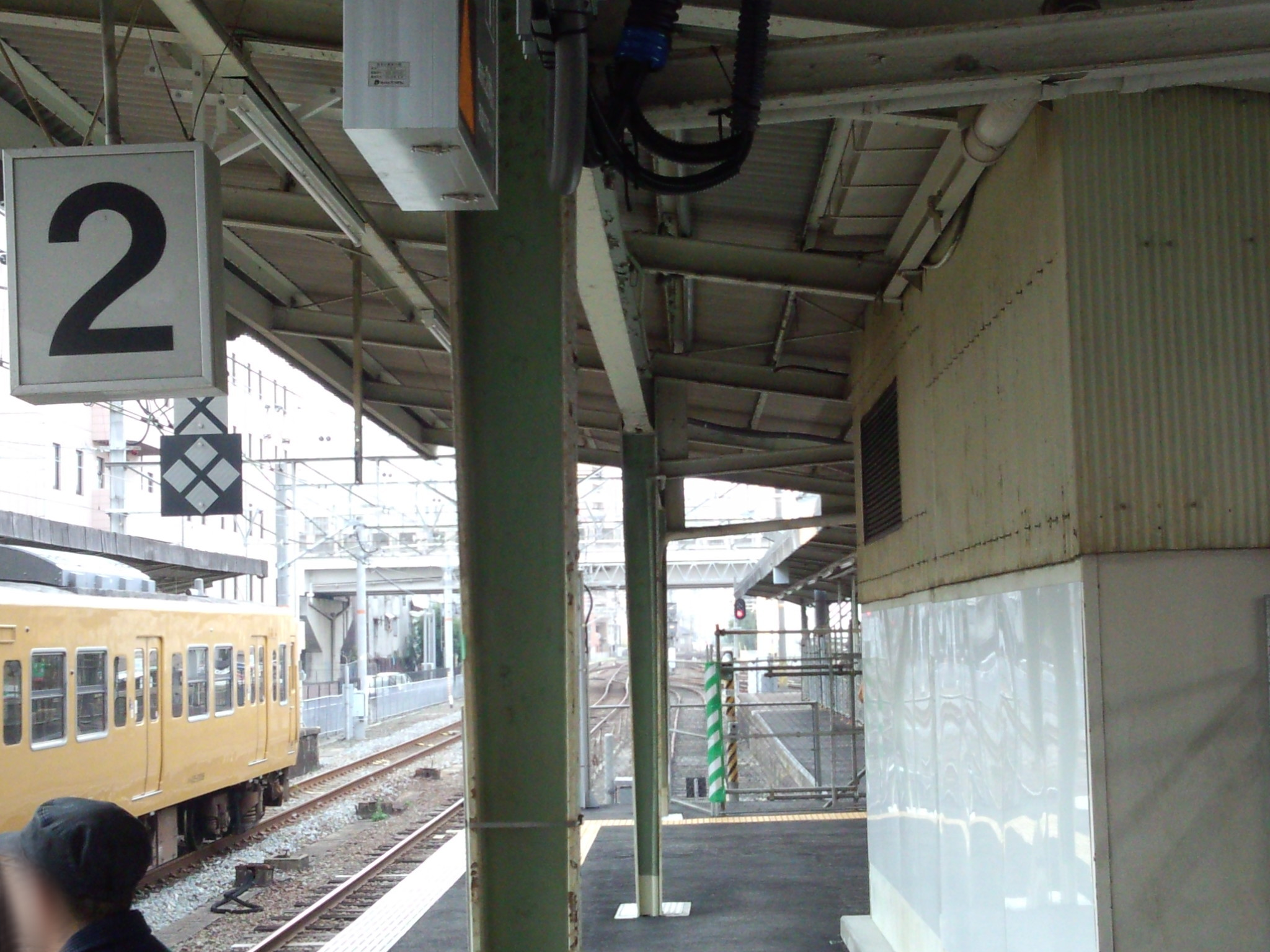
2番ホーム西側の閉鎖中切欠きホーム（2014年11月）

#### 南口駅舎

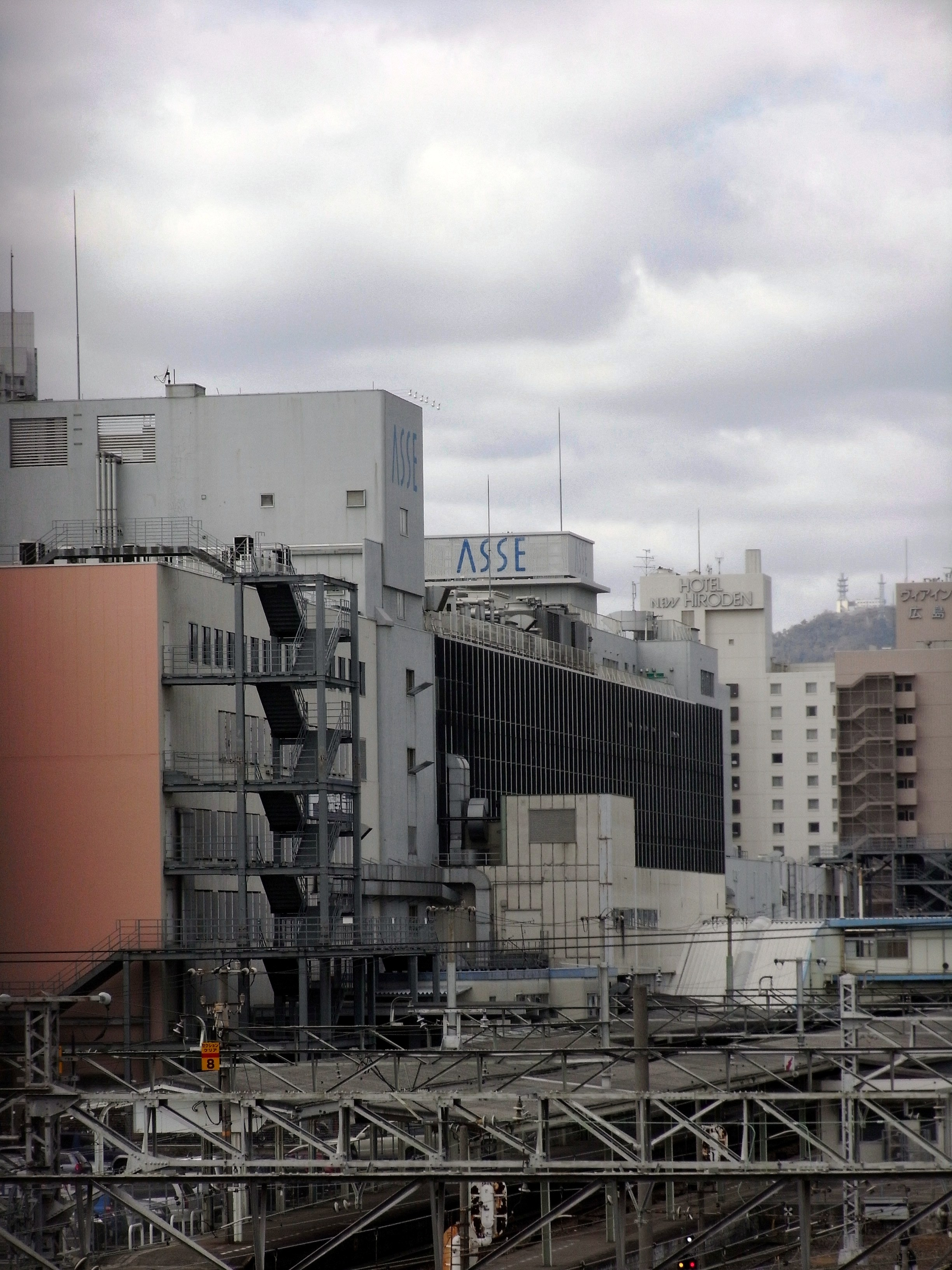
先代の南口の建物が出来た当初の壁が残っていた。

南口駅舎は地下1階・地上20階建てコンクリート造。改札口は、地下1階の「地下道南口改札」のみで、ICOCA対応の自動改札機が設置されている。但し「地下道南口改札」はICカード専用改札となっており、係員は常駐しない。2009年3月にはMAZDA Zoom-Zoom スタジアム広島の開業に合わせ、自動改札機の増設も行われた。しかし、後述の橋上駅舎開業に伴い「南口改札」とみどりの窓口は閉鎖された。また「ミナモア改札」が2025年に誕生している。

#### 新幹線口駅舎
地上3階建てコンクリート造高架駅舎で1975年3月に落成した。駅舎内には中国SC開発株式会社の運営する商業施設「広島新幹線名店街」が併設されていたが、2018年9月2日を以て閉店し、跡地は「ekie」（エキエ）としてリニューアルオープンした。
改札口は、1階に在来線用として地下道直結の「地下道北口改札」、2階に新幹線用として「新幹線口改札」がある。また、新幹線と在来線間を乗り換えるための「のりかえ口改札」も改札内に設置されている。かつては新幹線改札口のそばに在来線跨線橋に直結した在来線改札口と有人窓口があったが、後述の橋上駅舎開業の際に共に廃止された。
新幹線口駅舎と二葉の里地区との間にはペデストリアンデッキが設置され、2016年10月30日に全面供用が開始された。二葉の里地区以外にも、シェラトングランドホテル広島やホテルグランヴィア広島にも接続する。詳細は改良工事項目を参照。

#### 橋上駅舎
南口と新幹線口の間の線路上空に橋上駅舎（後述）が建設され、2014年11月2日に、新跨線橋が旧跨線橋西側に完成。新跨線橋内にはセブンイレブンやミスタードーナツなどの飲食店が出店。通路幅は従来通りの10メートルだが、天井までは6.7メートルあり天井近くの窓からの採光で日中は照明不要になっている。2017年5月28日、自由通路が暫定開業し、南口1階の「南口改札」、北口2階の「北口改札」を閉鎖。新たに「中央口改札」を設け、分散していた、券売機、みどりの窓口も集約された。詳細は改良工事項目を参照。
新跨線橋完成時には中央改札になる2・3番ホーム階段と4・5番ホーム階段間の広場にはマツダが新型車を展示していた。以前は新幹線口駅舎で展示してあったものである。この車両は入れ替えの度に新幹線口階段に板を置いてスロープを設置し、手動式ウインチで階段上のスロープを引き上げて移動させているという。

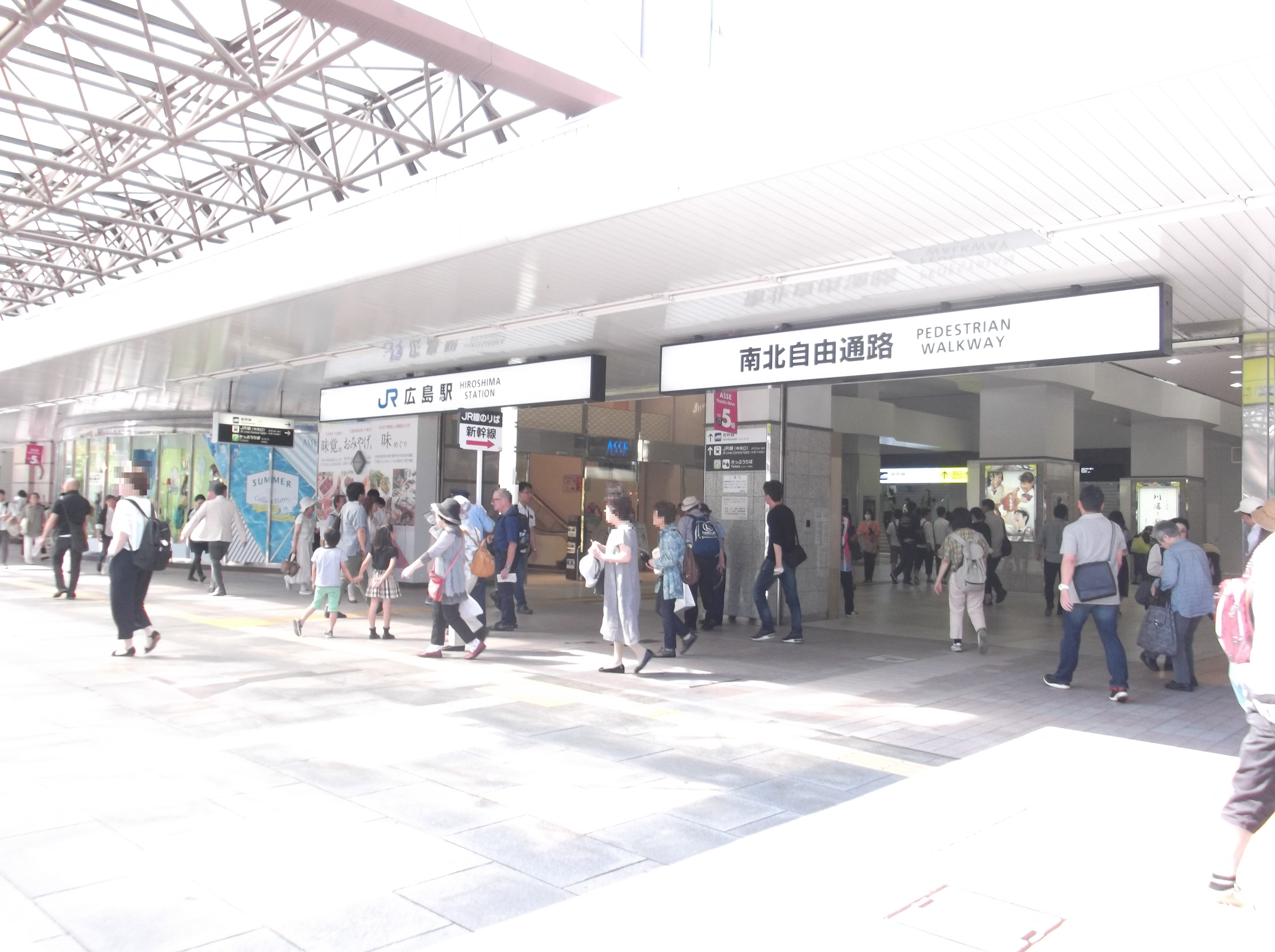
広島駅南口エントランス（2017年5月）
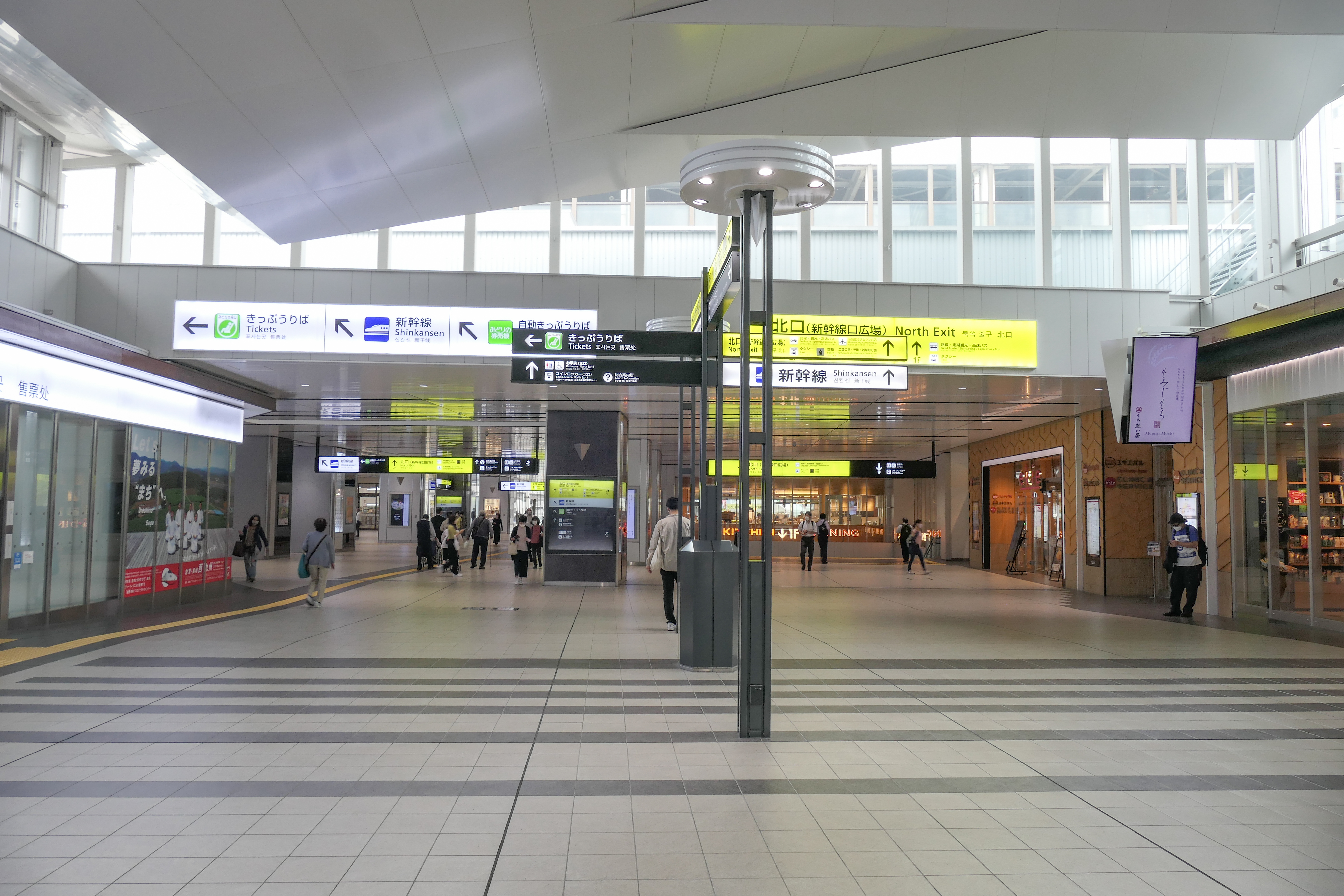
広島駅南北自由通路（2022年10月）
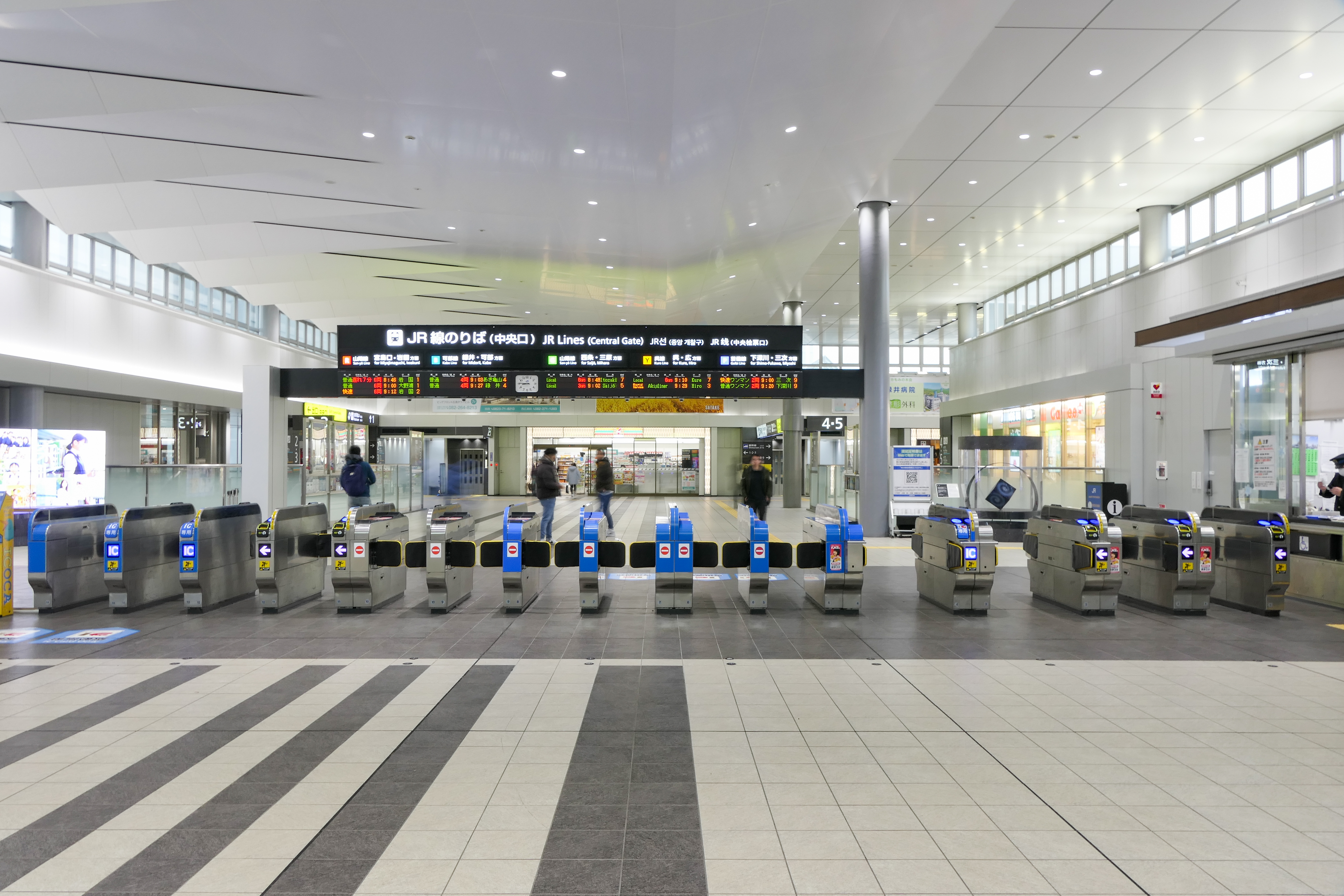
中央改札口（2023年12月）
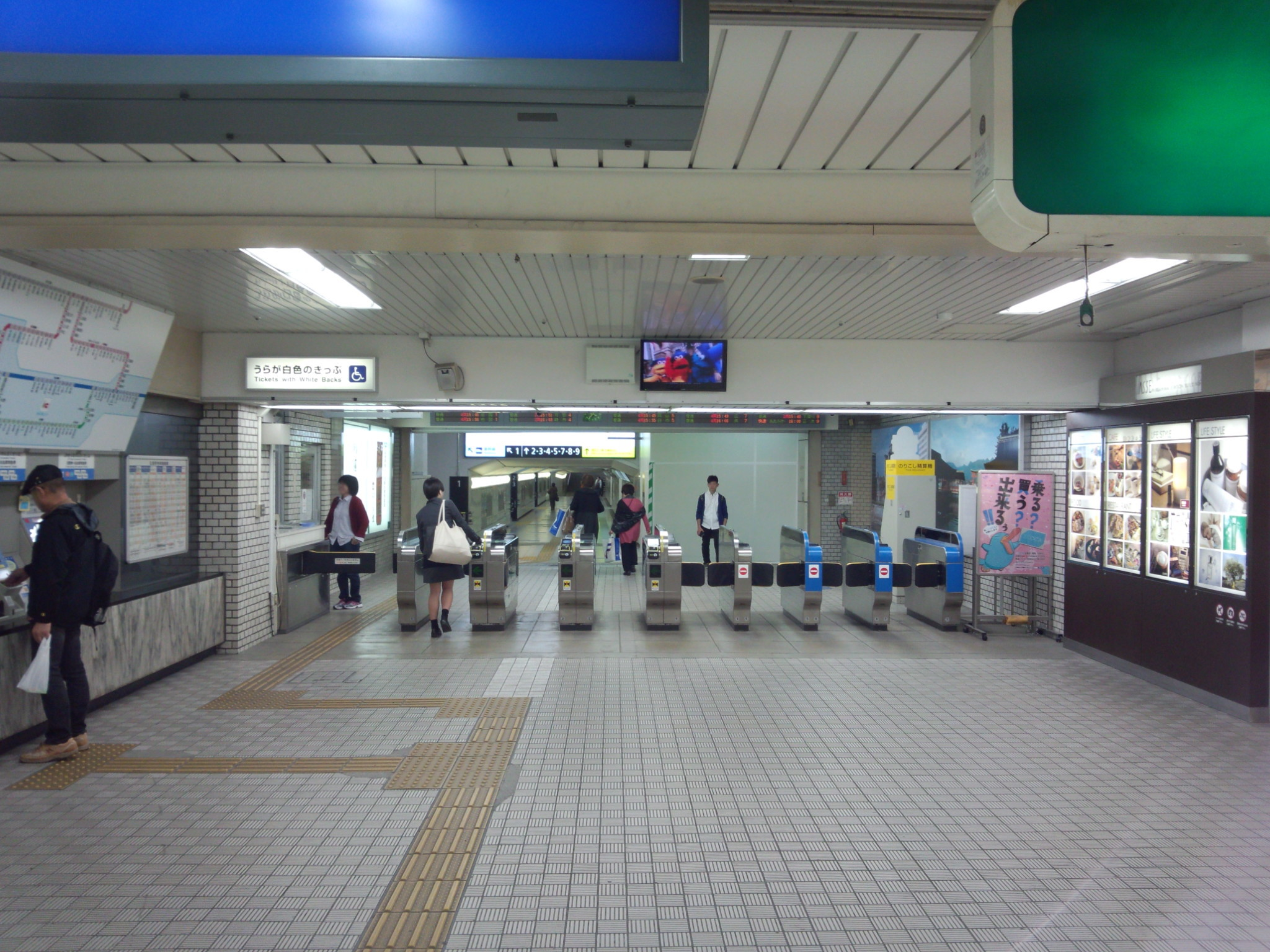
南口地下1F 地下道南改札（2014年11月）
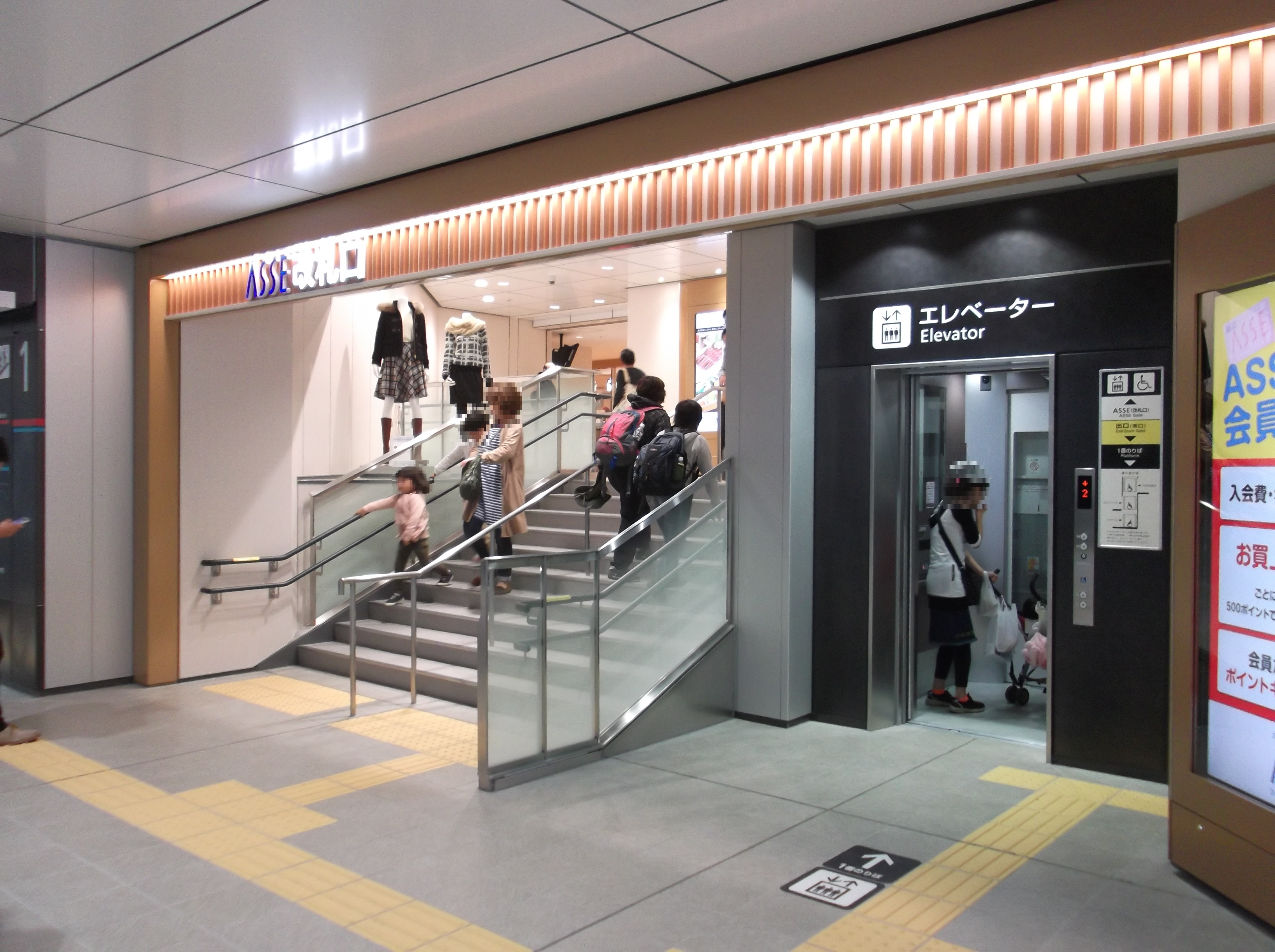
2020年3月で閉鎖されたASSE改札（2014年11月）
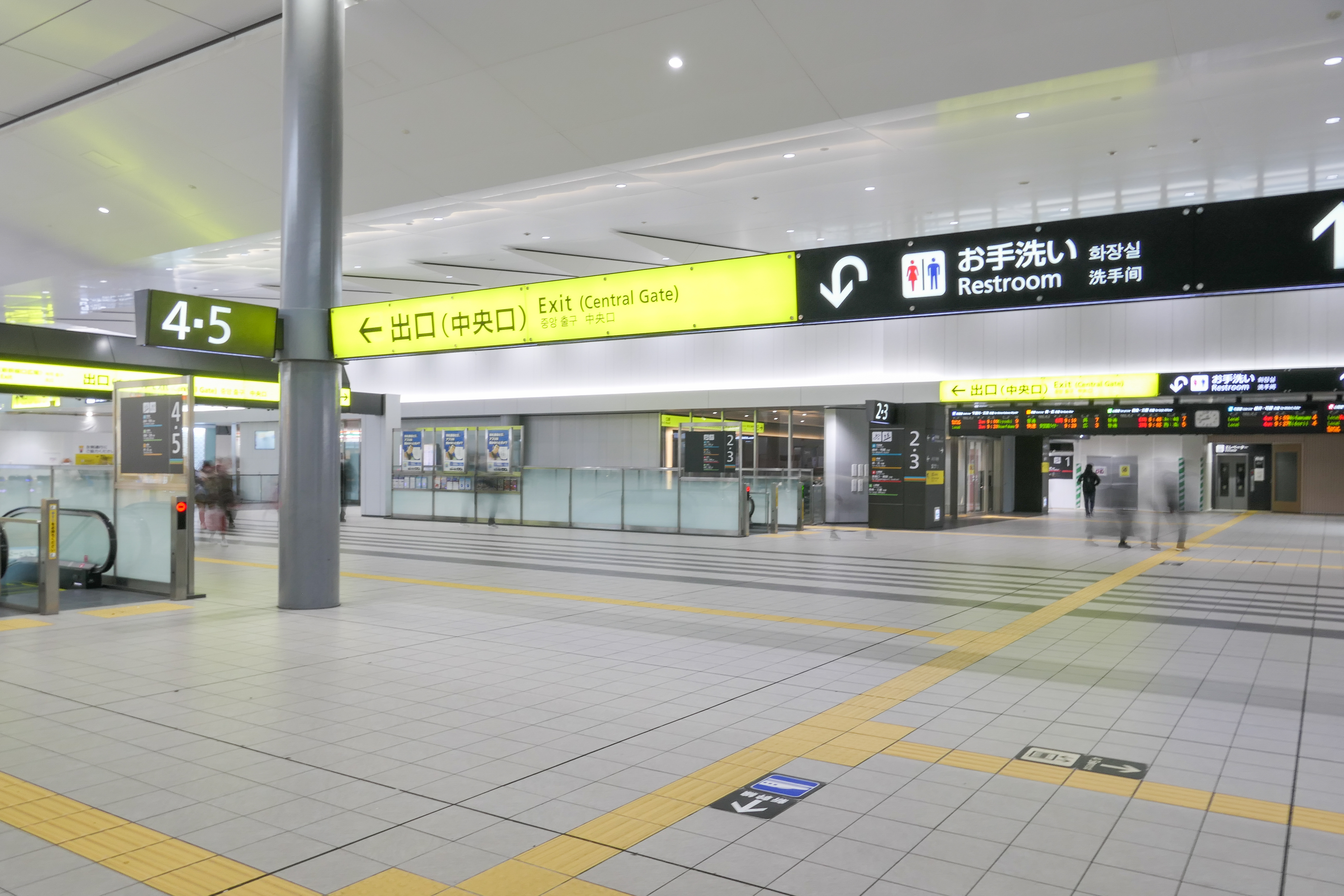
在来線改札内コンコース（2023年12月）
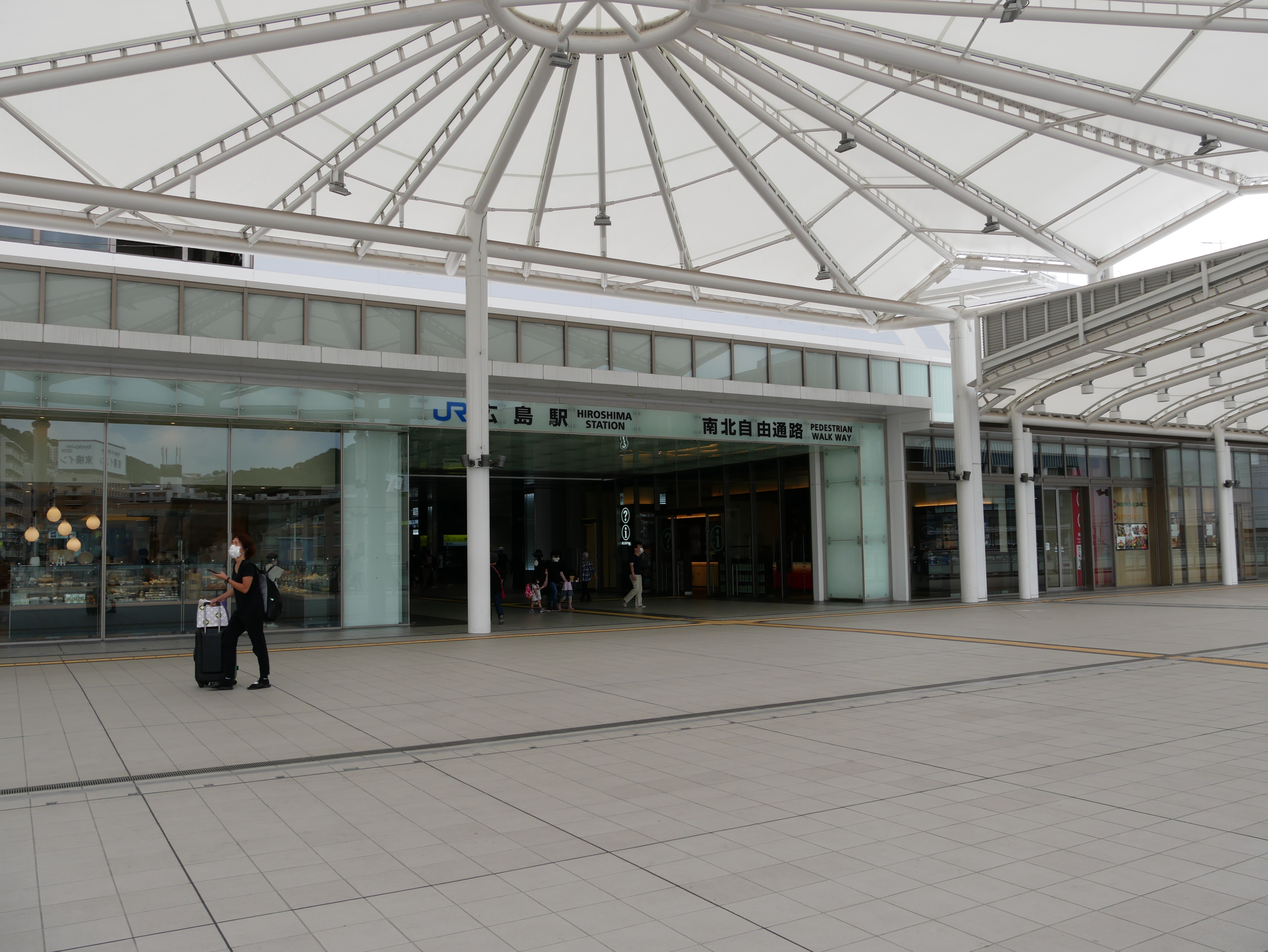
広島駅北口（新幹線口・若草町側）エントランス（2020年6月）
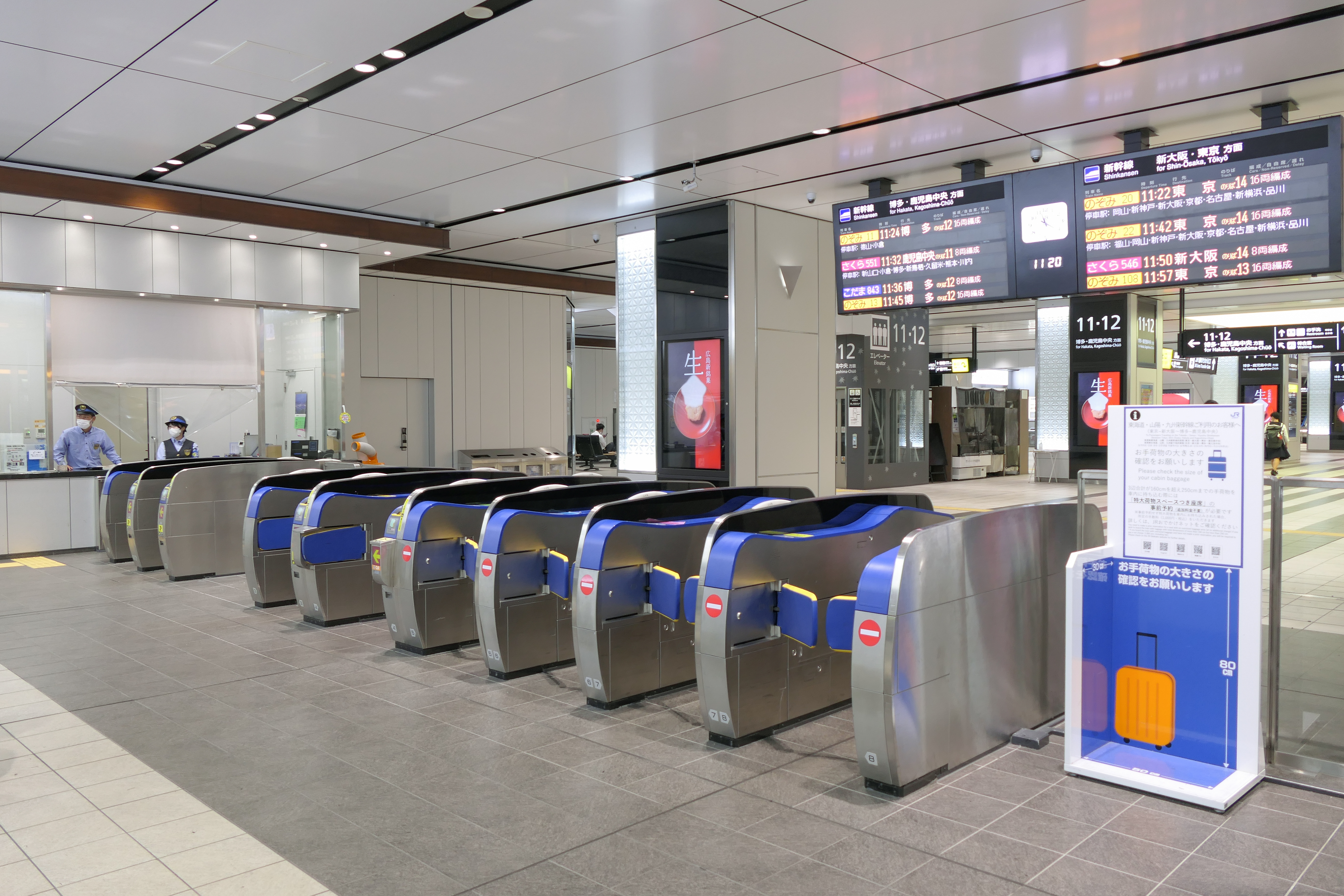
新幹線改札口（2022年10月）
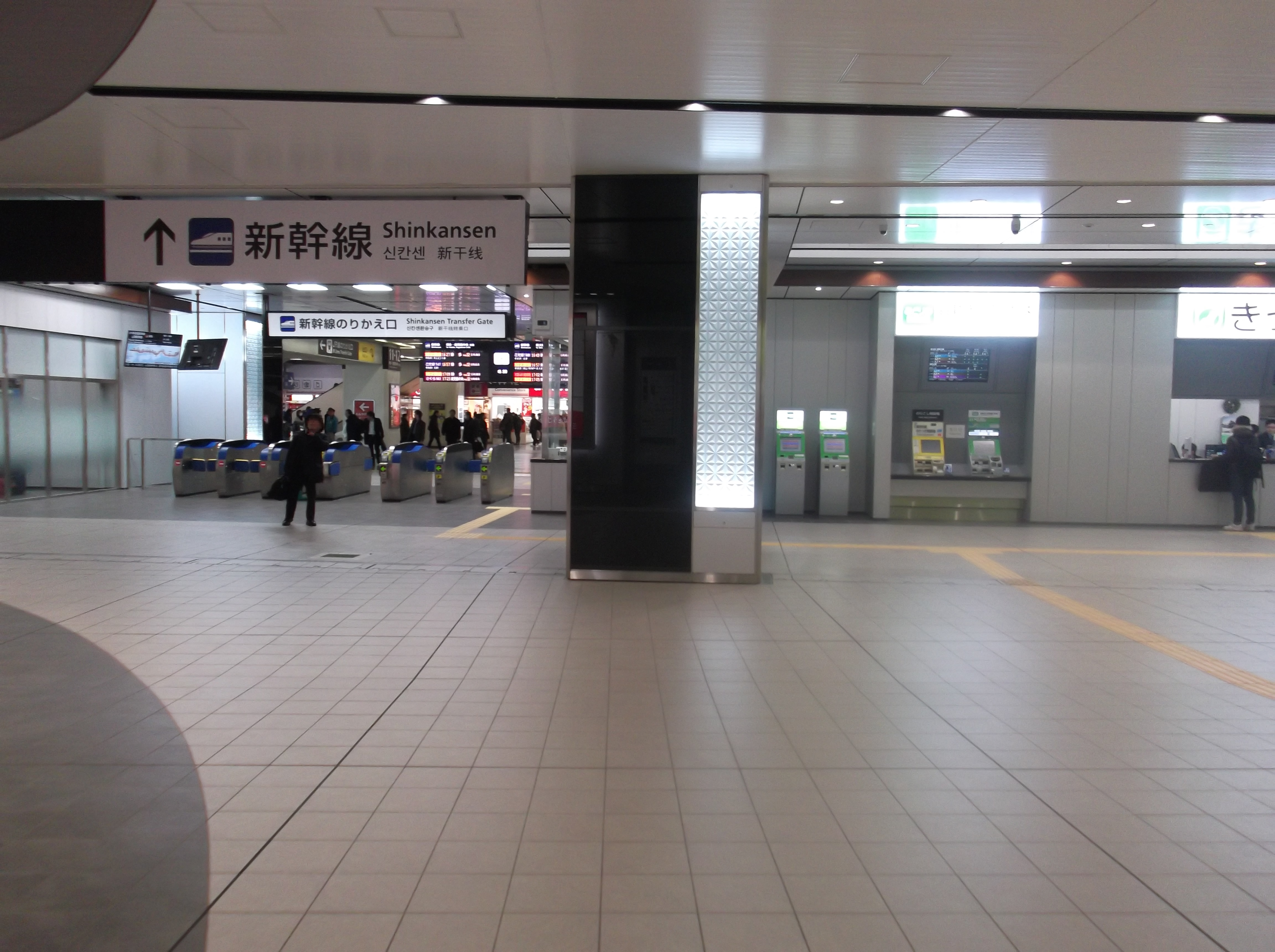
跨線橋と直結するJR線と新幹線との乗り換え改札（2018年1月）
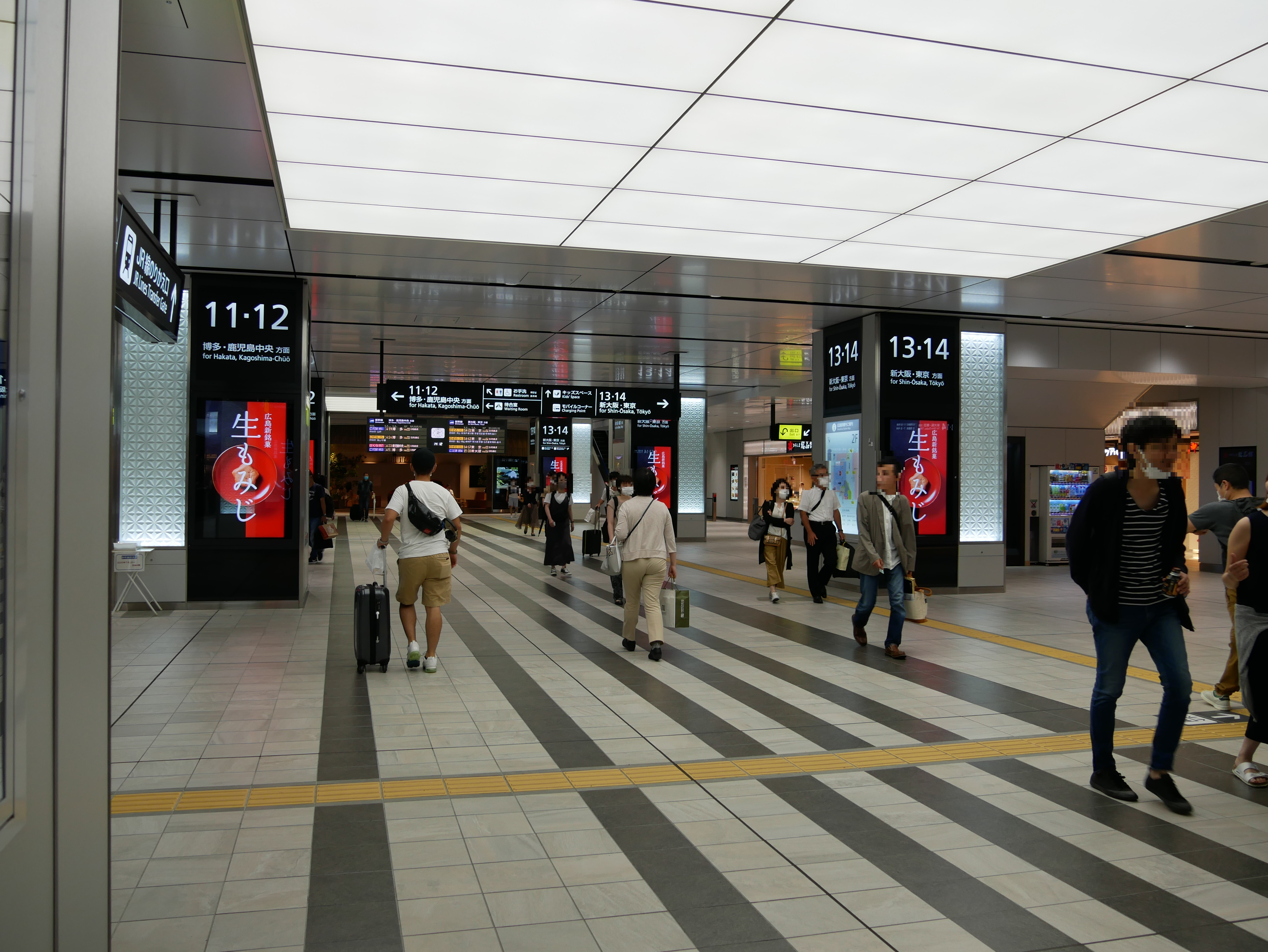
新幹線コンコース（2020年6月）
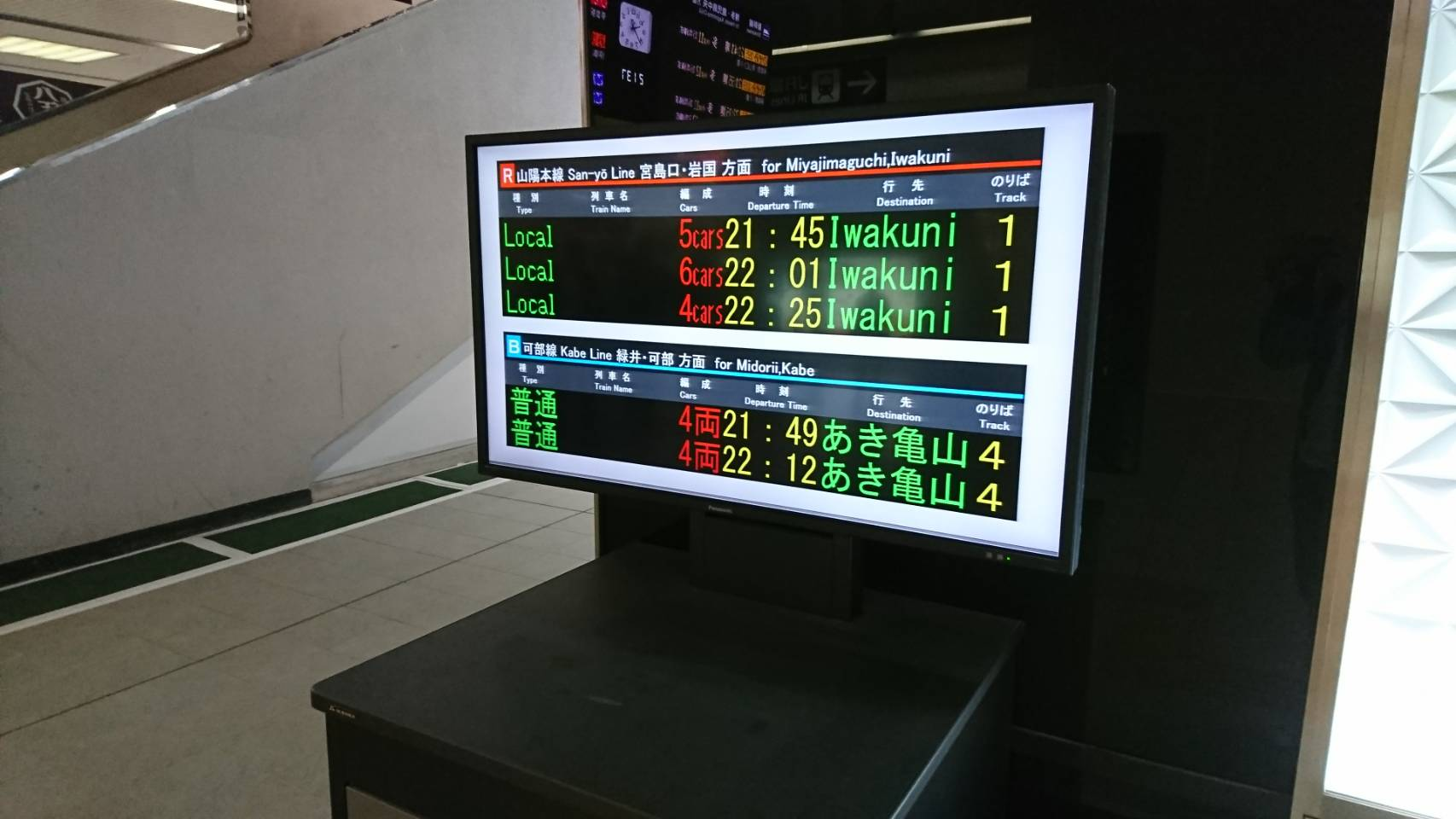
乗り換え改札前には発車標を模した仮設の案内表示があったが、新幹線改札内コンコース改装終了までに撤去された（2017年10月）
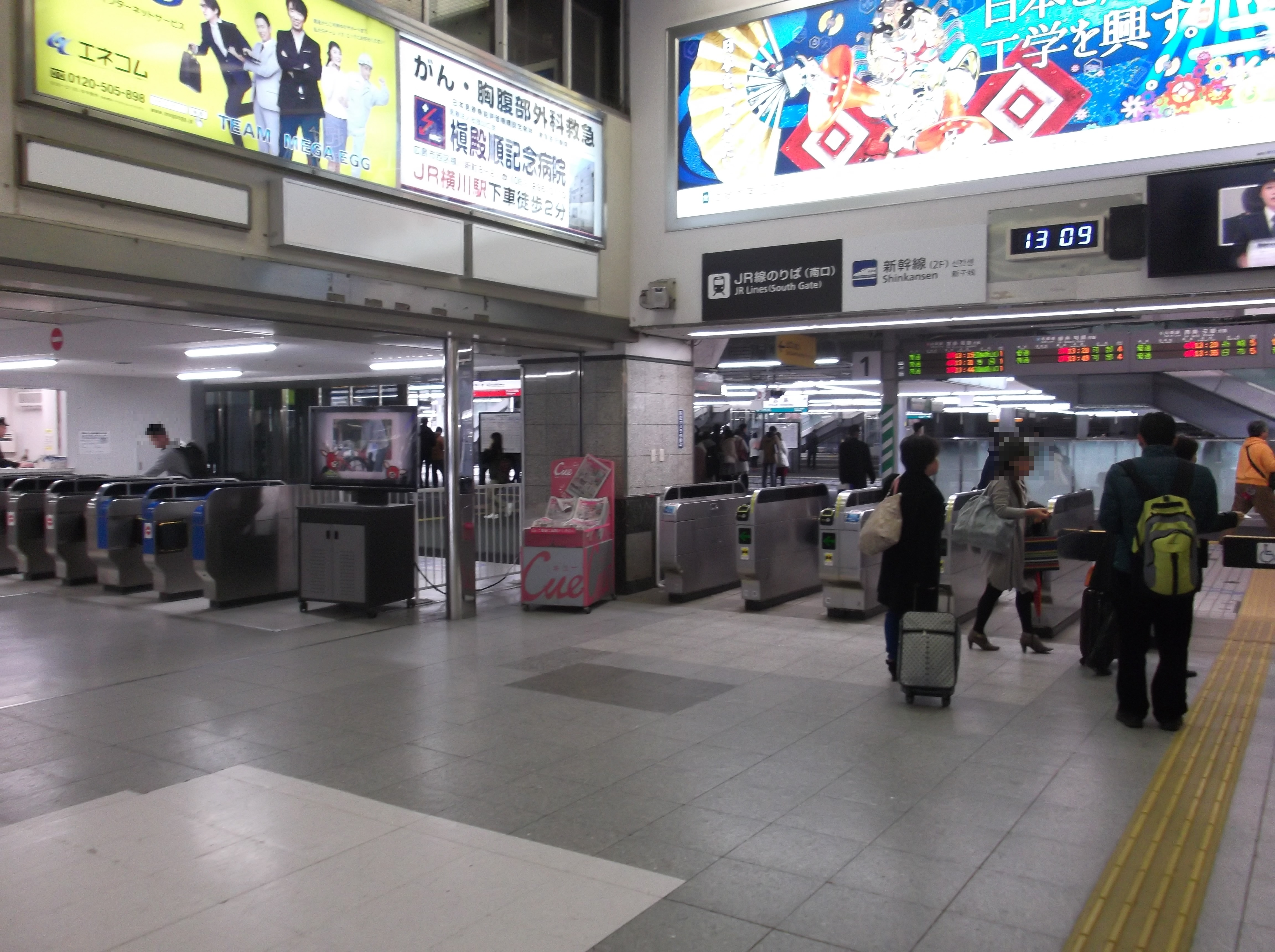
2017年5月で閉鎖された南口改札（2016年2月）

|      | 新幹線口                                                            | 広島駅                                     | 広島駅                                     | 南口                              |
| ---- | ------------------------------------------------------------------- | ------------------------------------------ | ------------------------------------------ | --------------------------------- |
| 3階  | 山陽新幹線ホーム                                                    |                                            |                                            |                                   |
| 2階  | 新幹線コンコース 新幹線口改札                                       | のりかえ口 改札                            | 在来線連絡こ線橋 在来線中央口改札          | 広島駅停留場                      |
| 2階  | 自由通路                                                            |                                            |                                            |                                   |
| 1階  | 新幹線口バスのりば タクシーのりば 地下道北口改札 （地下連絡通路へ） | 在来線ホーム 山陽本線・呉線 可部線・芸備線 | 在来線ホーム 山陽本線・呉線 可部線・芸備線 | 南口バスターミナル タクシーのりば |
| 地下 | 地下連絡通路（在来線改札内）                                        | 地下連絡通路（在来線改札内）               | 地下連絡通路（在来線改札内）               | 地下道南口改札                    |

### 広島電鉄 広島駅停留場
2025年8月3日の駅前大橋ルートの開通に伴い、JR広島駅南口駅ビル「minamoa」の2階に移設された。駅ビルの中に高架で路面電車が直通するのは、東急玉川線渋谷駅（1969年廃止）以来、56年ぶり・2例目となる。

#### ホーム（広島電鉄）
4面4線の頭端式ホームを有する。地上ホーム時代は1、2、6号線が1つの乗り場に集約されていたが、高架化と同時に系統ごとに乗り場が割り振られた。
ホームは東側からAホーム、降車専用ホーム、B・C・Dホーム、降車専用ホームが並ぶ。CホームはB・Dホームの南側に切欠きホームとして設けられており、有効長の関係から6号線（江波方面）専用となっており、地上ホーム時代と同様に1・2・6号線（紙屋町方面）と5号線（比治山下方面）で乗り場が大別されている。

#### のりば（現ホーム）
| のりば | 系統・行先                     |
| ------ | ------------------------------ |
| A      | 広島港ゆき（比治山下経由）     |
| -      | 降車専用ホーム                 |
| B      | 広電宮島口ゆき・広電西広島ゆき |
| C      | 江波ゆき                       |
| D      | 広島港ゆき（紙屋町東経由）     |
| -      | 降車専用ホーム                 |

#### 地上ホーム時代
2025年8月2日までは、JR広島駅南口駅前の東側、南口駅舎と城北通り・大州通りに挟まれた場所にあり、降車3面・乗車1面の変則頭端式4面3線のホームであった。乗車ホームが1面しかなかったこともあり、旅客への案内ではホーム番号は用いられていなかった。
乗車ホームは南口駅舎に最も近い北側にあり、東寄りを1・2・6号線（八丁堀・紙屋町方面）のりば、西寄りを5号線（比治山線）専用のりばとして振り分けていた。1・2・6号線のりば前には、案内所（広島電鉄広島駅定期券窓口）や、自動両替機が設置されており、多客時には係員が乗車ホームに出て案内をしていた。5号線の電車は西寄りホーム発車後、1・2・6号線のりばを通過する状態になっていた。
降車ホーム3面は、折り返し5号線となる便がもっとも北側（JR広島駅寄り）を使う他は到着順で使い分けていた。6時から21時の間は降車ホーム到着時に全てのドアで降車扱いを行い、入口ドアから降りるときは整理員が可搬式のカードリーダー付き運賃箱を使って運賃収受・集札業務が行われた（その他の時間帯では出口ドアからのみの降車で、他の停留場と同様に車内の運賃箱で支払い）。
のりば（旧ホーム）
| のりば   | 系統・行先                                                    |
| -------- | ------------------------------------------------------------- |
| ■1 ■2 ■6 | 広島港ゆき（紙屋町東経由）                                    |
| ■1 ■2 ■6 | 広電宮島口ゆき・広電西広島ゆき                                |
| ■1 ■2 ■6 | 江波ゆき                                                      |
| ■1 ■2 ■6 | 広電本社前ゆき、日赤病院前ゆき                                |
| ■5       | 広島港ゆき（比治山下経由） ・宇品二丁目ゆき・皆実町六丁目ゆき |

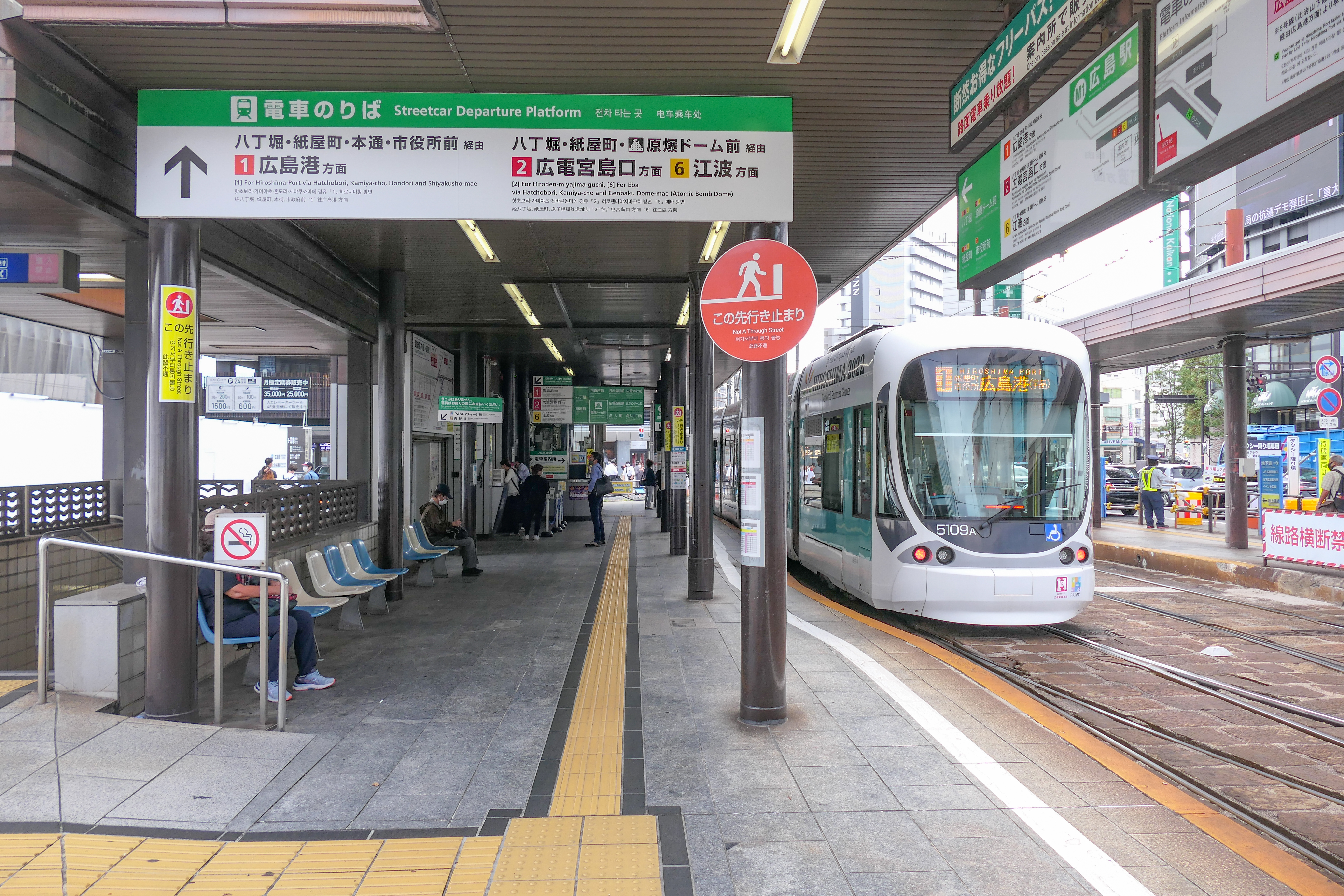
乗車ホーム（1・2・6号線のりば） （2022年10月）
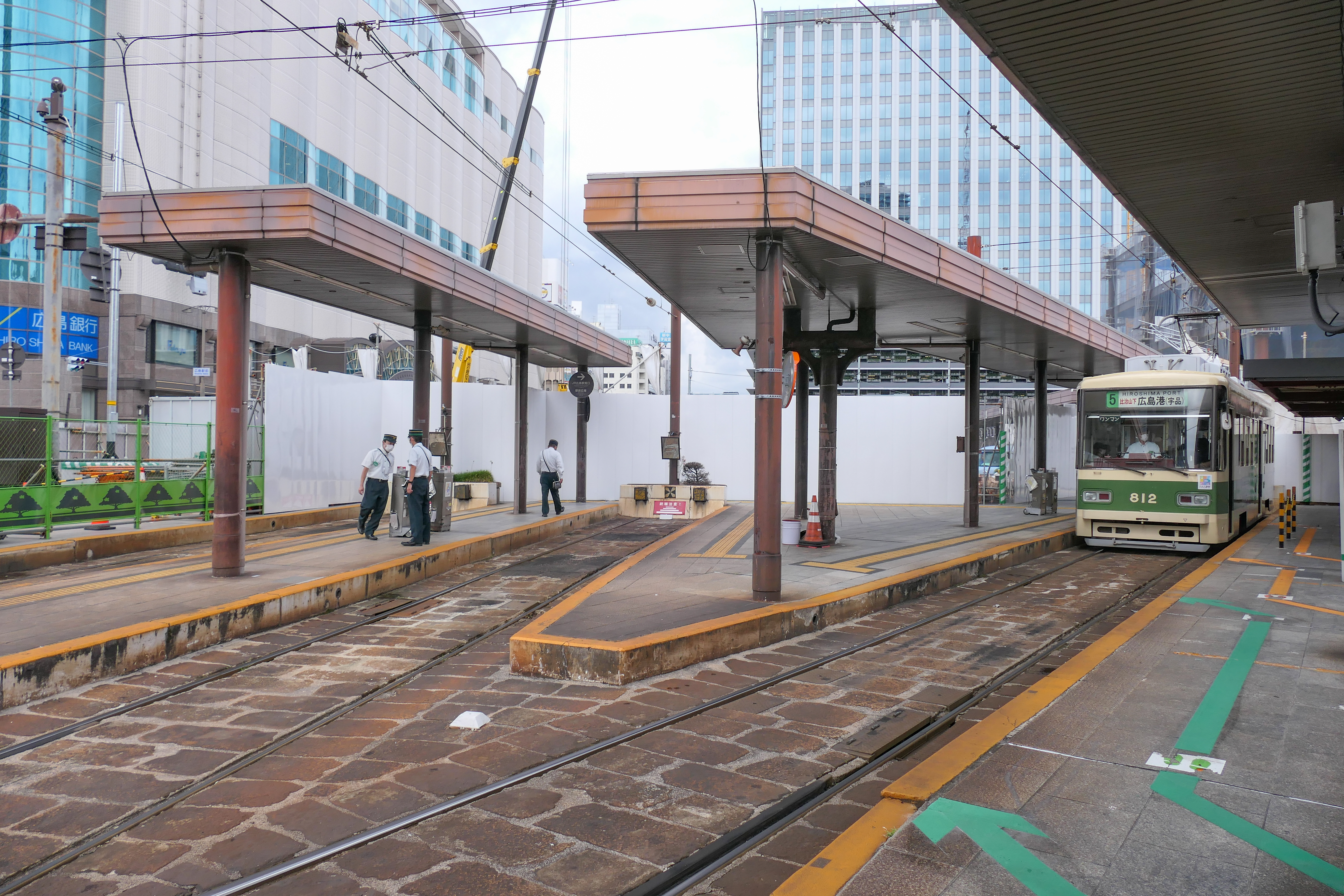
降車ホーム （2022年10月）

## 改良工事

### JR駅橋上駅化
かつて、広島駅を迂回せずに南北を行き来するには古い地下道を通行する必要があり、改札内の跨線橋も老朽化が進んでいたことから、これを改善する目的として線路上空に人工地盤を設け、そこに新たに改札内通路と南北自由通路を整備し、自由通路に隣接して駅舎を設けて（橋上駅化）南北の在来線改札口を集約し、併せて自由通路周辺に約4千平方メートルの商業スペース（線路上のフロア面積としてはJR西日本最大）を配置した。商業スペースは、最終的には新幹線口駅舎の増築も合わせて最大で約1万平方メートルまで拡大され、飲食などの専門店を誘致した。
2014年11月2日に旧跨線橋西側に新跨線橋が先行して完成し、供用が開始された。2017年5月28日には南北自由通路が暫定開業し、先行開業した新跨線橋と接続され、2・3番のりばと4・5番のりばの間に当たる場所に、改札「中央口」を新設し、北口寄りに「みどりの窓口」「自動きっぷうりば」を設置した。これにより、南口1階にあった「南口改札」「みどりの窓口」と北口2階の「北口2F改札」同1階の「みどりの窓口」と改札口ごとに設置されていた「きっぷうりば」が集約される形で廃止された。
「中央口」の正面には、タッチパネル式の案内板が4面設置されており、時刻表や構内図、運行情報、観光情報などを調べられる。
2017年10月29日広島駅橋上・高架下開発「ekie」（エキエ）のうち、第1期線路上空エリアが開業している。

### 新幹線口リニューアル
新幹線口には自由通路整備に合わせてペデストリアンデッキを新設し、駅前の「アクティブインターシティ広島」に接続したペデストリアンデッキとも接続する。2016年10月に完成した。また同時に新幹線口広場はバス・タクシー乗降場やマイカー乗降場など全体のレイアウトが変更され、2017年10月1日に供用を開始した。
新幹線口では駅舎自体も3階建て駅舎の1階と2階を広場側に増築して商業スペースを拡大。それに伴い、従来の駅舎内も壁面や天井の美装化が行われ、柱にはデジタルサイネージが設置された。また、自由通路建設と平行する形で階段・エスカレーターも新しく設置され、これまで使用されていた階段・エスカレーターが撤去された。
1階部分の大半と2階の東側部分は商業スペースとなり、南北自由通路と一体化した商業施設「ekie」のNORTHエリア・WESTエリアとして開業する。2018年9月（飲食店スペースは同年10月）に開業。
さらに、新幹線改札内コンコースも1975年の山陽新幹線開通から老朽化が進んだとして、約2年かけて、新幹線口駅舎と同様に天井、床、壁面、柱の美装化が行われた。これ以外にも、待合室を1か所から3か所に増設し座席数も1.5倍となる。また、全体の空調化、Wi-Fiが使用できるモバイルコーナーの設置、キッズスペースの設置も行われ、利便性を高めた。新たな待合室と店舗は2019年11月20日に開業し、同年度末に全体工事が完了した。

### 南口広場再整備
広島市が2014年9月に公表した「広島駅南口広場の再整備等に係る基本方針」では、橋上駅化完了後に2025年春の完成を目指して、広島電鉄本線を稲荷町停留場から駅前大橋を通るルートに変更した上で新駅ビルに高架で乗り入れる路線変更と同時に、新駅ビル内に広島電鉄の停留場を移設する為に建て替えと駅南口広場の再整備を行っている。

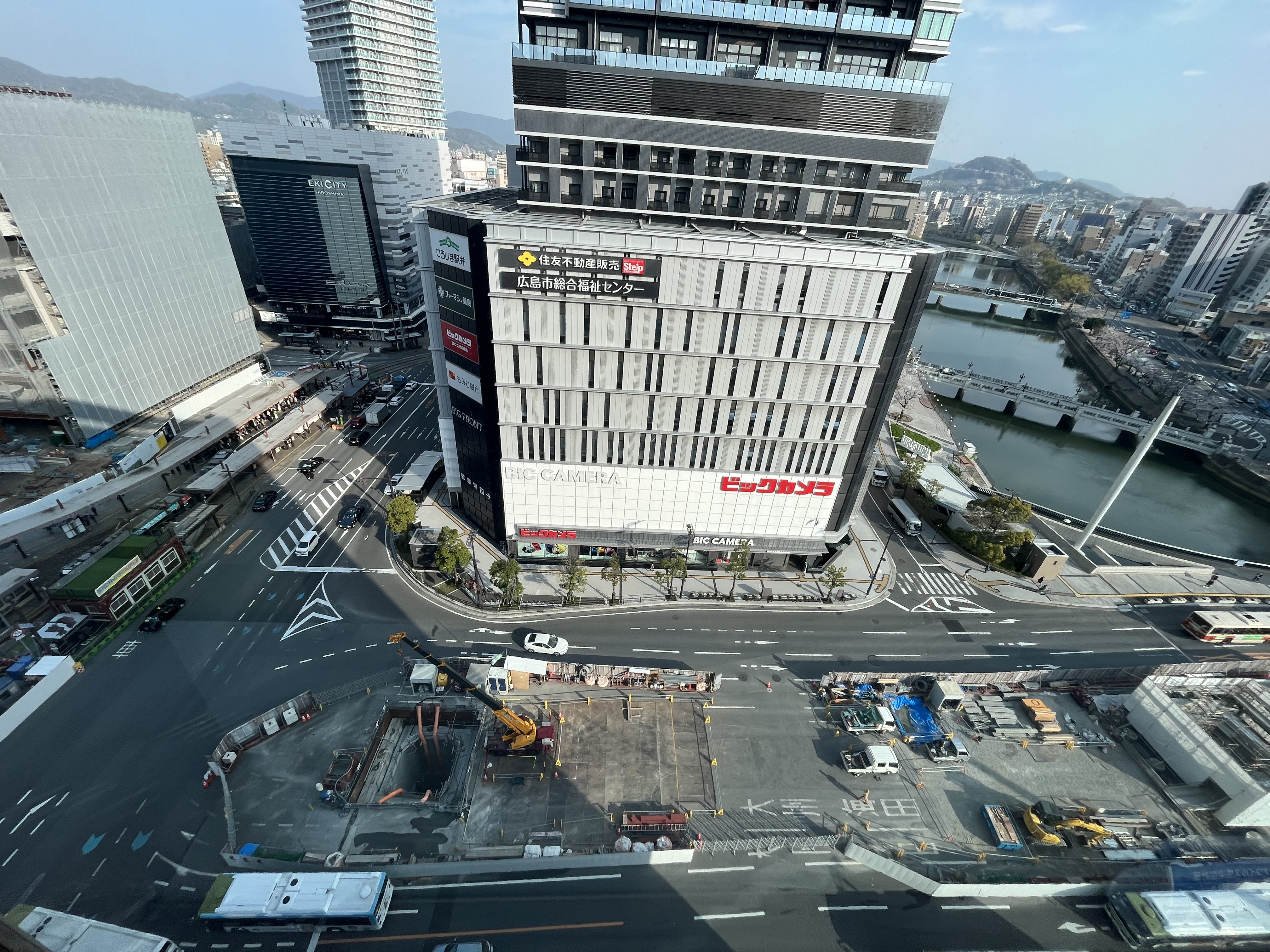
広島電鉄駅前大橋線の建設過程。（2023年3月）

新駅ビルは地上20階建ての高層棟を含む建築面積約14,000平方メートル、延床面積約111,000平方メートルのビルに全面改築し、ショッピングセンターやシネマコンプレックス（松竹マルチプレックスシアターズ）、JR西日本ホテルズ「ホテルグランヴィア広島サウスゲート」が入居する複合商業施設に生まれ変わる。2020年3月末の現駅ビル閉館、翌月の駅ビル建替え工事着手、2025年3月24日に新しい駅ビルが開業した。
駅舎の解体工事に先立ち、2020年9月1日からは広場内の一般車用降車場及び駐車場の閉鎖、同年9月12日からは駅舎西側歩行者通路の変更、同年9月26日からは南北地下自由通路の閉鎖を行った。
また翌2021年1月9日に駅舎東側タクシー乗降場の閉鎖、同年1月23日に駅舎東側歩行者通路の変更を行った。

## 駅弁
広島駅弁当（ひろしま駅弁）が製造。主な駅弁は下記の通り。
- 広島名物あなごめし
- 松茸牛すき弁当（7 - 11月販売）
- 二代目あなごあいのせ重
- 春彩すき焼き弁当（12 - 6月販売）
- 活あなごめし
- SLやまぐち弁当
- 夫婦あなごめし
- もみじ弁当
- 元祖珍辨たこめし
- ビックリたこめし
- 焼き鳥弁当
- 山のおべんとう
- 六穀豚ミルフィーユカツレツ弁当
- 大関むすび

## 利用状況
JR西日本
- 以下の情報は、広島市統計書及び広島市勢要覧に基づいたデータである。
- 利用者数は70,563人で、これはこれはJR西日本管内では大阪府の鶴橋駅に次ぐ第七位、中国四国地方では第一位である

| 年度               | 1日平均 乗車人員 | 1日平均 降車人員 |
| ------------------ | ---------------- | ---------------- |
| 1947年（昭和22年） | 35,362           | -                |
| 1948年（昭和23年） | 36,781           | -                |
| 1949年（昭和24年） | 31,469           | -                |
| 1950年（昭和25年） | 29,402           | -                |
| 1951年（昭和26年） | 27,631           | 24,513           |

| 年度               | 1日平均 乗車人員 | 年度毎 乗客数 | 年度毎 降車数 | 年度毎 発送貨物(t) | 年度毎 到着貨物(t) |
| ------------------ | ---------------- | ------------- | ------------- | ------------------ | ------------------ |
| 1952年（昭和27年） | 27,379.7         | 9,993,604     | -             | -                  | -                  |
| 1953年（昭和28年） | 23,947.6         | 8,740,872     | -             | -                  | -                  |
| 1954年（昭和29年） | 24,090.3         | 8,792,949     | -             | -                  | -                  |
| 1955年（昭和30年） | 25,497.0         | 9,331,895     | -             | -                  | -                  |
| 1956年（昭和31年） | 25,407.0         | 9,273,561     | -             | -                  | -                  |
| 1957年（昭和32年） | 25,693.3         | 9,378,065     | -             | 270,911            | 588,313            |
| 1958年（昭和33年） | 25,796.1         | 9,415,575     | -             | 239,019            | 583,364            |
| 1959年（昭和34年） | 25,297.5         | 9,258,888     | 9,058,238     | 264,985            | 631,205            |
| 1960年（昭和35年） | 25,918.2         | 9,460,144     | 9,229,792     | 274,940            | 702,868            |
| 1961年（昭和36年） | 25,563.8         | 9,330,779     | 9,228,369     | 271,329            | 735,128            |
| 1962年（昭和37年） | 27,717.4         | 10,116,852    | 10,074,752    | 304,680            | 737,622            |

1952年から1962年の1日平均乗車人員は、年度毎乗客数を365（閏年が関係する1955・1959年は366）で割った値を、小数点第二位で四捨五入。小数点一位の値にした物である。
| 年度               | 1日平均 乗車人員 | 年度毎 総数 | 定期券 総数 | 普通券 総数 | 年度毎 発送貨物(t) | 年度毎 到着貨物(t) |
| ------------------ | ---------------- | ----------- | ----------- | ----------- | ------------------ | ------------------ |
| 1963年（昭和38年） | 29,893.4         | 21,881,998  | 13,737,800  | 8,144,198   | 303,561            | 782,492            |
| 1964年（昭和39年） | 30,569.1         | 22,315,449  | 13,734,810  | 6,580,639   | 369,227            | 713,945            |
| 1965年（昭和40年） | 32,397.0         | 23,649,821  | 14,313,036  | 9,336,785   | 281,935            | 481,346            |
| 1966年（昭和41年） | 32,921.3         | 24,032,523  | 14,235,906  | 9,796,617   | 309,068            | 519,993            |
| 1967年（昭和42年） | 34,495.1         | 25,250,381  | 14,948,816  | 10,301,565  | 374,397            | 713,875            |
| 1968年（昭和43年） | 32,088.4         | 23,424,522  | 12,245,572  | 11,178,950  | 廃止               | 廃止               |
| 1969年（昭和44年） | 31,220.4         | 22,790,862  | 11,224,216  | 11,566,646  | 廃止               | 廃止               |
| 1970年（昭和45年） | 33,121.3         | 24,178,534  | 11,210,494  | 12,968,040  | 廃止               | 廃止               |
| 1971年（昭和46年） | 35,772.3         | 26,185,291  | 11,828,442  | 14,356,849  | 廃止               | 廃止               |
| 1972年（昭和47年） | 40,193.7         | 29,341,412  | 13,245,748  | 16,095,664  | 廃止               | 廃止               |
| 1973年（昭和48年） | 43,755.5         | 31,941,549  | 14,126,638  | 17,814,911  | 廃止               | 廃止               |
| 1974年（昭和49年） | 46,925.6         | 34,255,337  | 14,817,076  | 19,438,261  | 廃止               | 廃止               |
| 1975年（昭和50年） | 54,793.1         | 40,108,572  | 15,076,082  | 25,032,490  | 廃止               | 廃止               |
| 1976年（昭和51年） | 55,843           | 40,190,587  | 16,002,096  | 24,188,491  | 廃止               | 廃止               |
| 1977年（昭和52年） | 53,996           | 39,147,101  | 16,005,384  | 23,141,717  | 廃止               | 廃止               |
| 1978年（昭和53年） | 54,413           | 39,065,598  | 16,146,398  | 22,919,200  | 廃止               | 廃止               |

1963年から1975年の1日平均乗車人員は、乗車数と降車数が同じであると仮定し、年度毎総数を365（閏年が関係する1963・1967・1971・1975年は366）で割った後で、さらに2で割った値を、小数点第二位で四捨五入。小数点一位の値にした物である。1981年に発行された広島市統計書から算出方法が変わっているため、1977年以降は1日平均乗車人員の値が発表されている。
| 年度                | 1日平均 乗車人員 |
| ------------------- | ---------------- |
| 1979年（昭和54年）  | 54,413           |
| 1980年（昭和55年）  | 55,457           |
| 1981年（昭和56年）  | 55,975           |
| 1982年（昭和57年）  | 55,949           |
| 1983年（昭和58年）  | 56,782           |
| 1984年（昭和59年）  | 58,885           |
| 1985年（昭和60年）  | 60,407           |
| 1986年（昭和61年）  | 61,262           |
| 1987年（昭和62年）  | 56,421           |
| 1988年（昭和63年）  | 58,035           |
| 1989年（平成 元年） | 67,896           |
| 1990年（平成02年）  | 72,267           |
| 1991年（平成03年）  | 75,013           |
| 1992年（平成04年）  | 76,540           |
| 1993年（平成05年）  | 77,742           |
| 1994年（平成06年）  | 75,564           |
| 1995年（平成07年）  | 75,578           |
| 1996年（平成08年）  | 75,532           |
| 1997年（平成09年）  | 73,208           |
| 1998年（平成10年）  | 70,785           |
| 1999年（平成11年）  | 72,560           |
| 2000年（平成12年）  | 71,444           |
| 2001年（平成13年）  | 70,980           |
| 2002年（平成14年）  | 69,557           |
| 2003年（平成15年）  | 70,072           |
| 2004年（平成16年）  | 69,781           |
| 2005年（平成17年）  | 69,796           |
| 2006年（平成18年）  | 70,162           |
| 2007年（平成19年）  | 70,574           |
| 2008年（平成20年）  | 70,656           |
| 2009年（平成21年）  | 69,840           |
| 2010年（平成22年）  | 69,327           |
| 2011年（平成23年）  | 70,384           |
| 2012年（平成24年）  | 71,510           |
| 2013年（平成25年）  | 72,928           |
| 2014年（平成26年）  | 72,040           |
| 2015年（平成27年）  | 73,218           |
| 2016年（平成28年）  | 74,592           |
| 2017年（平成29年）  | 77,174           |
| 2018年（平成30年）  | 77,169           |
| 2019年（令和 元年） | 77,042           |
| 2020年（令和02年）  | 50,745           |
| 2021年（令和03年）  | 52,433           |
| 2022年（令和04年）  | 63,215           |
| 2023年（令和05年）  | 70,563           |

乗車数グラフ
広島電鉄
各年度の「移動等円滑化取組報告書（軌道停留場）」によると、近年の1日平均乗降人員は以下の通りである。
| 年度                | 1日平均 乗降人員 |
| ------------------- | ---------------- |
| 2019年（令和 元年） | 32,791           |
| 2020年（令和02年）  | 16,558           |
| 2021年（令和03年）  | 18,496           |
| 2022年（令和04年）  | 23,176           |
| 2023年（令和05年）  | 25,833           |
| 2024年（令和06年）  | 25,881           |

## 駅周辺
運転部門関係施設（広島運転所、下関総合車両所広島支所、広島機関区蟹屋派出、広島駅弁当本社）や貨物関係施設（広島貨物ターミナル駅）が広島駅の東側に広がり、広島駅よりも矢賀駅や天神川駅に近い。

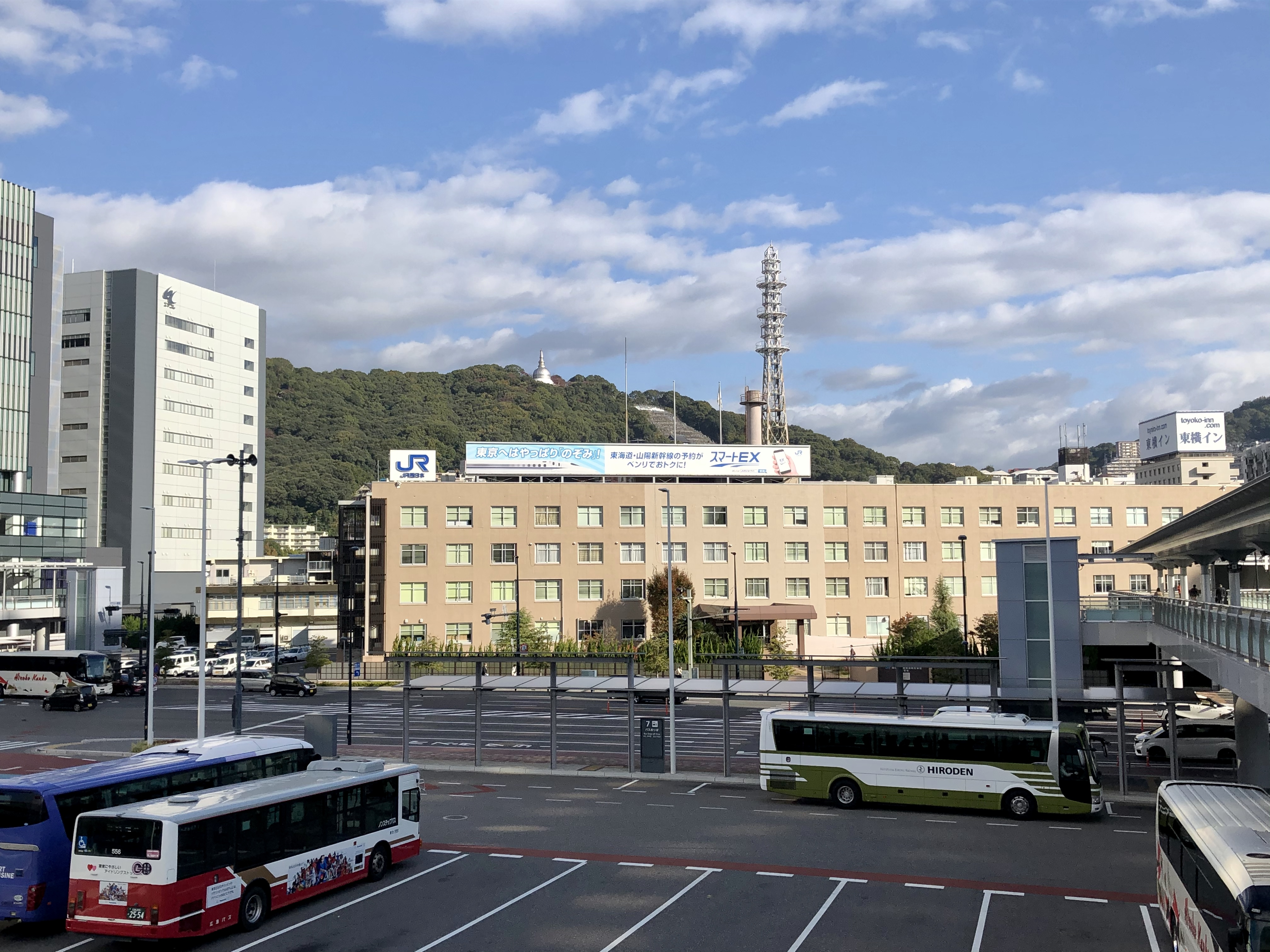
西日本旅客鉄道広島支社（旧社屋）
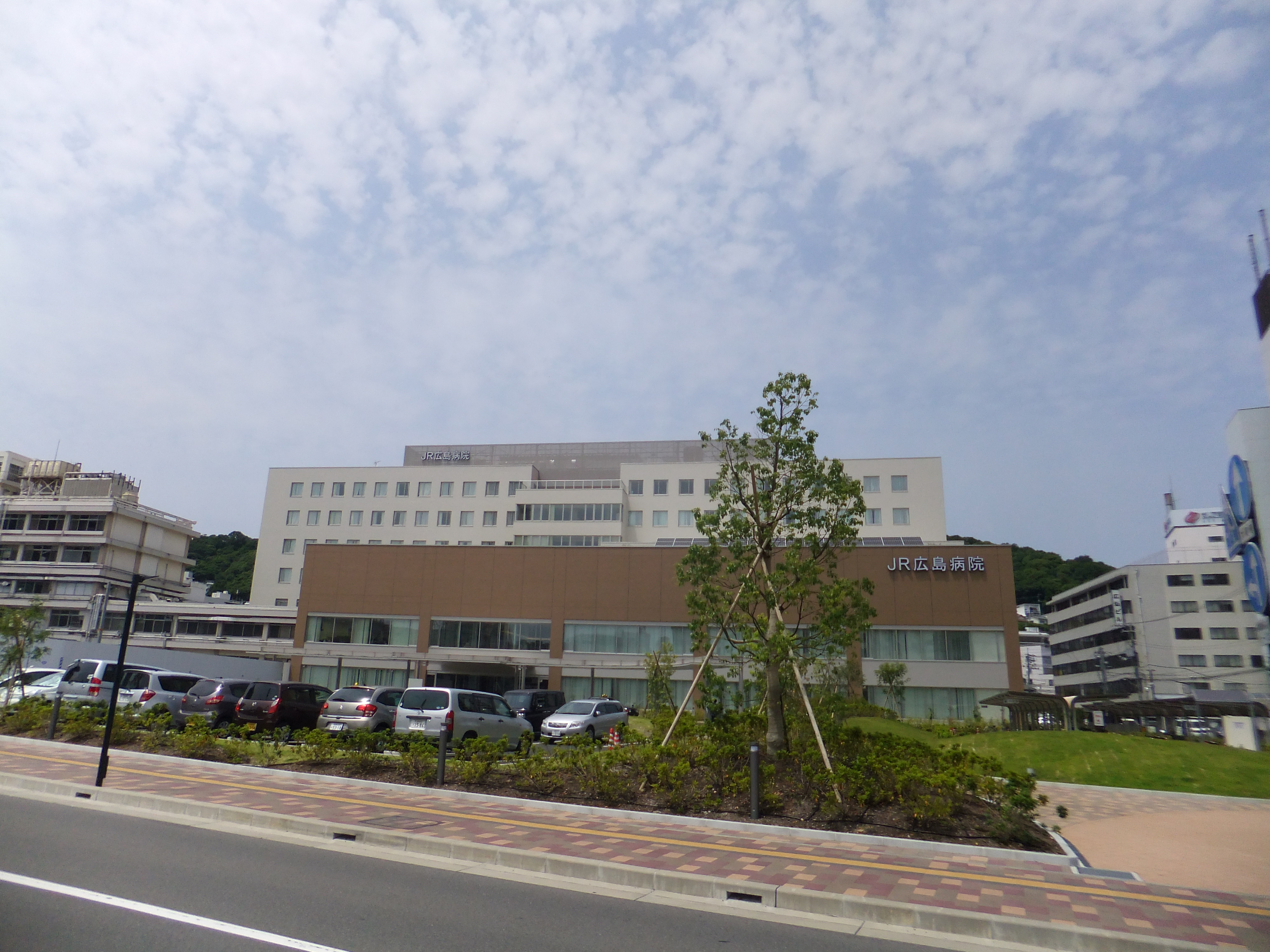
JR広島病院
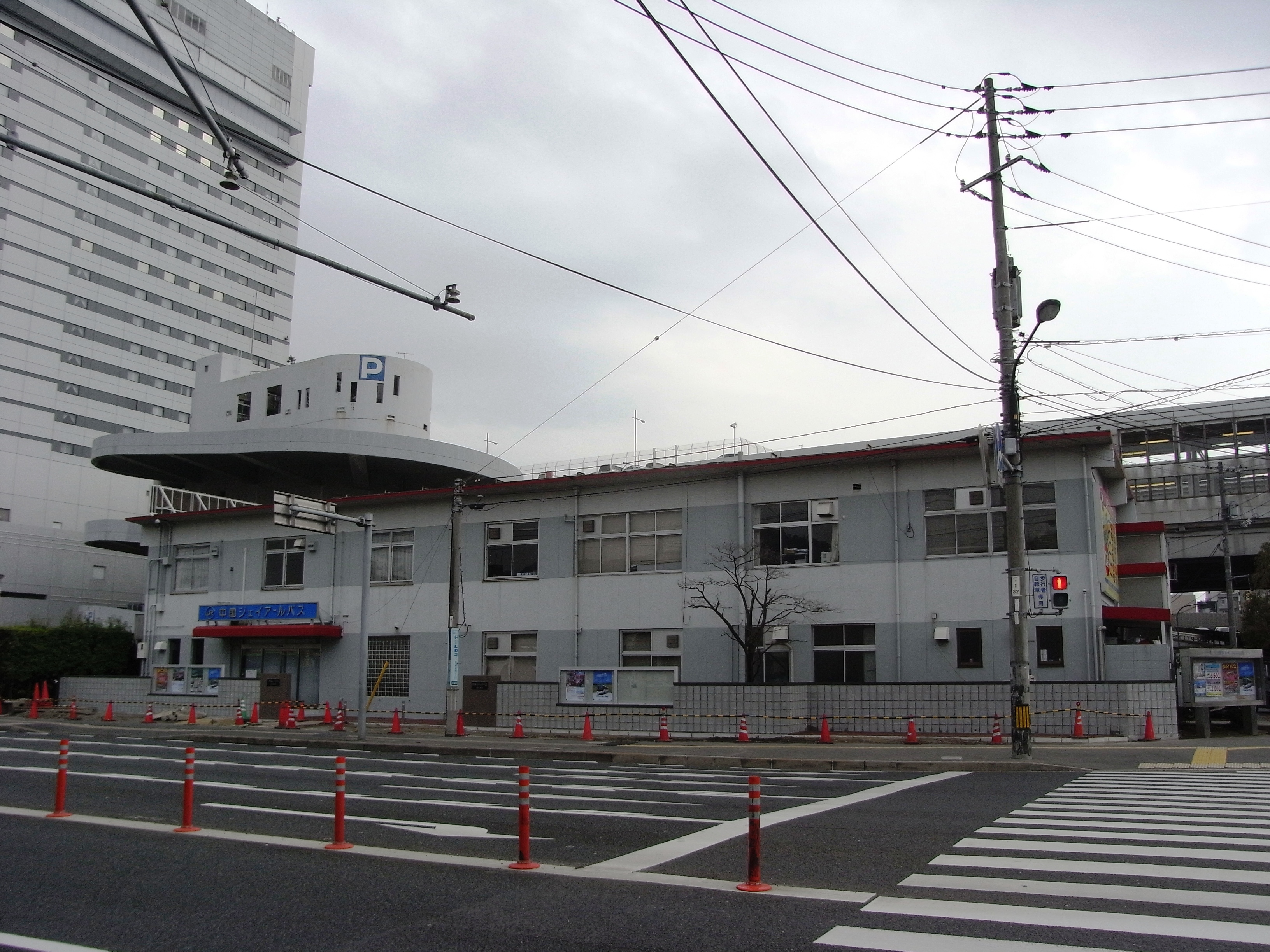
中国ジェイアールバス旧本社
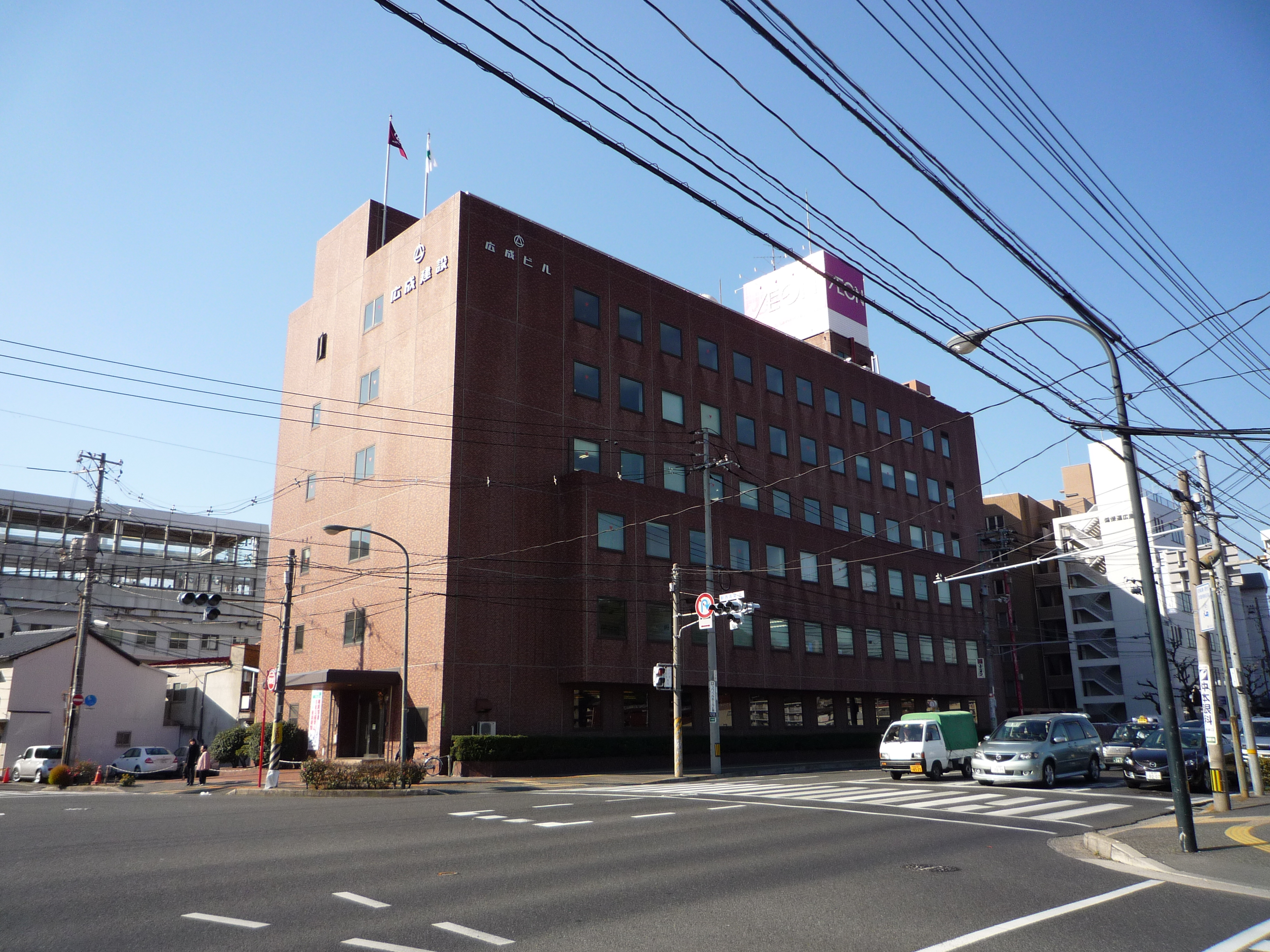
広成建設
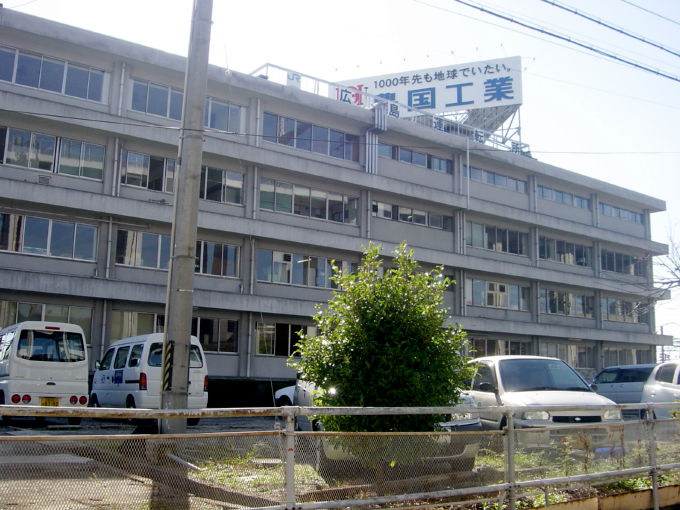
広島運転所
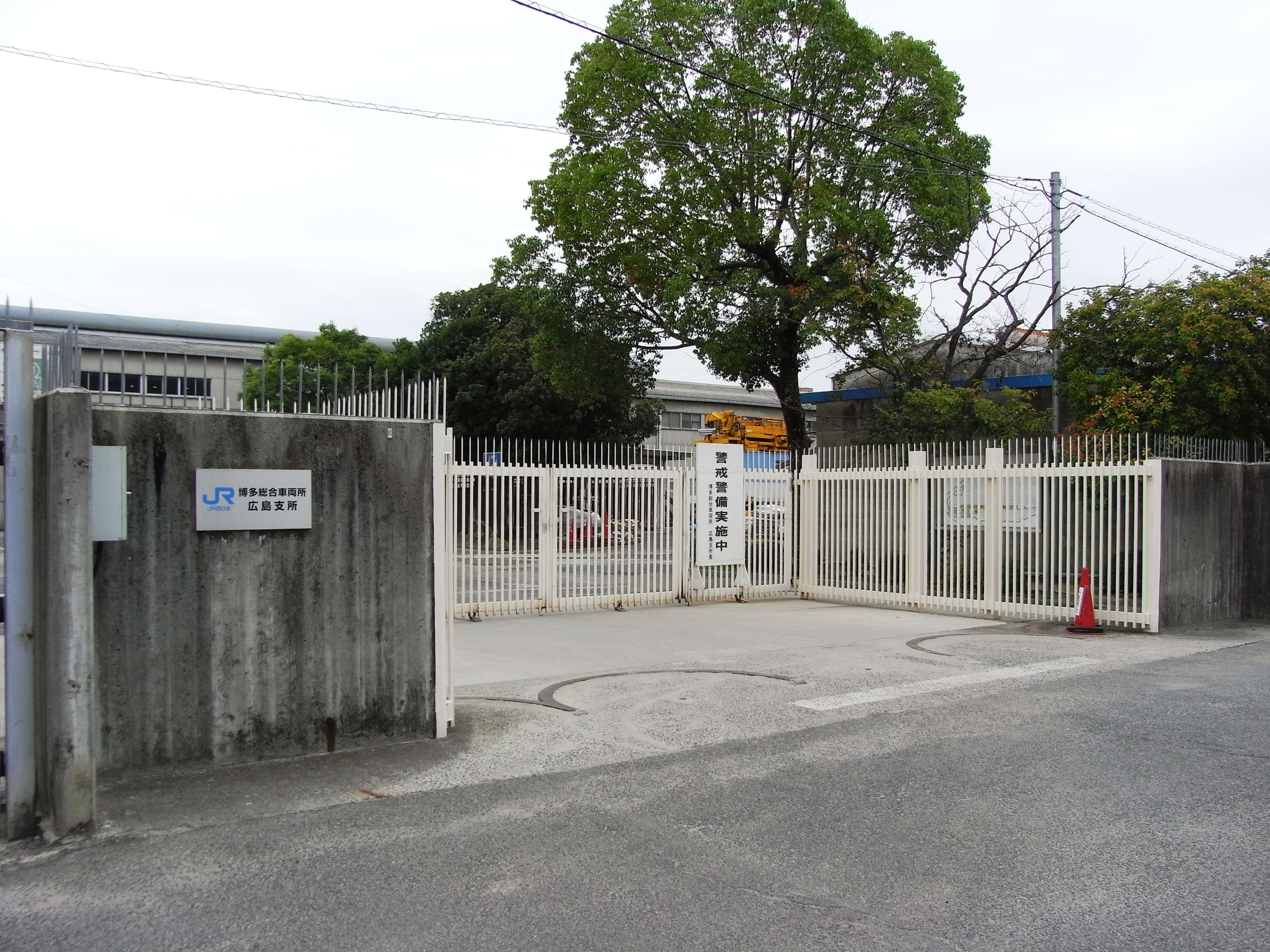
広島新幹線運転所
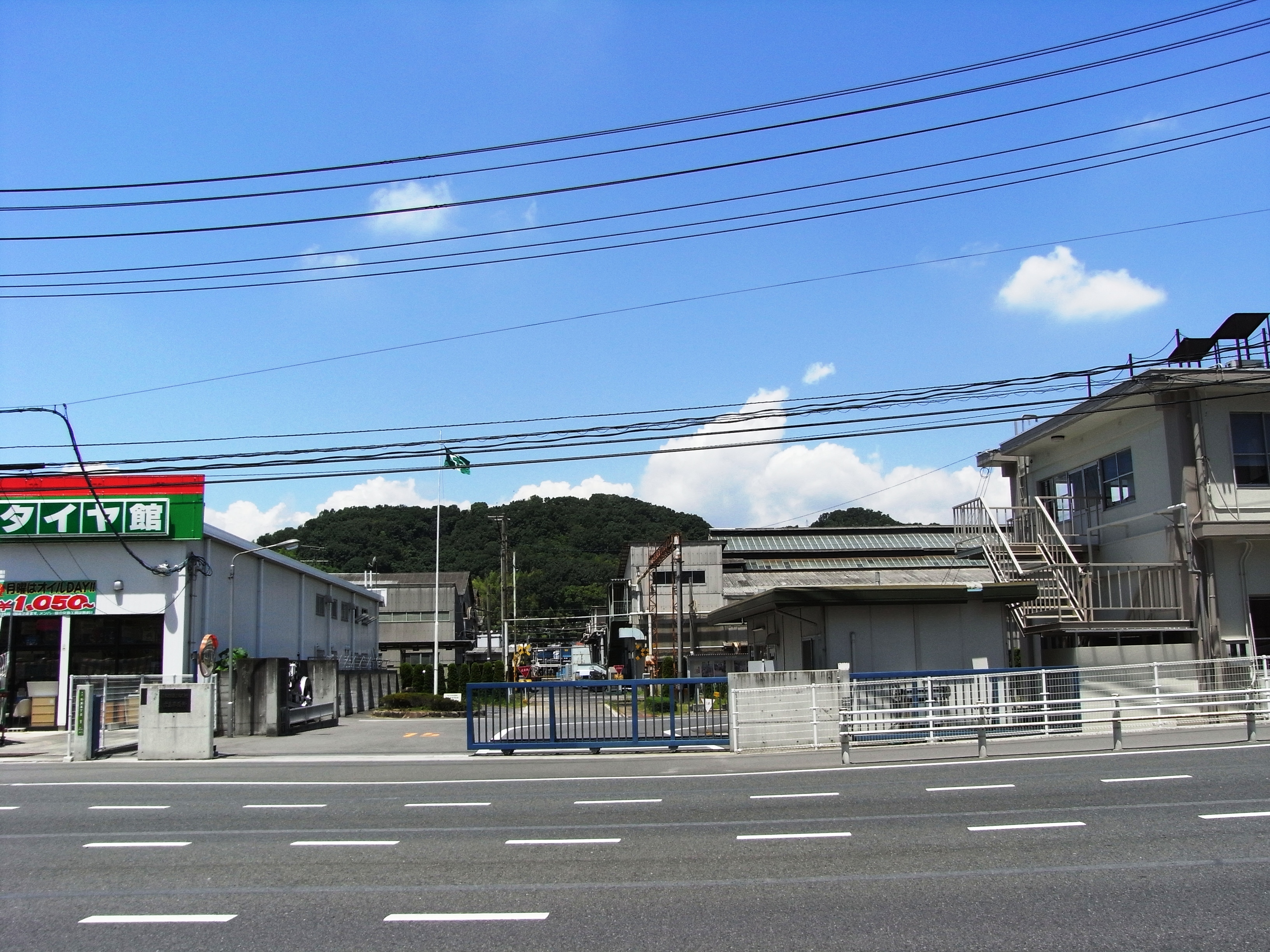
広島機関区
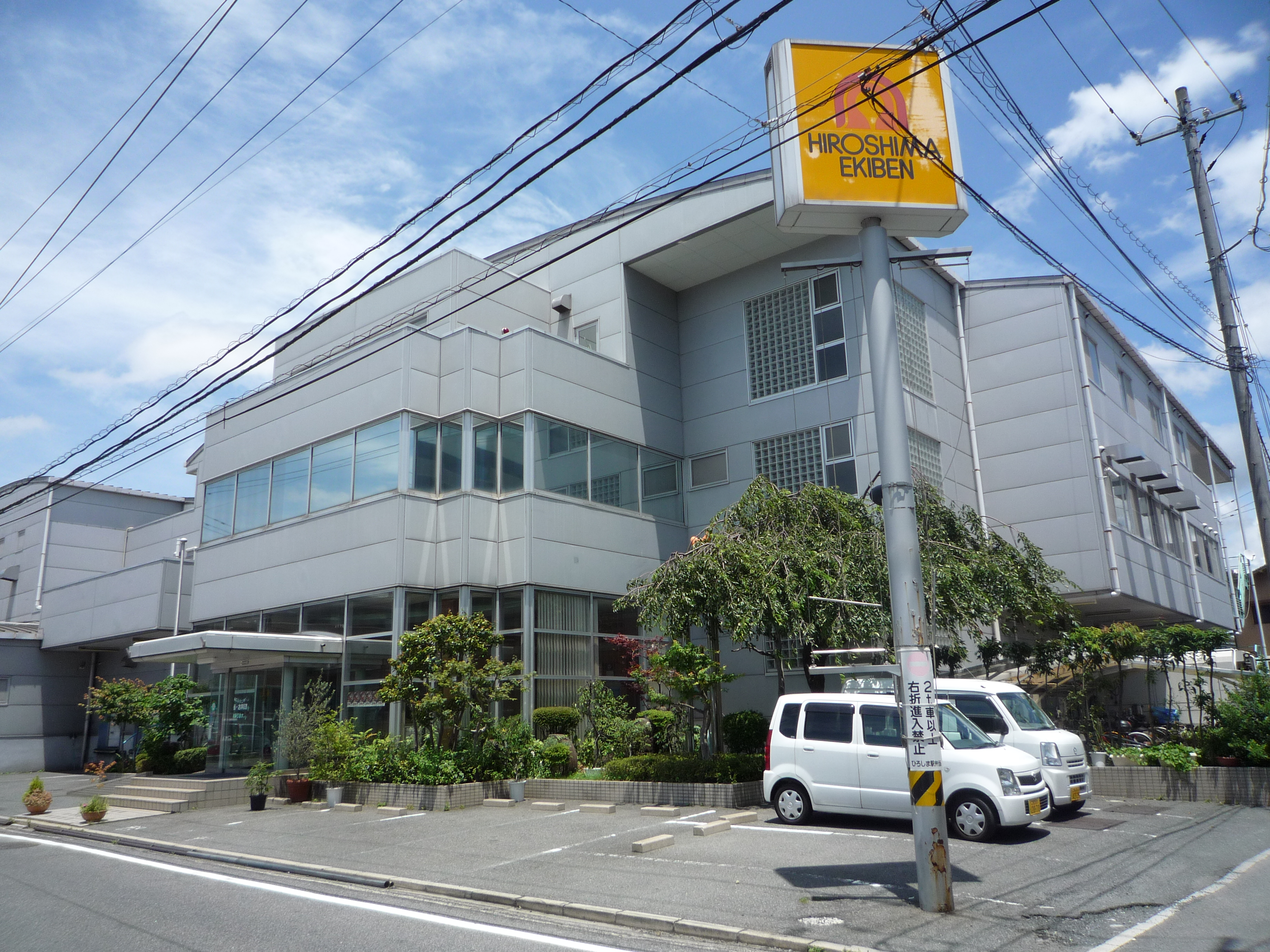
広島駅弁当本社

### 南口側
南口周辺では再開発事業が活発化しており、駅前通り西側のAブロック（松原町）、駅前通り東側のBブロック（松原町・猿猴橋町）、広電北側（東側）のCブロック（猿猴橋町・荒神町）に分けて事業が検討されてきた。現在、以下の再開発ビルが立地している。
- minamoa（駅ビル）
- エールエールA館（福屋広島駅前店）
- シティタワー広島（BIG FRONTひろしま、ビックカメラ広島駅前店）
- グランクロスタワー広島（EKI CITY広島、エディオン）

南口の南方には猿猴川が流れ、そこに駅前大橋が架かり、駅前大橋を渡った対岸側にJRバス中国本社、ウインズ広島（JRA場外馬券売場）、ホテルセンチュリー21広島、広島グランドインテリジェントホテル、アパホテルなどが建つ。
東方にはフタバ図書GIGA広島駅前店（旧いづみ広島駅前店。2000年1月閉店、2000年4月よりフタバ図書が入居）、広島フルフォーカスビル（旧ダイエー広島駅前店）などがあるが、そのうちフタバ図書GIGA広島駅前店は2021年9月30日で閉店。跡地には「アパホテル&リゾート〈広島駅前タワー〉」が2028年春開業の予定となっている。さらに線路沿いを東方に向かうとMAZDA Zoom-Zoom スタジアム広島（マツダスタジアム）に到達する。球場の西側には、本拠地を置く広島東洋カープの屋内練習場、ゲストハウス型の結婚式場、東横インなどが立地し、東側には会員制倉庫型ストアのコストコ、スポーツクラブなどが立地する。
駅西側には広島東郵便局や、河合塾や東進衛星予備校、さらに地元広島に拠点を置く田中学習会、鷗州塾、長井ゼミといった予備校が乱立する。この付近には代々木ゼミナールも校舎を構えていたが2014年の大量閉鎖の際に撤退している。広島東郵便局については、上述の再開発計画とは別に、2022年8月31日に高層（19階）の広島JPビルディングに建て替えられ、郵便局も広島JPビル郵便局に改称された。
広島JPビルディング西側の大須賀町の一角は再開発が手付かずのまま昔ながらの街並みが残る飲食店街となっており、「エキニシ」の通称で親しまれている。2021年には「エキニシ」で火災が発生。

### 新幹線口側

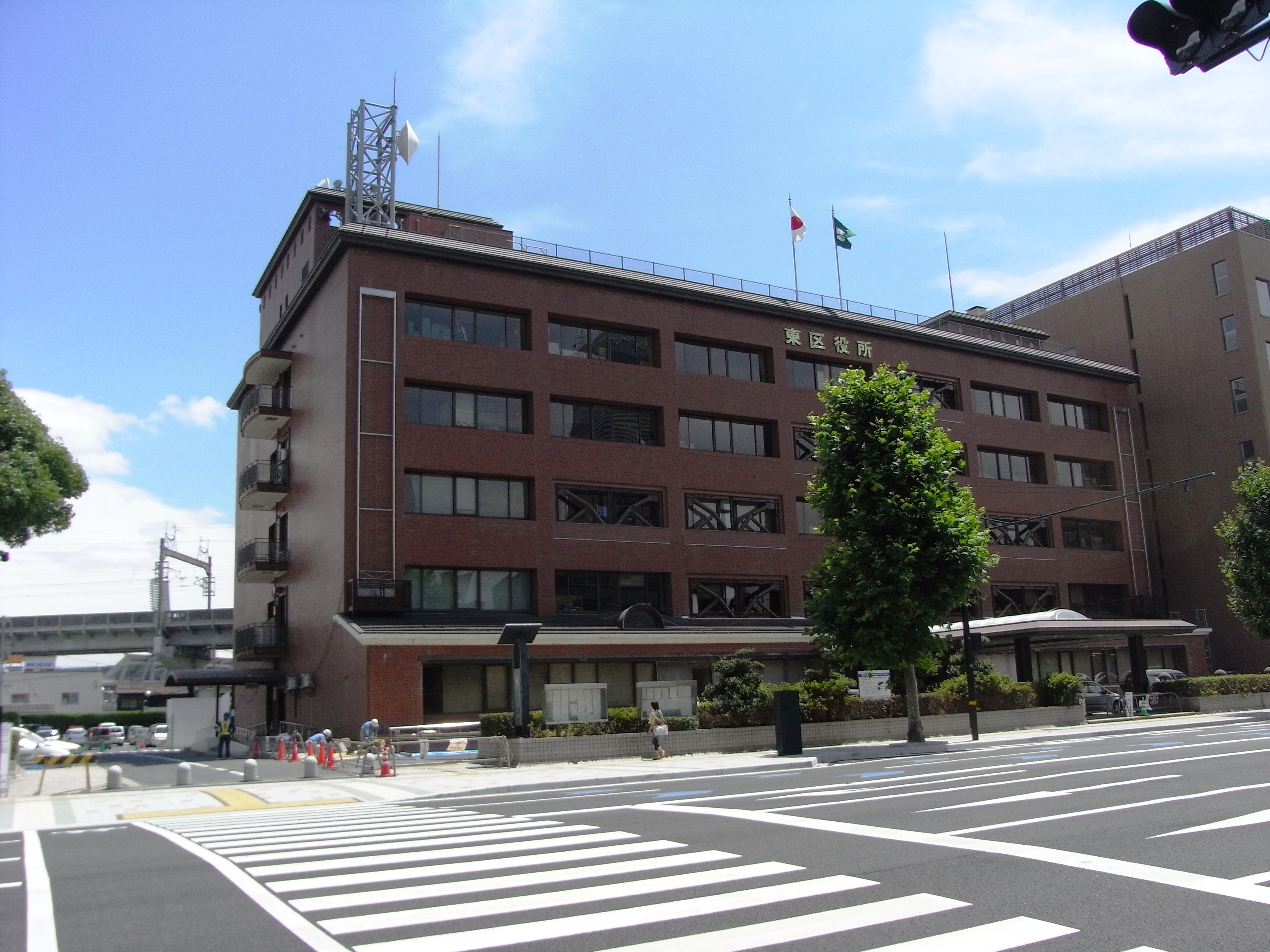
広島市東区役所
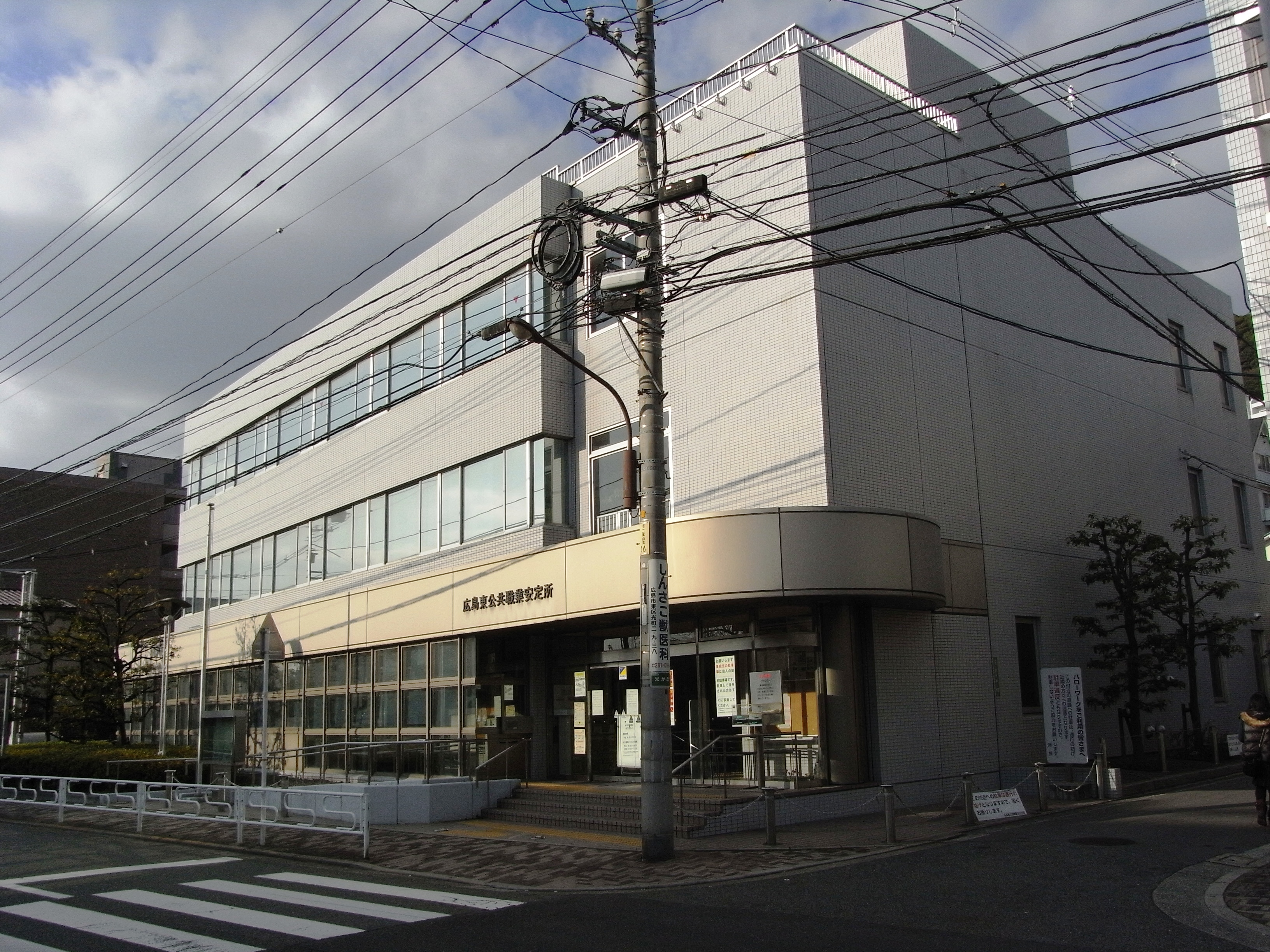
広島東公共職業安定所
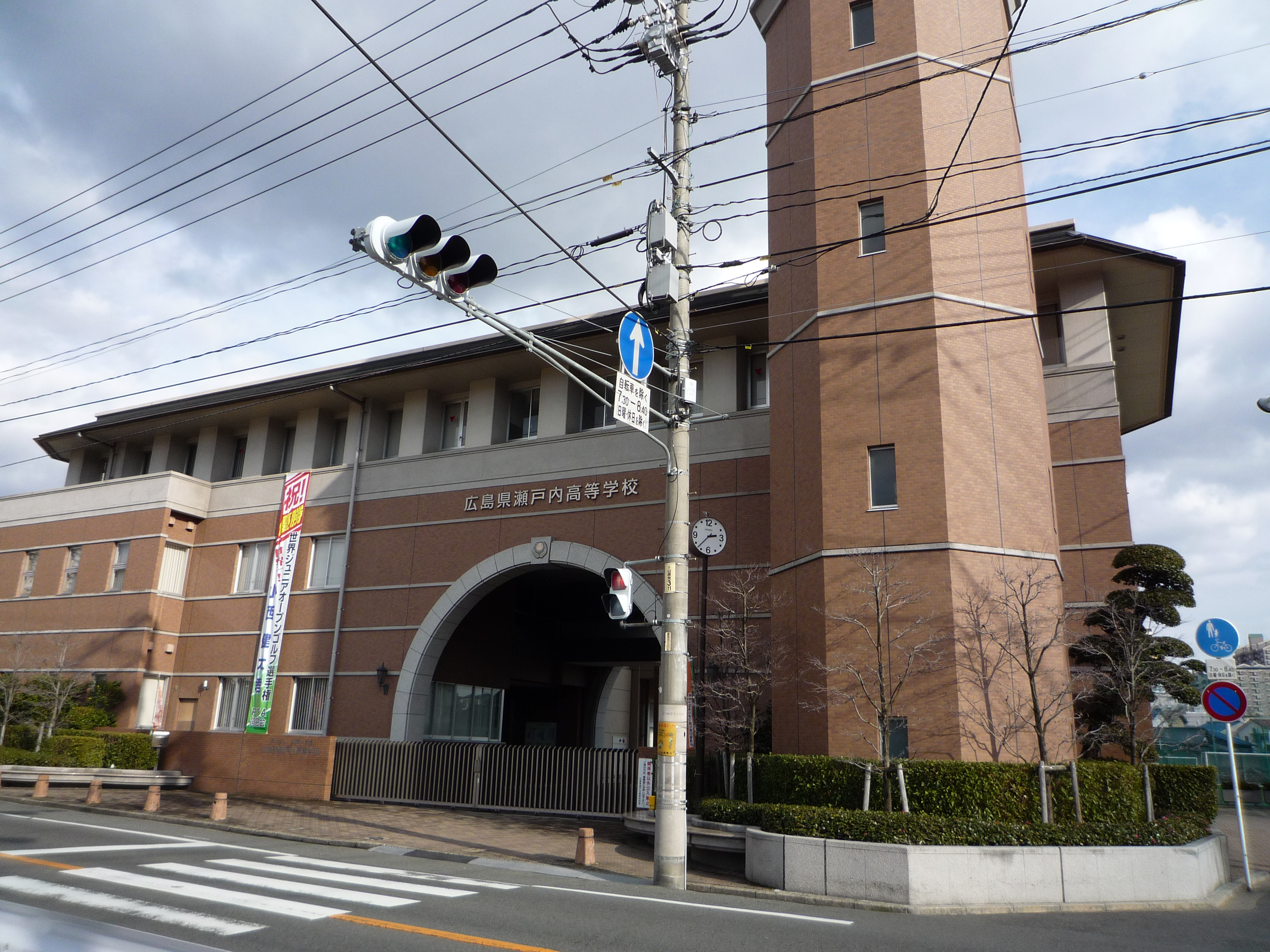
広島県瀬戸内高等学校
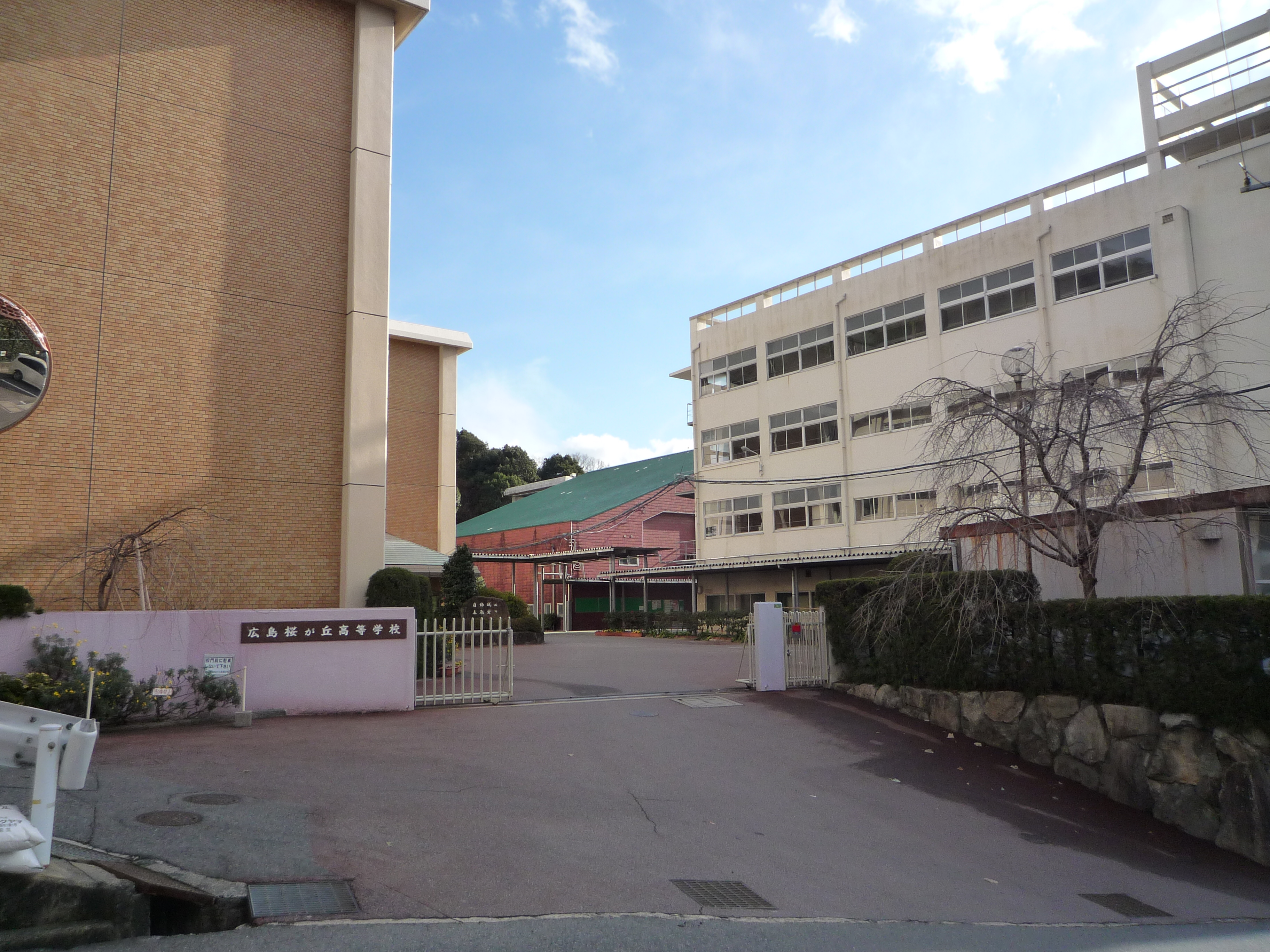
広島桜が丘高等学校
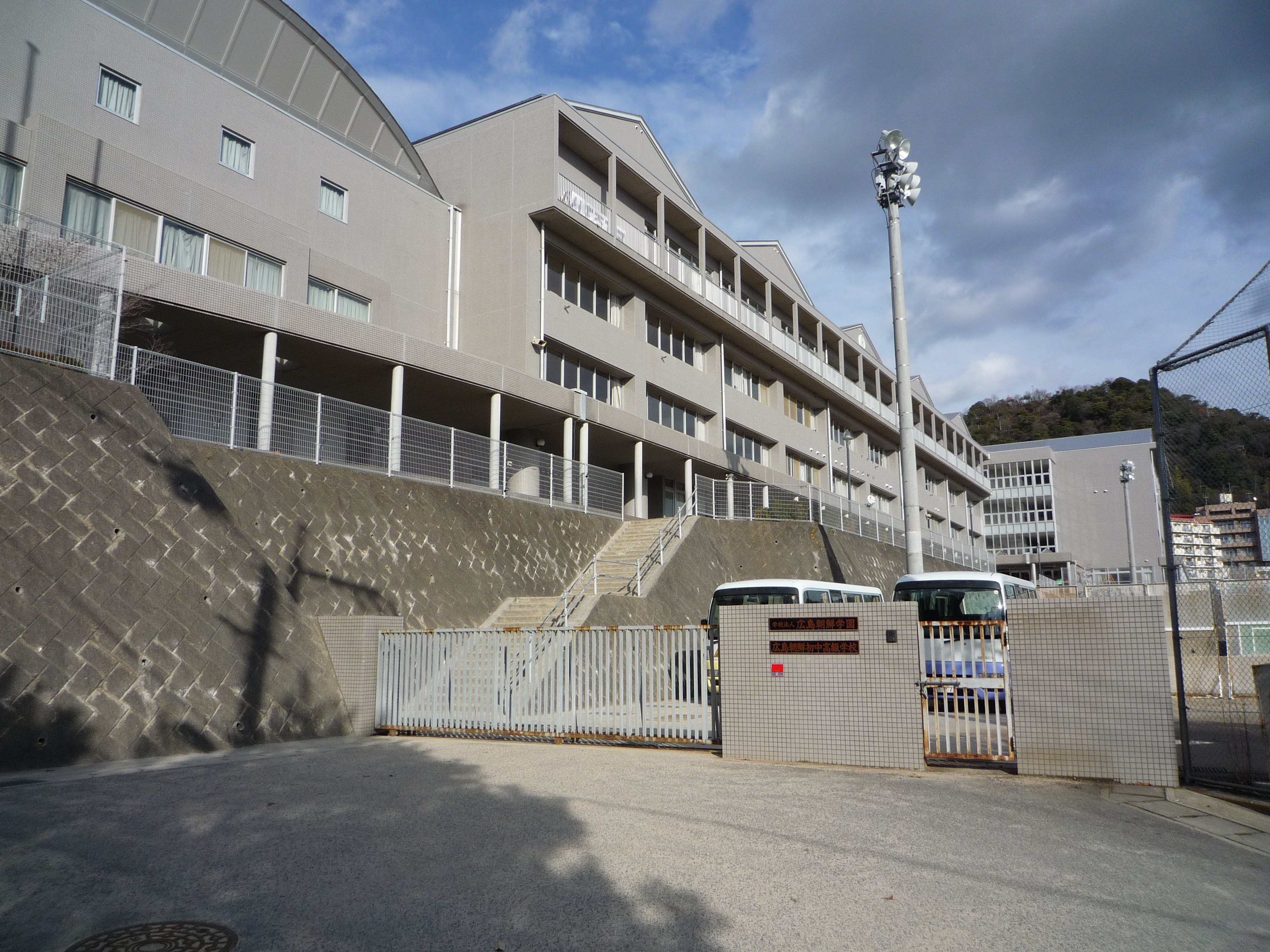
広島朝鮮初中高級学校

国鉄時代より広島鉄道管理局が置かれるなど中国地方の要衝となる駅であったことから、新幹線口周辺には国鉄従業員の為の団地や国鉄バスの車両基地などが多く存在した。現在でも広島鉄道管理局の実質的な後継施設となるJR西日本広島支社やJR広島病院、広成建設などが存在する。そのうちJR西日本広島支社は新支社ビルへの移転が発表され、2020年11月30日に、東区上大須賀町に建設された新支社ビルに移転した。旧社屋は解体したのち、跡地を暫定的に開発し、広島駅前の賑わいを創出できるように検討を進めていくとしている。かつては北側に広島競馬場とノートルダム清心学園(現在のノートルダム清心学園とノートルダム清心中学校・高等学校)が建設される予定であった。
駅北西側にはホテルグランヴィア広島（開業当時は「広島ターミナルホテル」）が1987年（昭和62年）からある。
駅北東側では若草町第一種市街地再開発事業により再開発ビル「アクティブインターシティ広島」が完成。テナントの一つとして、シェラトンホテル広島（現：シェラトングランドホテル広島）が2011年（平成23年）に開業した。道路を挟んだ北側にもアクティブインターシティ広島のマンション・商業棟が2010年（平成22年）に開業しており、マックスバリュエクスプレス広島駅北口店・広島銀行広島駅北口支店をはじめ、飲食店や医療機関が入居している。
一方、駅北西側エリア一帯（二葉の里地区）には広大な未利用の国有地とJR所有地が広がっており、南口エリア・貨物ヤード跡地（現・マツダスタジアム周辺）共々都市再生緊急整備地域に指定されたことから、2006年10月より財務省中国財務局・広島県・広島市・JR西日本・都市再生機構（UR都市機構）で構成される「広島駅新幹線口エリアマネジメント推進調整会議」が、「みどりの中からひろしまを発信するまち」をテーマに再開発事業「広島二葉の里地区まちづくり」に取り組んでいる。2010年（平成22年）1月に土地区画整理事業が都市計画決定され、本格的に事業着手。
エリアは大きく5つに分割される。中央を広島高速5号線 広島駅北口出入口が貫き、西側に2つの街区、東側に3つの街区が設けられる。街区内に建設される主な施設は以下の通り。
- 1街区：広島東警察署（中区富士見町から移転）
- 2街区：住友不動産整備の高層マンション・ホテルと大和ハウス工業整備のオフィスビルと報じられている[78][補足 7]。着工までは暫定的に大和ハウスパーキング運営の駐車場「Dパーキング二葉の里第1」を整備。
- 2街区保留地：イズミ本社（南区京橋町から移転）、ゆめマート二葉の里
- 3街区：広島県医師会館（広島県高精度放射線治療センター・広島県地域医療支援センター）、広島県歯科医師会館、広島県薬剤師会館
- 4街区：広島鉄道病院（現・JR広島病院）
- 5街区：エネルギア・コミュニケーションズ EneWings広島データセンター、広島テレビ放送本社（中区中町から移転）、GRANODE（グラノード）広島

その他、新幹線口側には、広島市東区役所、 にしき堂光町本店、駿台予備学校、ハローワーク広島東、広島県瀬戸内高等学校、広島桜が丘高等学校、広島朝鮮初中高級学校などがある。駅西側線路北側にある中国ジェイアールバス本社は移転し、跡地にジェイアール西日本デイリーサービスネットがビジネスホテル『ヴィアイン広島新幹線口（仮称）』を建設した。
商業施設

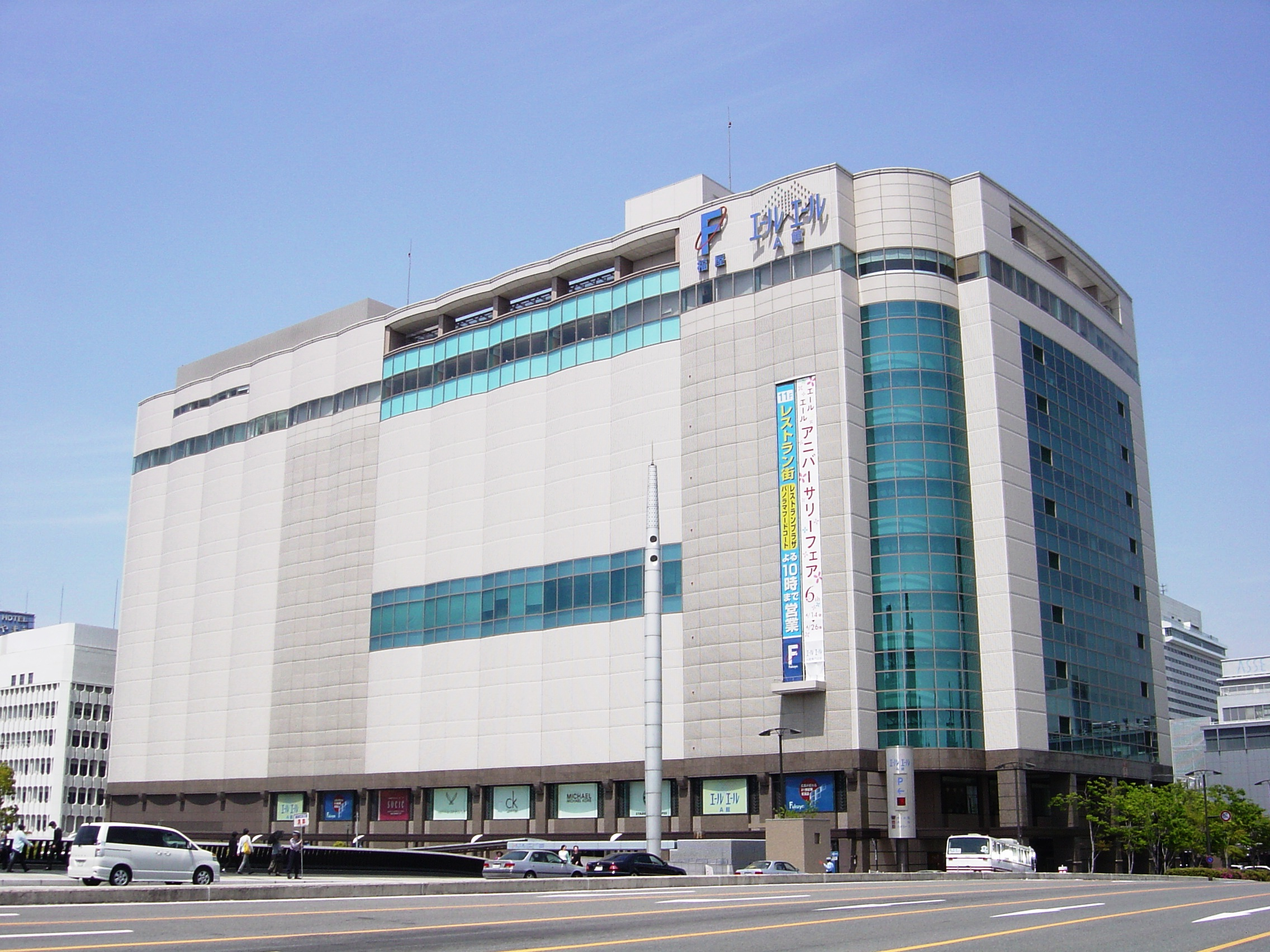
エールエールA館 (広島駅南口再開発事業Aブロック)
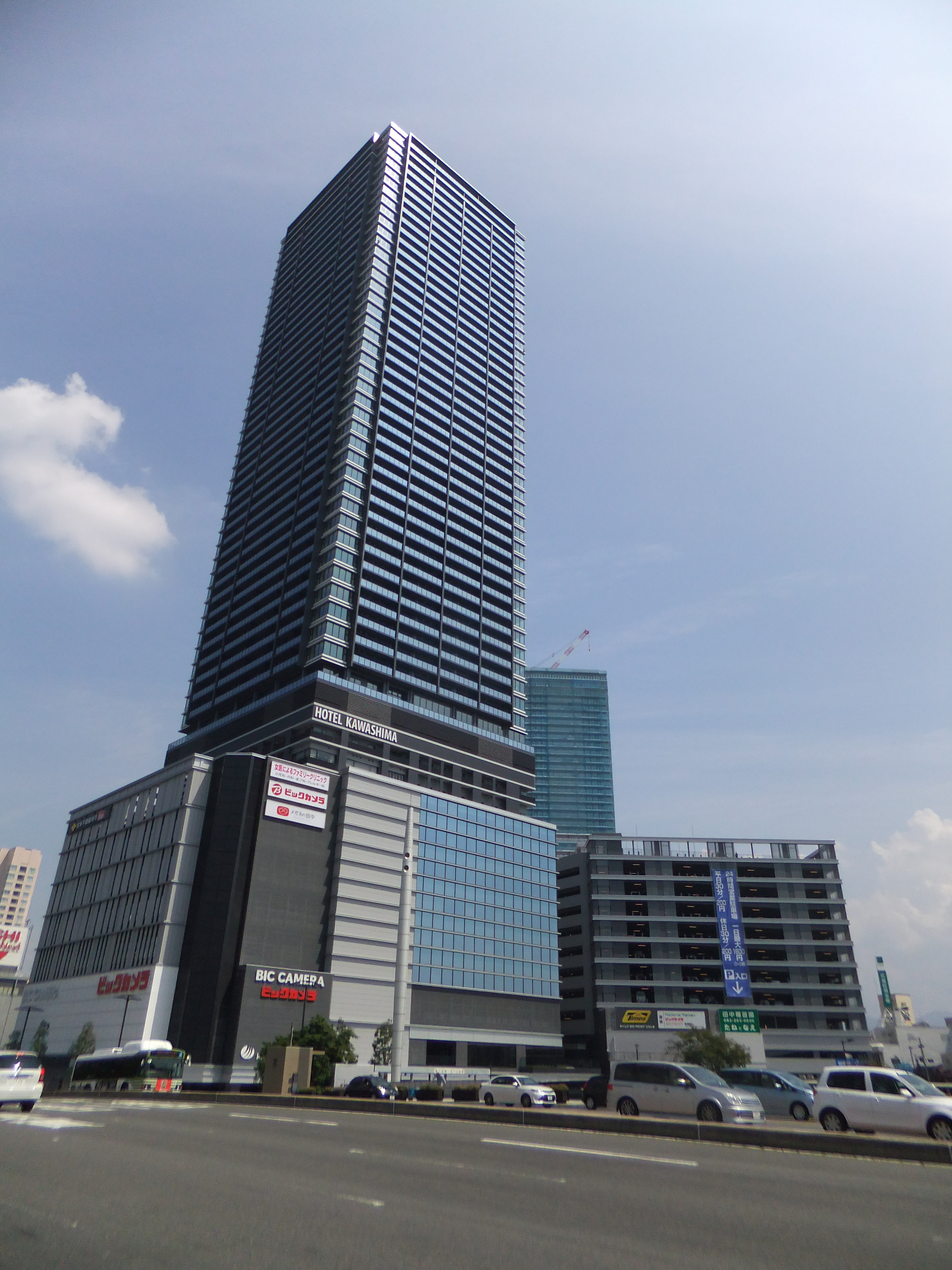
シティタワー広島・BIG FRONTひろしま (広島駅南口再開発事業Bブロック)
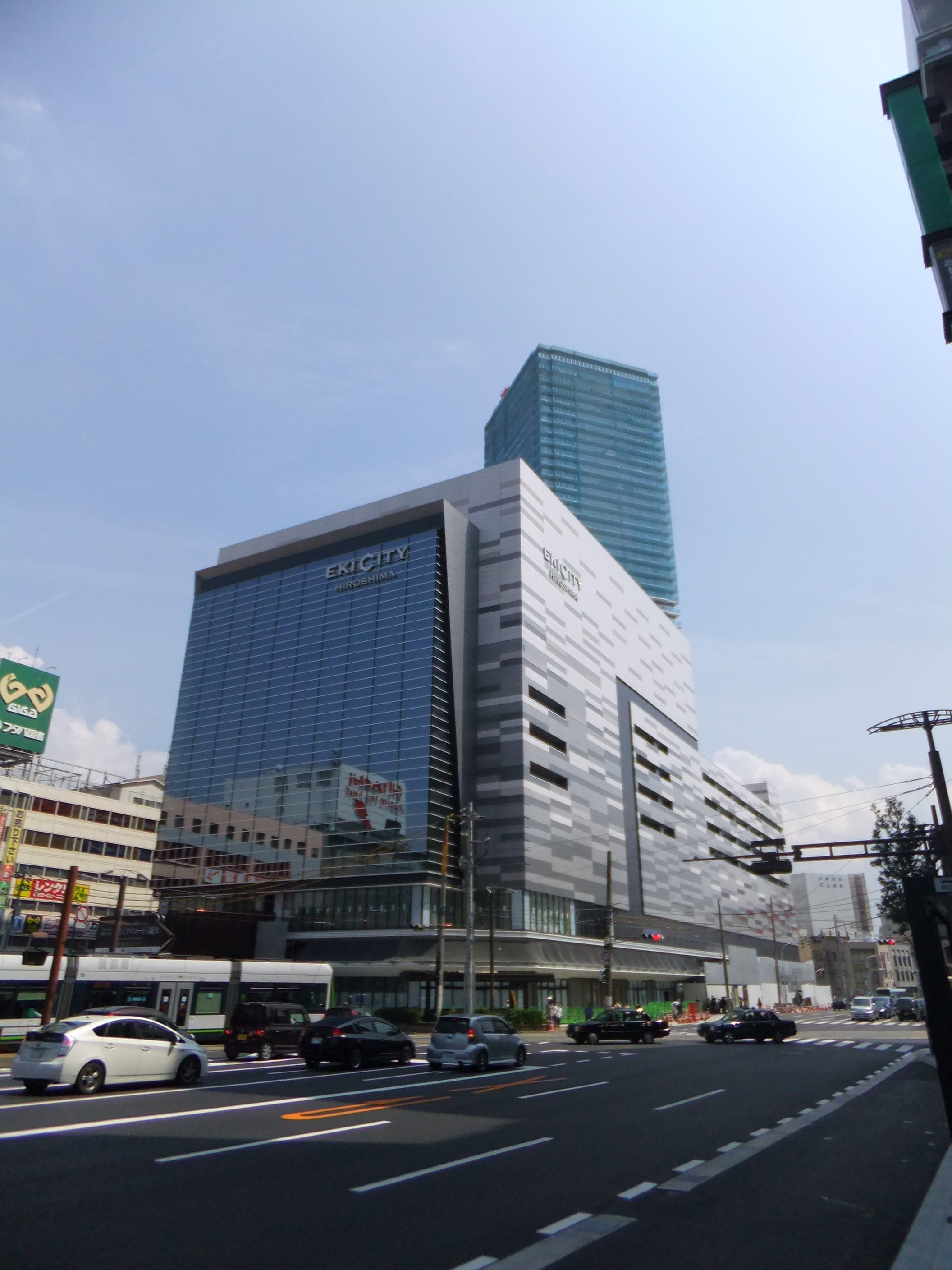
グランクロスタワー広島・EKI CITY広島 (広島駅南口再開発事業Cブロック)
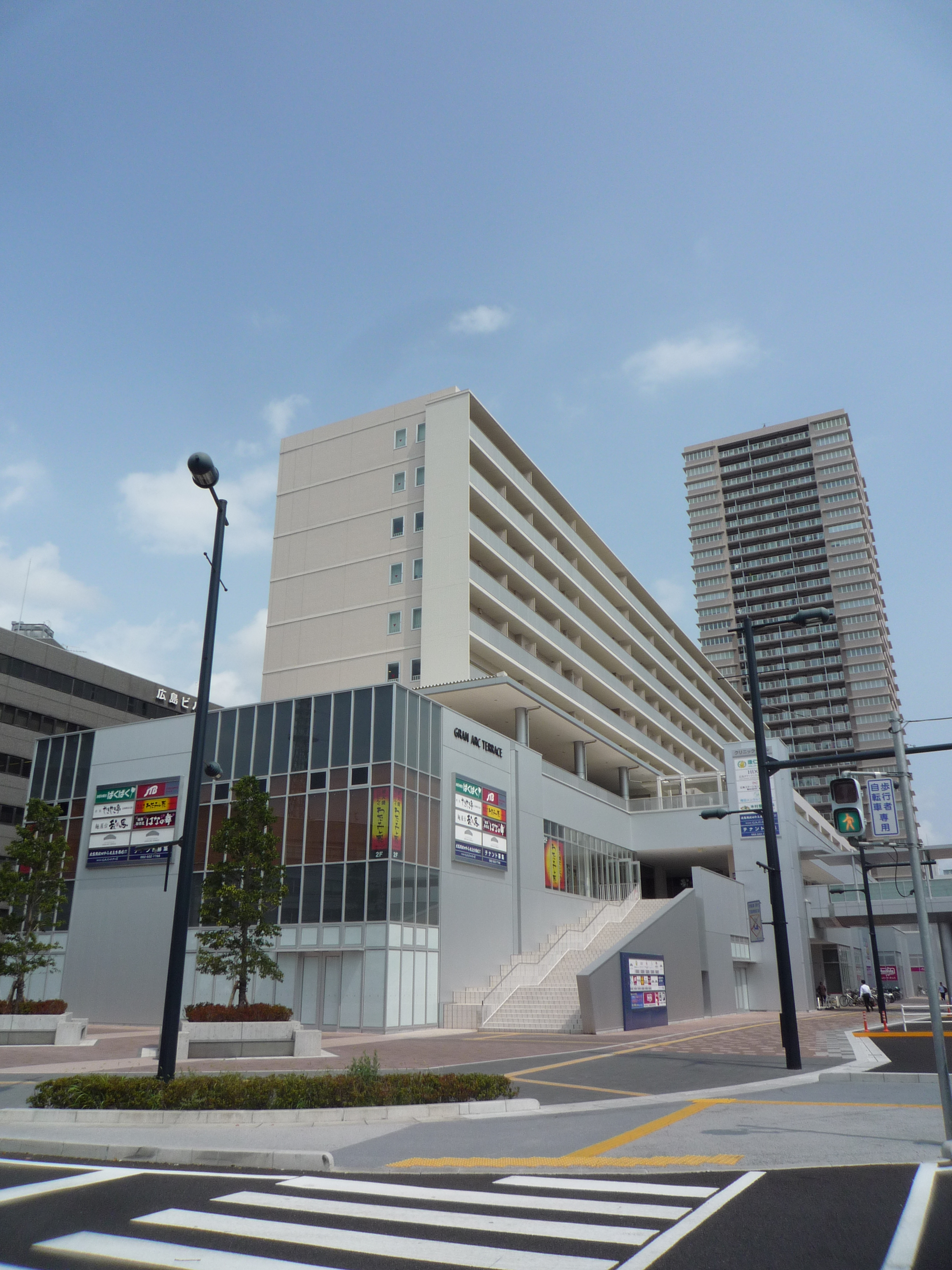
アクティブインターシティ広島 マンション・商業棟
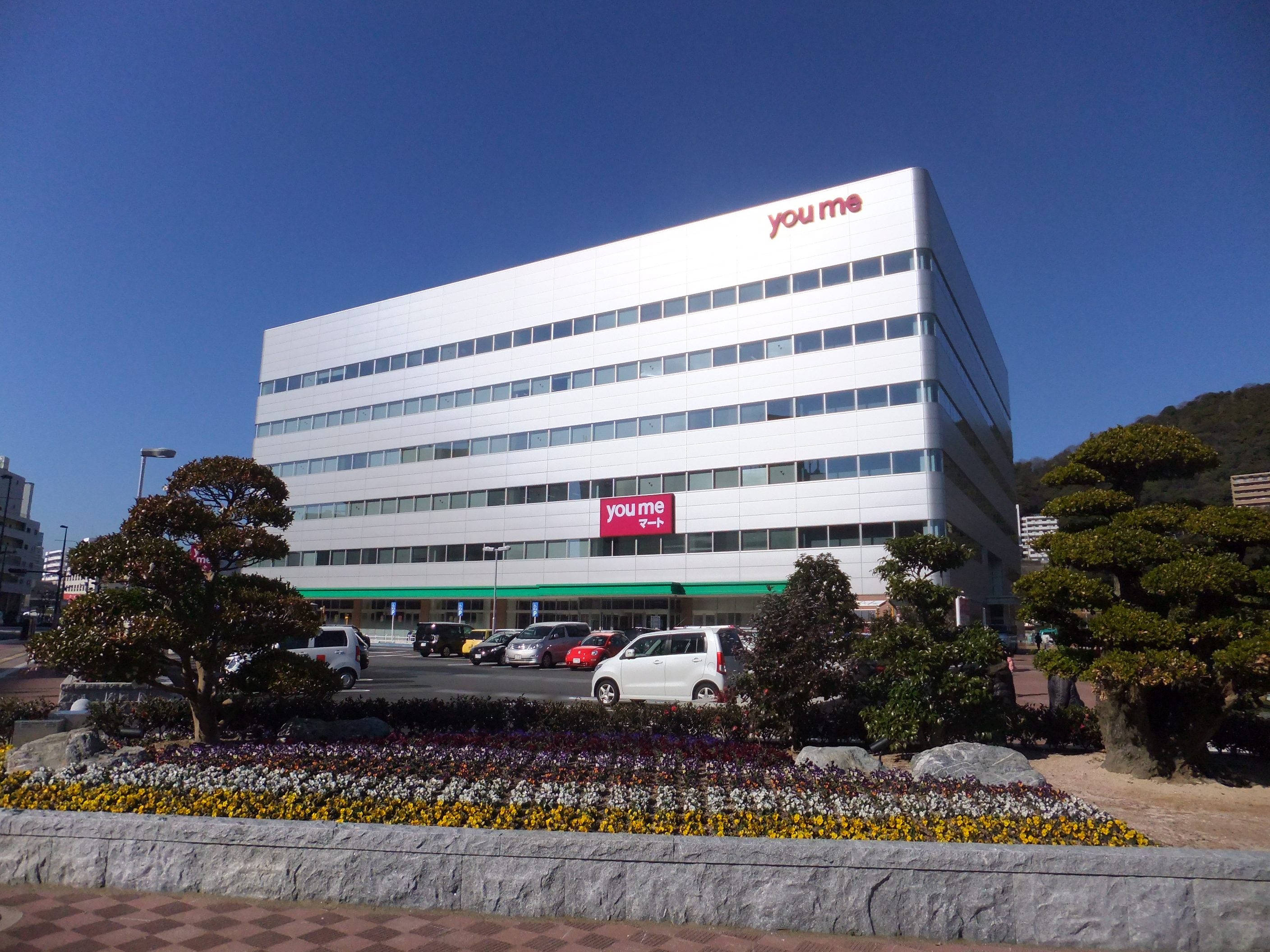
イズミ本社・ゆめマート二葉の里
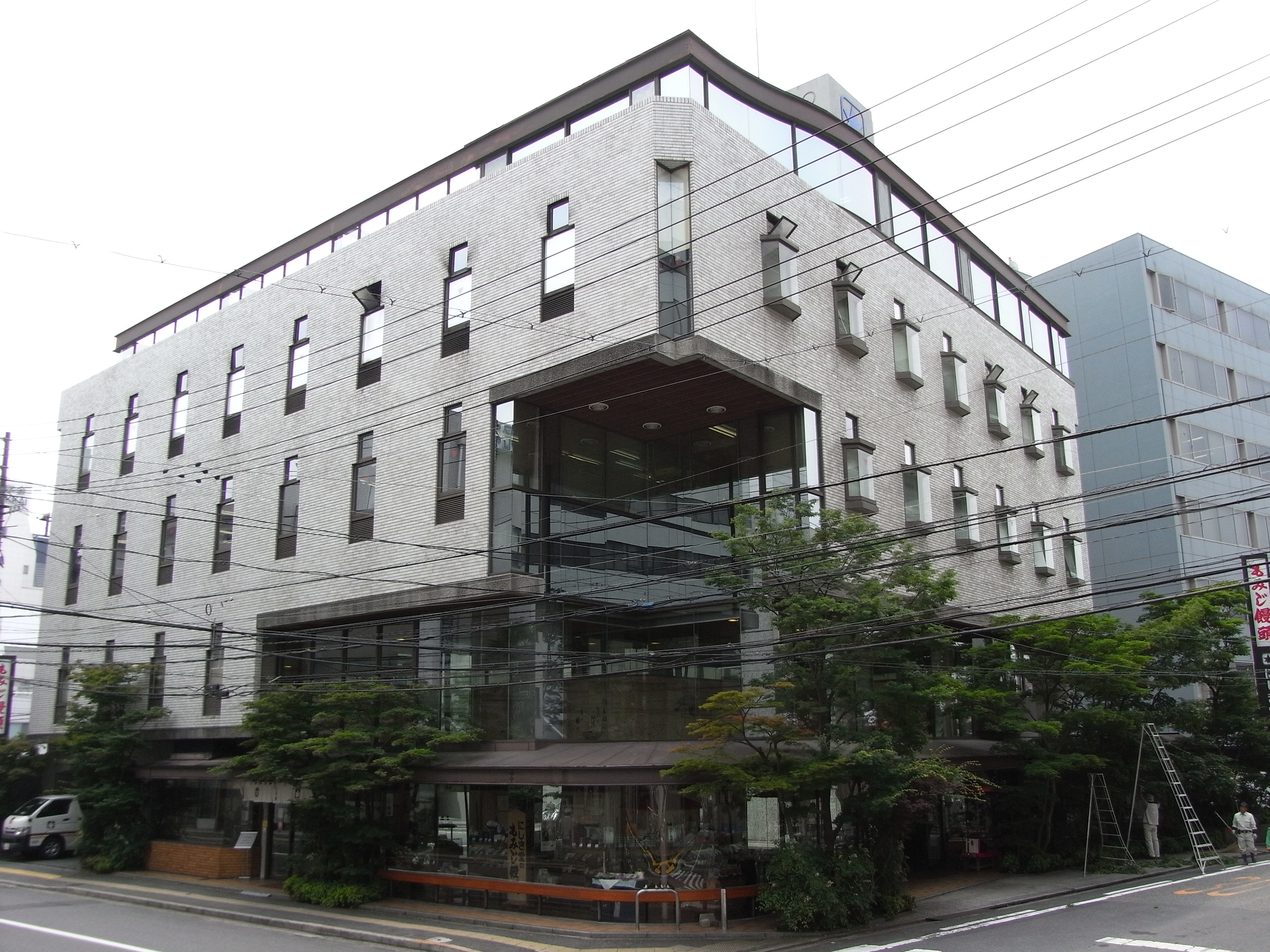
にしき堂光町本店

娯楽施設

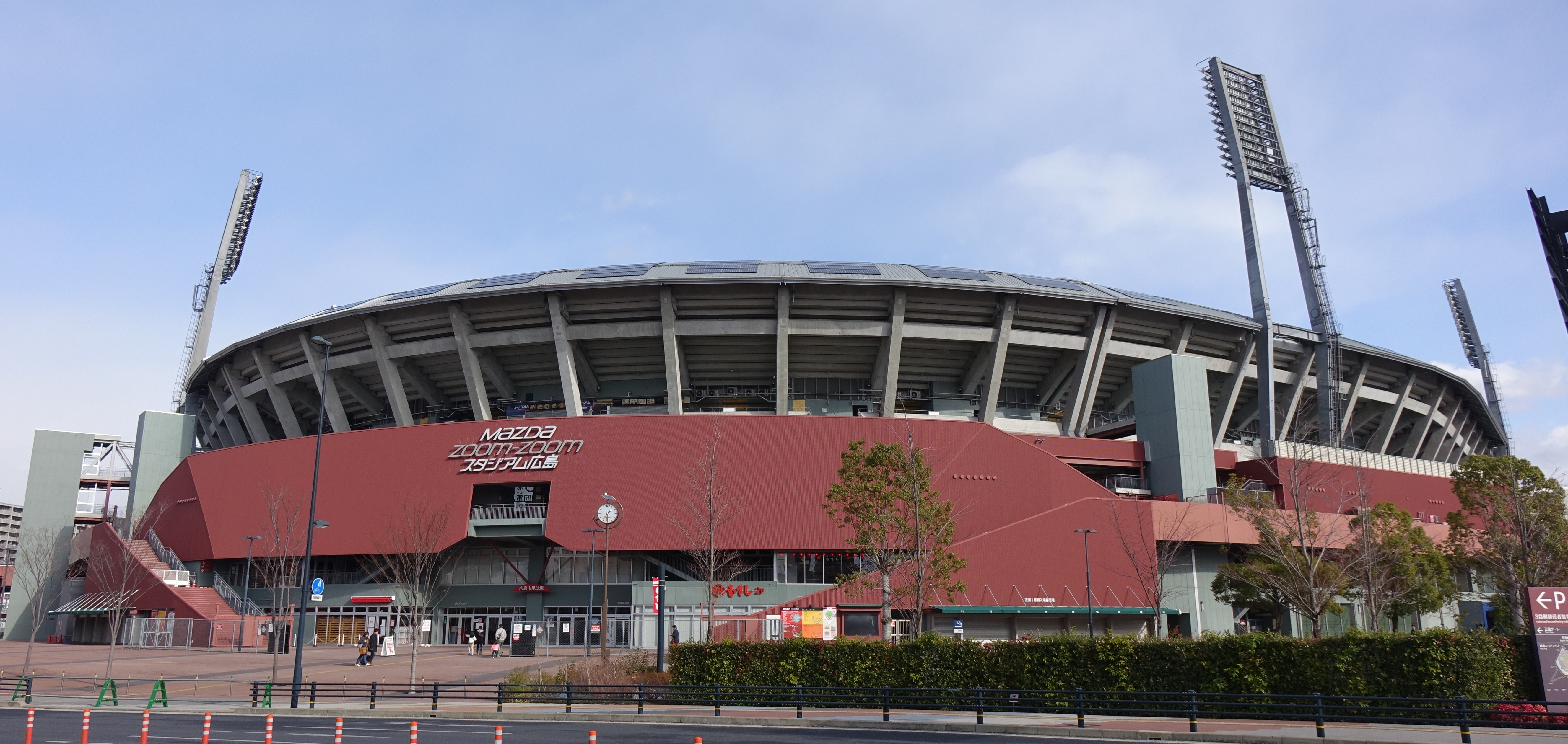
MAZDA Zoom-Zoom スタジアム広島
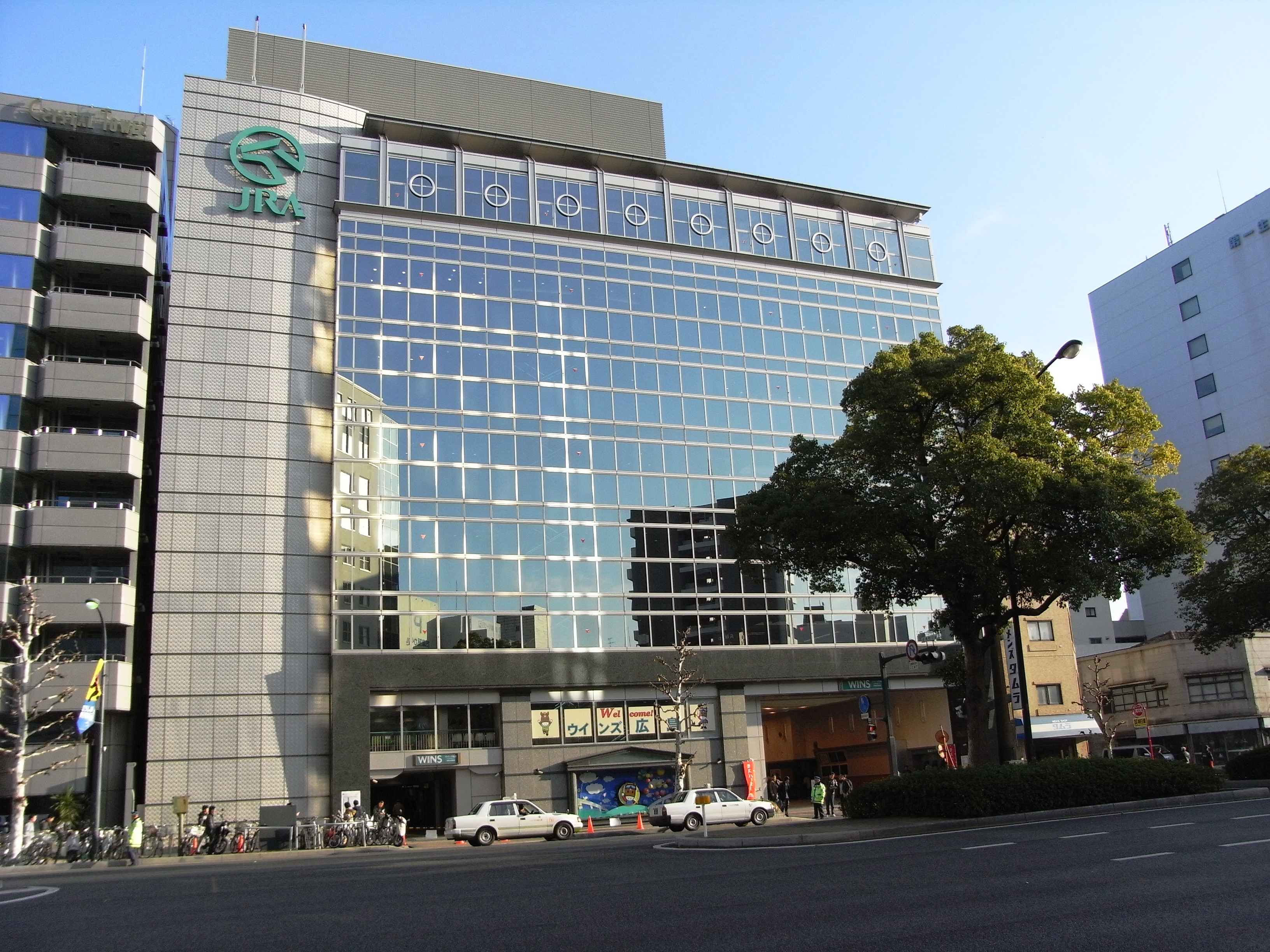
ウインズ広島
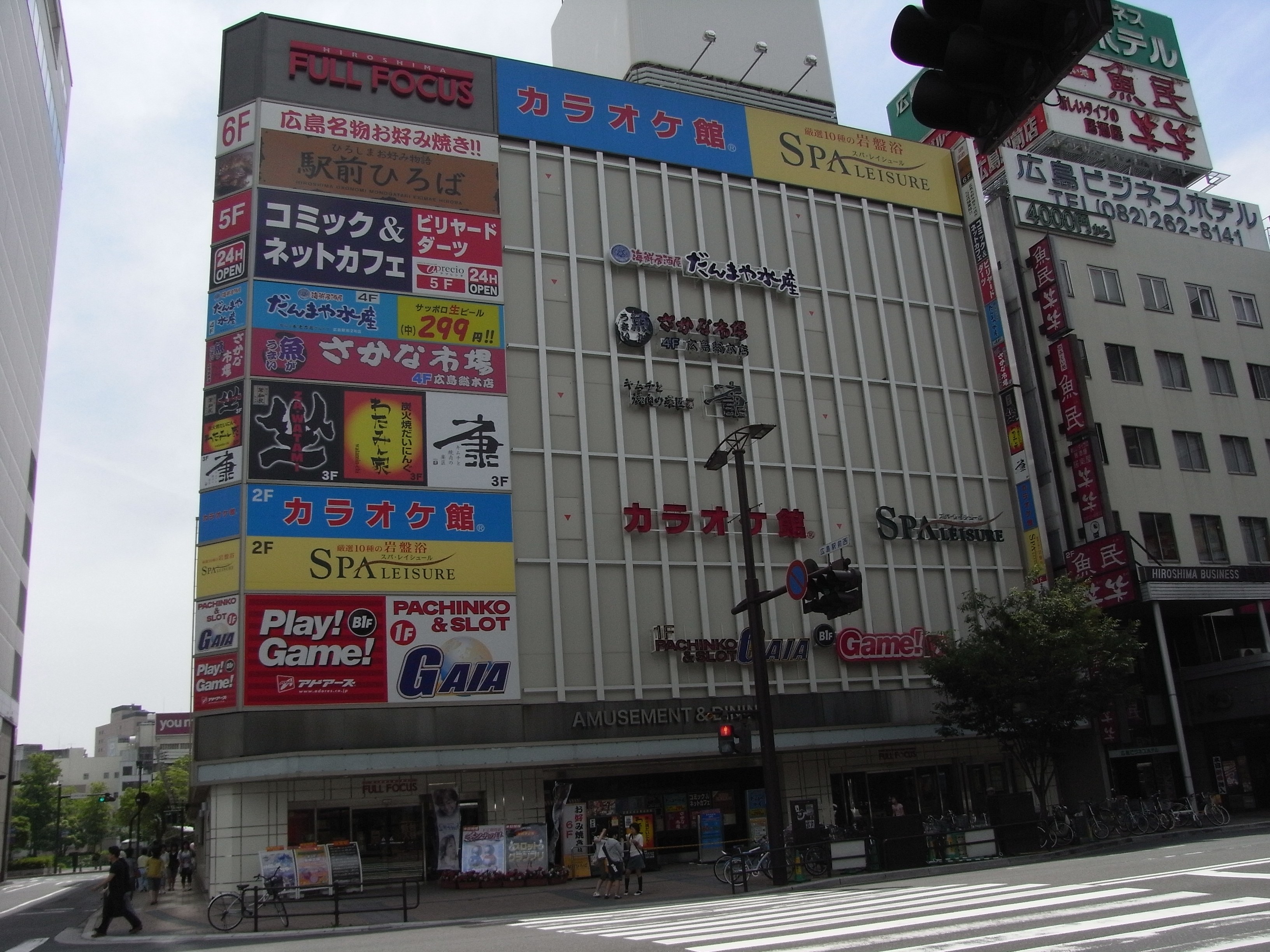
広島フルフォーカスビル

公共・教育施設
- 広島市東区役所
- 広島東公共職業安定所
- 広島県瀬戸内高等学校
- 広島桜が丘高等学校
- 広島朝鮮初中高級学校

宿泊施設

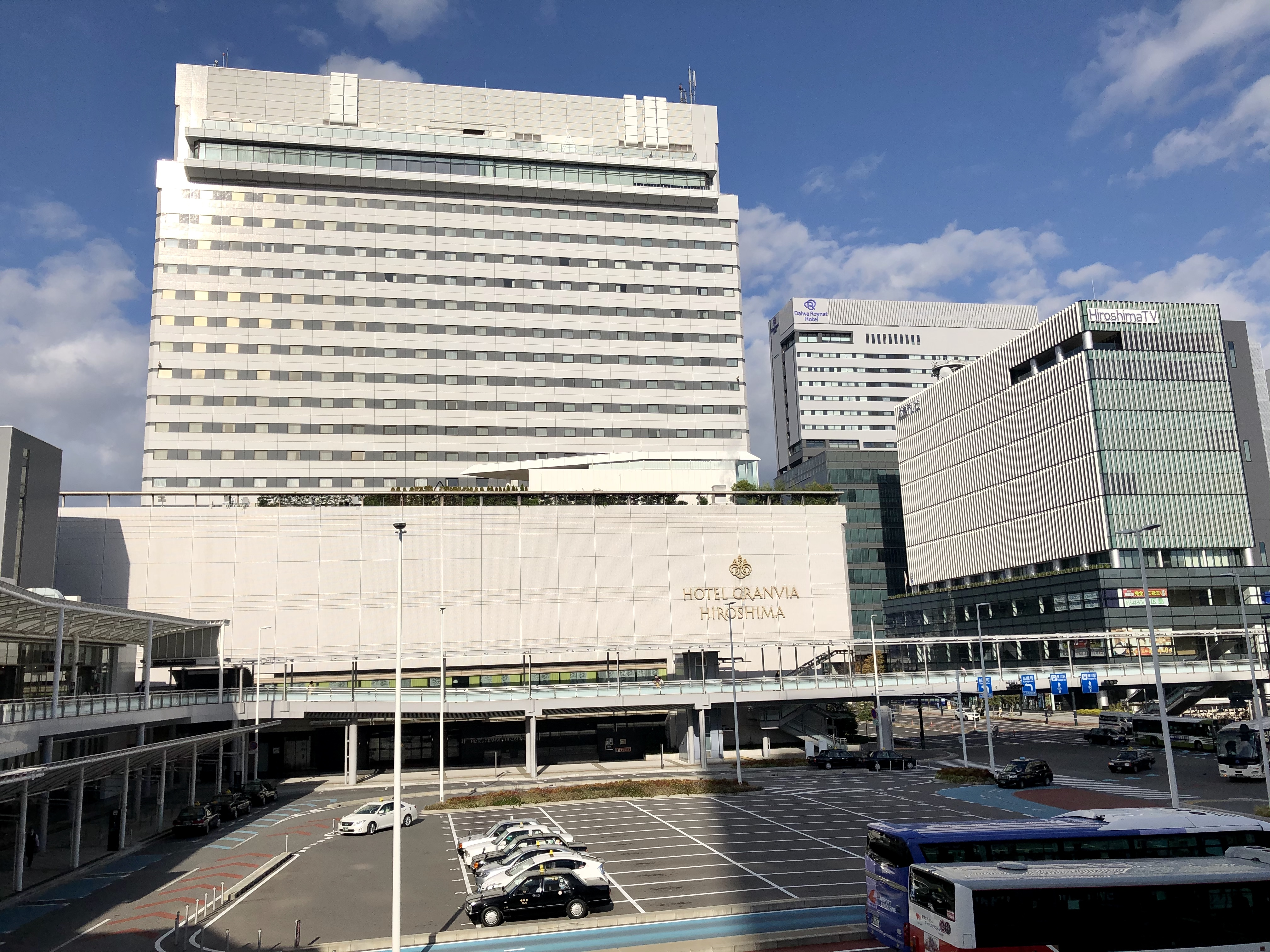
ホテルグランヴィア広島
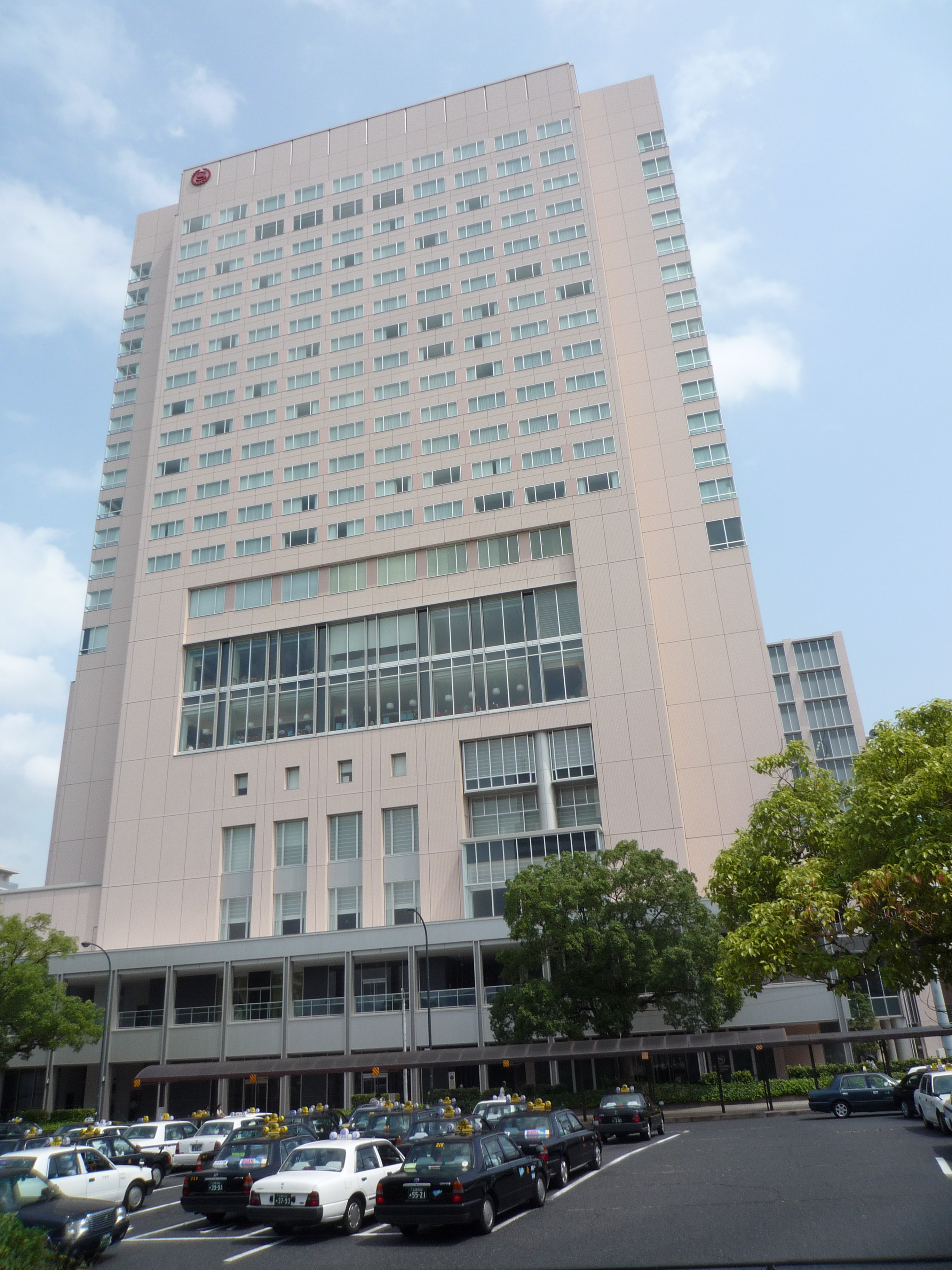
シェラトングランドホテル広島
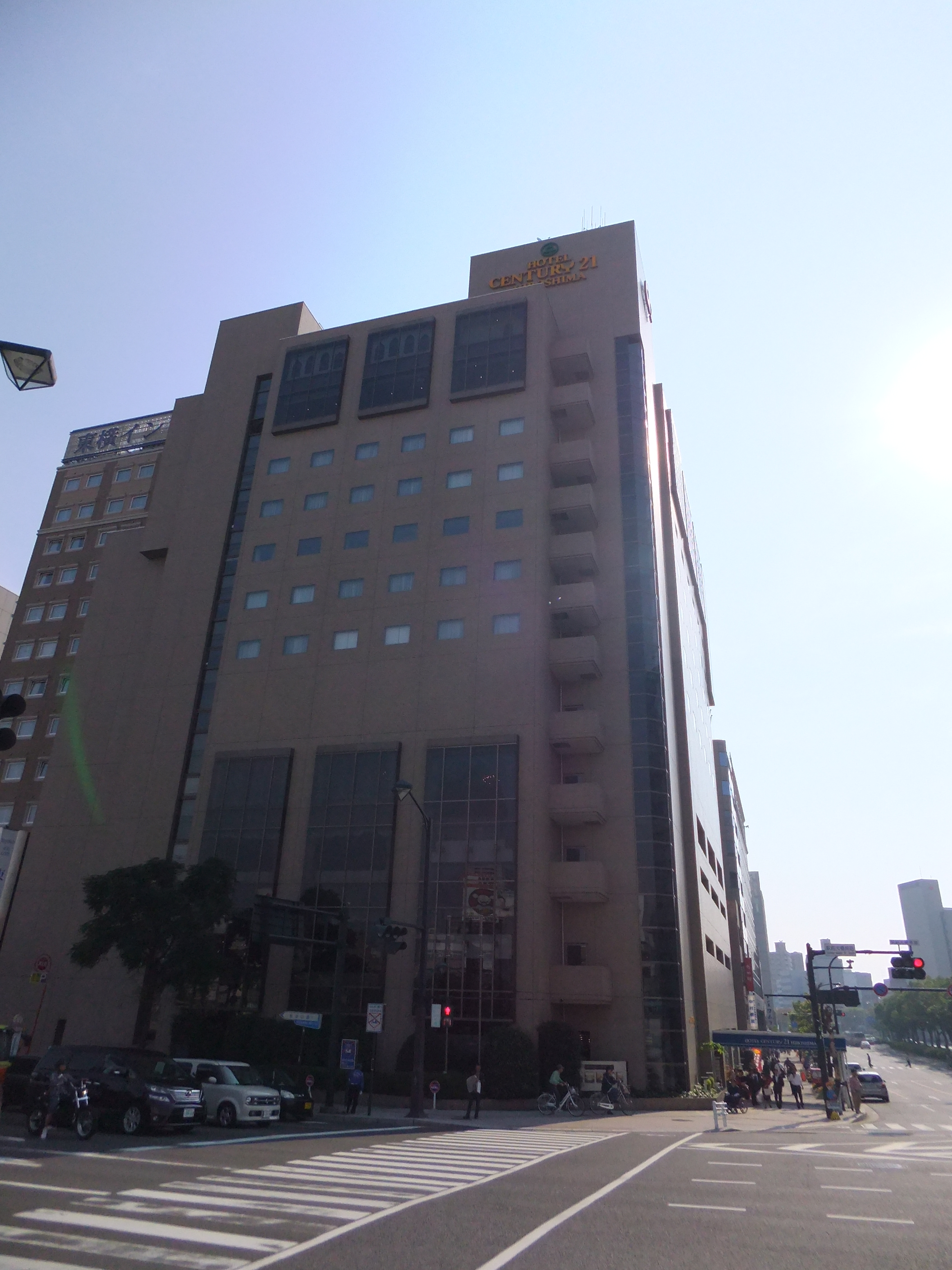
ホテルセンチュリー21広島
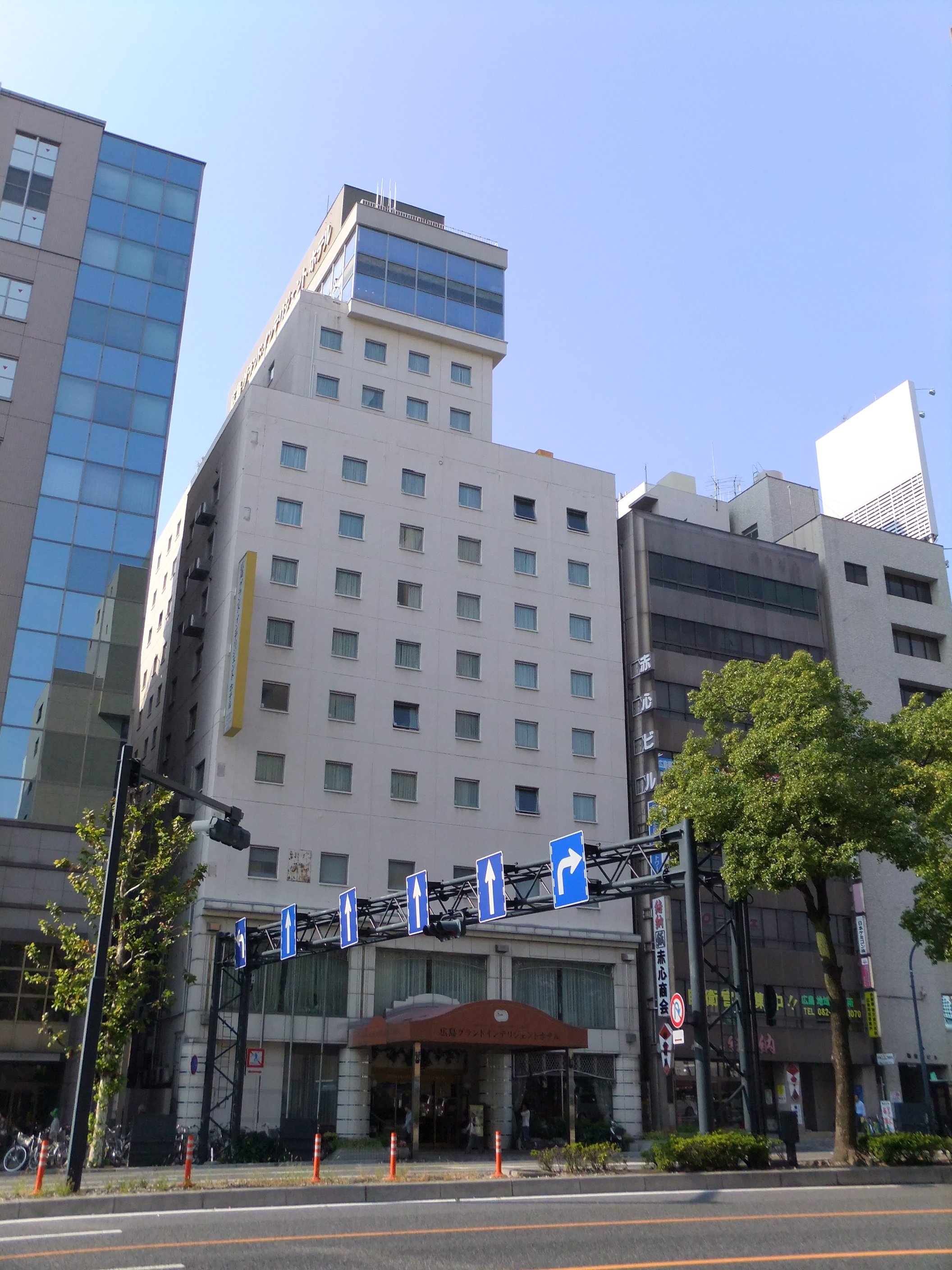
広島グランドインテリジェントホテル
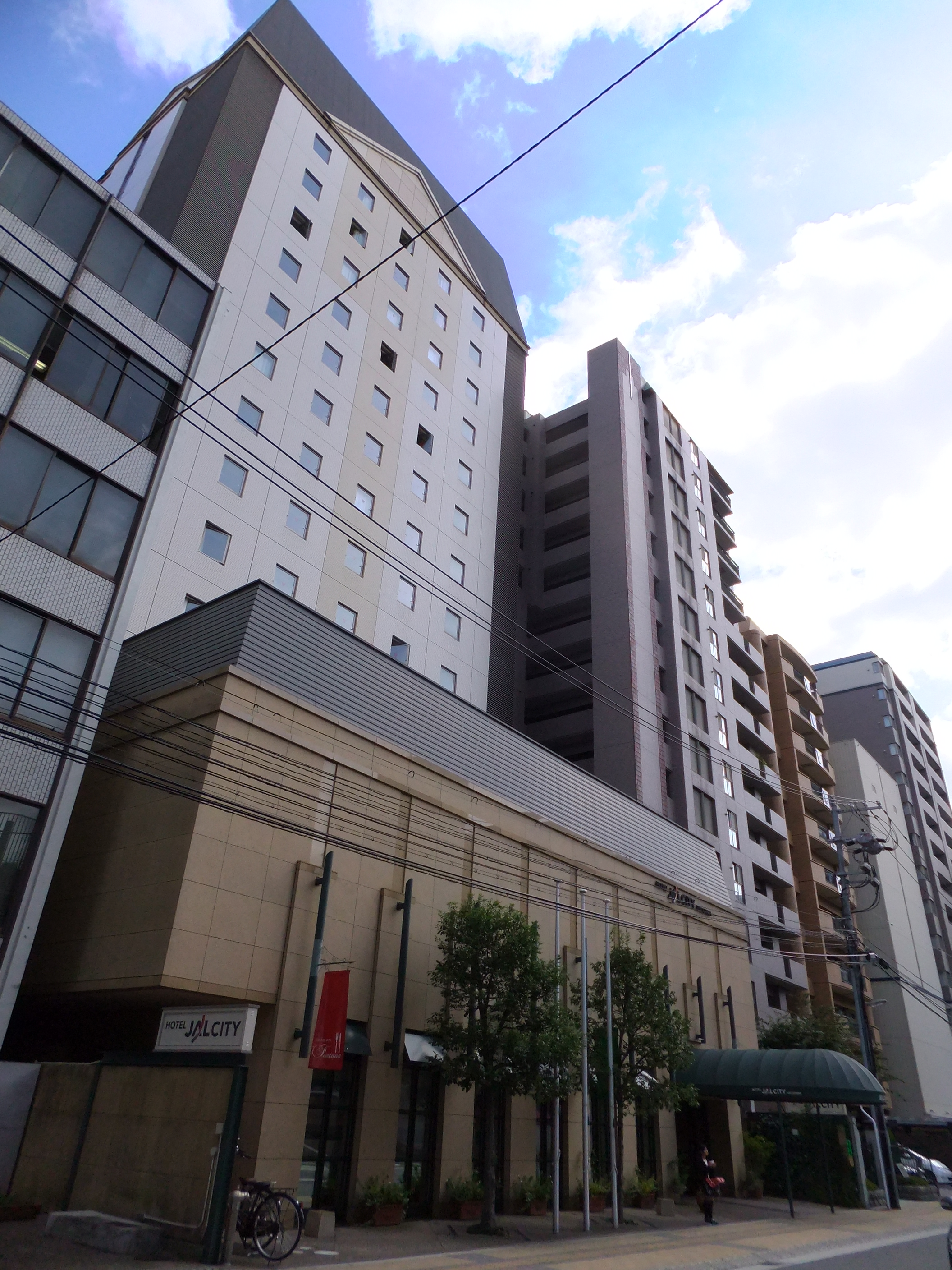
ホテルJALシティ広島
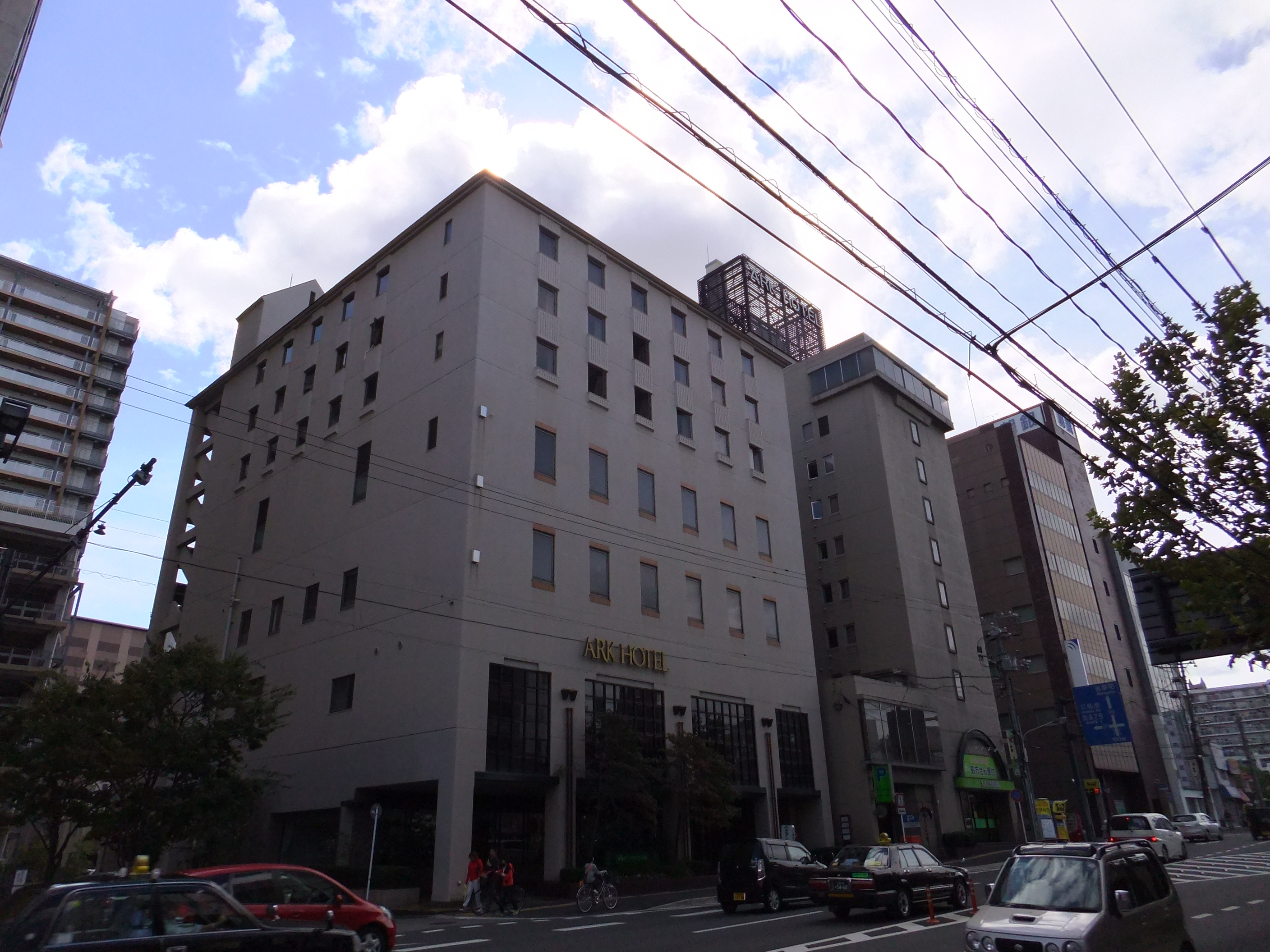
アークホテル広島
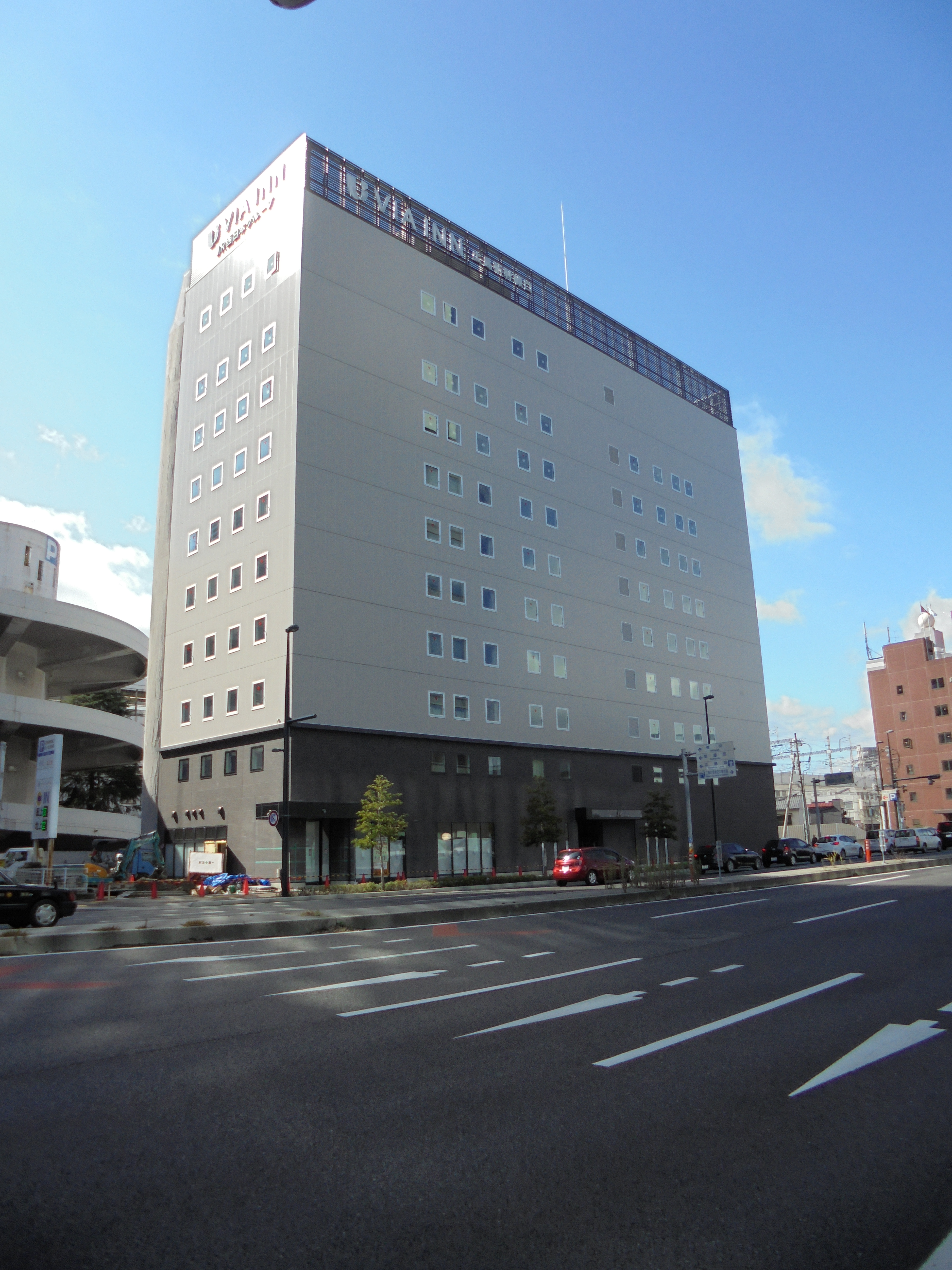
ヴィアイン広島新幹線口

## その他
- JR西日本硬式野球部所属選手の勤務先の一つとなっており、後にプロ野球選手となった佐藤直樹も勤務していた[81]。

## 隣の駅
西日本旅客鉄道（JR西日本）
 山陽新幹線
東広島駅 - 広島駅 - 新岩国駅
  山陽本線
■快速「シティライナー」（土休日のみ運転。海田市方は下り到着列車のみ。当駅を跨いでの「シティライナー」としての運行はない）
海田市駅 (JR-G04) → 広島駅 (JR-G01/JR-R01)
広島駅 (JR-G01/JR-R01) - 横川駅 (JR-R03)
■快速「通勤ライナー」下り（到着列車のみ。岩国方面直通の場合、当駅以降は普通として運転）
海田市駅 (JR-G04) → 広島駅 (JR-G01) （→ 山陽本線 岩国方面）
■快速「通勤ライナー」上り（到着列車のみ）
広島駅 (JR-R01) ← 新白島駅 (JR-R02)
■普通
天神川駅 (JR-G02) - 広島駅 (JR-G01/JR-R01) - 新白島駅 (JR-R02)
 呉線（海田市駅までは山陽本線）
■快速「通勤ライナー」（到着列車のみ。山陽本線岩国方面直通の場合、山陽本線内普通または快速「シティライナー」として運転）
矢野駅 (JR-Y05) → 広島駅 (JR-Y01)
■快速「安芸路ライナー」（山陽本線岩国方面直通の場合、山陽本線内普通として運転）
海田市駅 (JR-Y04) - 広島駅 (JR-Y01)
■普通
天神川駅 (JR-Y02) - 広島駅 (JR-Y01)
 可部線（横川駅までは山陽本線。線内は全列車普通列車として運転）
広島駅 (JR-B01) - 新白島駅 (JR-B02)
 芸備線
■快速「みよしライナー」・■普通
矢賀駅 (JR-P02) - 広島駅 (JR-P01)
- 山陽本線天神川駅・芸備線矢賀駅と当駅の間に、貨物駅の広島貨物ターミナル駅があり、書類上では同駅で両線は分岐する（線路名称上、広島貨物ターミナル駅 - 当駅は山陽本線・芸備線の二重戸籍扱い）。ただし実際には、芸備線から広島貨物ターミナル駅への出入りはできない。
- 当駅を跨いで運行する快速列車は、当駅で必ず種別変更を行う。

広島電鉄
本線
快速・各駅停車
広島駅停留場 (M01) - 稲荷町停留場 (M02)

### かつて存在した路線
日本国有鉄道
宇品線（廃止時点）
広島駅 - （大須口信号場） - 南段原駅
広島電鉄
■本線（旧線）
広島駅停留場 (M1) - 猿猴橋町停留場 (M2)

### 補足
1. ↑  西にある広島城外堀に存在した練兵場に対して、東と付けられた[要出典]。
2. ↑  その地図には宇品線及び帝国議会仮議院が存在することより9月以降と推定できる[10]。
3. ↑  計画当初は、熊野町を経由する案で検討されていた[13]。
4. ↑  最終的に現路線と、現在の芸備線沿いを走り、現在の西広島駅に抜ける緩勾配案も存在していた[14]。
5. ↑  8月竣工とする資料もある[29]。
6. ↑  同様の改良は、広島支社管内の徳山駅と新山口駅でも行われている。
7. ↑  当初はイケア・ジャパンが中四国地方初の出店を予定していたが[広報 20]、着工しないまま用地取得の8年後に売却[79] し、住友不動産が購入[80]。

#### 広報資料・プレスリリースなど一次資料
1. ↑  “広島駅新幹線口ペデストリアンデッキの工事が本格化します”.   広島市. 2014年6月7日閲覧。[リンク切れ]
2. ↑  “広島駅新幹線口ペデストリアンデッキ等整備に伴うバス乗降場の変更のお知らせ”.   広島県バス協会. 2014年7月14日時点のオリジナルよりアーカイブ。2014年6月7日閲覧。
3. 1 2 3  『広島駅南口広場の再整備等に係る基本方針の決定について』（プレスリリース）広島市、2014年9月2日。
4. 1 2  『JR広島駅の跨線橋（こせんきょう）の切り替えにあわせた記念企画の実施について』（プレスリリース）西日本旅客鉄道、2014年10月17日。
5. 1 2  『JR広島駅構内の新跨線橋(こせんきょう)の使用開始について』（プレスリリース）西日本旅客鉄道、2014年9月5日。
6. 1 2  『山陽新幹線 主要5駅の「発車予告音」に「銀河鉄道999」の音色を導入します～3月9日以降、新神戸・岡山・広島・小倉・博多の5駅で使用開始～』（プレスリリース）西日本旅客鉄道。2023年4月12日閲覧。
7. 1 2  『ekie（エキエ）第3期 お土産と飲食の新たなゾーンに51店舗がオープン：JR西日本』（プレスリリース）西日本旅客鉄道・中国SC開発・ジェイアールサービスネット広島。2018年8月9日閲覧。
8. ↑  『広島駅ビル建替えの本体工事着手について』（プレスリリース）西日本旅客鉄道・JR西日本不動産開発・中国SC開発・ジェイアｰル西日本ホテル開発、2020年3月10日。オリジナルの2020年10月27日時点におけるアーカイブ。2021年1月1日閲覧。
9. ↑  “岡山・福山エリア 8路線82駅への「駅ナンバー」の導入について” (PDF) (Press release). 西日本旅客鉄道. 28 July 2020. 2020年7月28日閲覧.
10. ↑  『〜駅のホームの安全性向上にむけて〜 広島駅11番のりば、高槻駅4番のりばの可動式ホーム柵を使用開始します。』（PDF）（プレスリリース）西日本旅客鉄道、2020年11月13日。オリジナルの2021年1月8日時点におけるアーカイブ。2021年1月8日閲覧。
11. ↑  『〜駅のホームの安全性向上にむけて〜 広島駅14番のりば、新今宮1番のりばの可動式ホーム柵を使用開始します。』（PDF）（プレスリリース）西日本旅客鉄道、2021年6月18日。オリジナルの2021年6月24日時点におけるアーカイブ。2023年10月5日閲覧。
12. ↑  『～県外で人気の広島初出店店舗から憧れのあの店舗まで“待望ショップ”が多数集結～　広島新駅ビル「ミナモア」が2025年3月24日（月）グランドオープン！』（PDF）（プレスリリース）西日本旅客鉄道株式会社、2024年9月27日。2025年1月5日閲覧。
13. 1 2  『広島電鉄株式会社申請の軌道事業の特許 〜路面電車が高架で広島駅南口に進入し、JR広島駅と直結します〜』（PDF）（プレスリリース）国土交通省鉄道局都市鉄道政策課、2019年11月27日。オリジナルの2020年2月3日時点におけるアーカイブ。2021年2月17日閲覧。
14. ↑  『〜駅のホームの安全性向上にむけて〜新たに5駅10のりばにホーム柵を設置します。』（プレスリリース）西日本旅客鉄道、2019年10月24日。2023年4月12日閲覧。
15. ↑  “階段をのぼるアテンザ？！駅に展示された新型アテンザの秘密。”. マツダ公式ブログ (2013年2月21日). 2014年11月7日閲覧。
16. ↑  hiroshimastation - ウェイバックマシン（2023年4月17日アーカイブ分）
17. ↑  『広島駅新幹線口ペデストリアンデッキを供用開始します』（プレスリリース）広島市。オリジナルの2016年4月14日時点におけるアーカイブ。2017年6月17日閲覧。
18. ↑  『ekie（エキエ）第3期 お土産と飲食の新たなゾーンに51店舗がオープン』（プレスリリース）西日本旅客鉄道・中国SC開発・ジェイアールサービスネット広島、2018年8月8日。2018年9月15日閲覧。
19. ↑  “広島二葉の里地区まちづくり”.   UR都市機構. 2018年9月15日閲覧。
20. ↑  『広島における出店用地取得のお知らせ』（プレスリリース）イケア・ジャパン、2013年6月21日。オリジナルの2015年4月11日時点におけるアーカイブ。2018年9月15日閲覧。
21. ↑  『「ヴィアイン広島新幹線口（仮称）」開発について ～2020年春 ホテル開業予定～』（プレスリリース）JR西日本不動産開発・ジェイアール西日本デイリーサービスネット、2018年9月7日。2018年9月15日閲覧。

#### 統計資料
1. 1 2  “データで見るJR西日本：JR西日本”. www.westjr.co.jp. 2023年10月11日閲覧。
2. 1 2 3  『広島市勢要覧（1949年版）』 101ページ
3. 1 2 3 4 5  『広島市勢要覧（1951年版）』 135ページ
4. ↑  『広島市勢要覧（1952年版）』 177ページ
5. 1 2  『広島市勢要覧（1953年版）』 191ページ
6. 1 2 3 4 5 6 7 8 9  『広島市勢要覧（1959年版）』 55ページ
7. 1 2 3 4 5 6 7 8  『広島市勢要覧（1964年版）』 72ページ
8. 1 2 3 4 5 6 7 8 9 10  『広島市勢要覧（1964年版）』 73ページ
9. 1 2 3 4 5 6 7 8 9 10 11 12 13 14 15  『広島市勢要覧（1968年版）』 94ページ
10. 1 2 3 4 5 6 7 8 9 10 11 12 13 14 15  『広島市勢要覧（1969年版）』 99ページ
11. 1 2 3 4 5 6 7 8  『広島市勢要覧（1968年版）』 95ページ
12. 1 2 3 4 5 6 7 8 9 10 11 12 13 14 15  『広島市勢要覧（1974年版）』 255ページ
13. 1 2 3 4 5 6 7 8 9 10 11 12 13 14 15  『広島市統計書（1979年版）』 125ページ
14. 1 2 3 4 5 6 7 8 9 10 11 12  『広島市統計書（1980年版）』 143ページ
15. 1 2 3 4 5  『広島市統計書（1981年版）』 160ページ
16. 1 2 3 4 5  『広島市統計書（1985年版）』 110ページ
17. 1 2 3 4 5  『広島市統計書（1990年版）』 108ページ
18. 1 2 3 4 5  『広島市統計書（1995年版）』 122ページ
19. 1 2  『広島市統計書（1997年版）』 111ページ
20. 1 2  『広島市統計書（1999年版）』 111ページ
21. 1 2  『広島市統計書（2001年版）』 109ページ
22. 1 2  『広島市統計書（2003年版）』 109ページ
23. 1 2  『広島市統計書（2005年版）』 109ページ
24. 1 2  『広島市統計書（2007年版）』 105ページ
25. 1 2  『広島市統計書（2009年版）』 91ページ
26. 1 2  『広島市統計書（2011年版）』 91ページ
27. 1 2  『広島市統計書（2013年版）』 91ページ
28. 1 2 3 4 5 6 7 8 9  データで見るJR西日本